# 제1차 세계 대전 기간 영국의 역사
그레이트브리튼 아일랜드 연합왕국은 1914년부터 1918년까지 제1차 세계 대전 동안 연합국의 주요 강대국이었다. 이들은 독일을 중심으로 한 동맹국과 싸웠다. 군대는 크게 확장되고 재편성되었으며, 이 전쟁은 영국 왕립 공군의 창설을 알리는 계기가 되었다. 1916년 1월, 영국 역사상 처음으로 매우 논란이 많았던 징병제의 도입은 200만 명 이상의 병력으로 구성된 역사상 가장 큰 완전 자원군 중 하나인 키치너의 군대 창설에 뒤따랐다.:504 전쟁 발발은 사회 통합의 계기가 되었다. 1914년에는 유럽 전역과 유사하게 열광적인 분위기가 널리 퍼져 있었다.
전쟁 전야에는 노동 운동과 참정권 운동, 특히 아일랜드에서 심각한 국내 불안이 있었다. 그러나 이러한 갈등은 연기되었다. 제국의 적을 물리치기 위해 상당한 희생이 요구되었고, 싸울 수 없는 많은 사람들은 자선 및 인도주의적 목적에 기여했다. 식량 부족과 노동력 부족을 우려한 정부는 1914년 국방법과 같은 법안을 통과시켜 새로운 권한을 부여했다. 전쟁은 H. H. 애스퀴스 총리 하의 "평상시처럼 사업"이라는 개념에서 벗어나 데이비드 로이드 조지 총리 하의 1917년까지 총력전 상태(공공 문제에 대한 완전한 국가 개입)로 나아가는 모습을 보였는데, 이는 영국에서 처음 목격된 것이었다. 이 전쟁은 또한 영국 도시들에 대한 최초의 공중 폭격을 목격했다.
신문은 전쟁에 대한 대중의 지지를 유지하는 데 중요한 역할을 했다. 정부는 찰스 마스터맨과 같은 언론인과 비버브룩 경과 같은 신문 소유주의 지도를 받아 대량의 선전물을 제작했다. 노동력의 변화하는 인구 통계(또는 "노동력 희석"이라고 불림)에 적응함으로써 전쟁 관련 산업은 빠르게 성장했고 생산량이 증가했으며, 노동조합에 대한 양보가 신속하게 이루어졌다. 이와 관련하여, 이 전쟁은 또한 많은 여성들이 1918년 처음으로 투표권을 얻었음을 고려할 때, 여성들을 처음으로 주류 고용으로 이끌었다는 평가를 받기도 한다. 전쟁이 여성 해방에 미친 영향에 대한 논쟁은 계속되고 있으며, 전쟁 중 개별 여성의 경험은 다양했으며, 지역, 나이, 혼인 여부 및 직업에 따라 크게 달라졌다.
1918년 영국을 강타한 스페인 독감과 식량 부족으로 인해 민간인 사망률이 증가했다. 군인 사망자는 85만 명을 초과한 것으로 추정된다. 제국은 평화 협상이 끝난 후 절정에 달했다. 그러나 전쟁은 제국주의적 충성심뿐만 아니라 자치령(캐나다, 뉴펀들랜드, 호주, 뉴질랜드, 남아프리카 공화국)과 인도 내 개별 민족 정체성도 고조시켰다. 1916년 이후 아일랜드 민족주의자들은 런던과의 협력에서 즉각적인 독립 요구로 전환했으며(자세한 내용은 부활절 봉기 참조), 이는 1918년 징병 위기로 인해 큰 추진력을 얻었다. 영국에서는 전반적인 갈등과 특히 영국의 참여에 대한 문화적 견해가 일반적으로 비판적이었지만, 일부 역사가들은 이러한 해석에 동의하지 않는다. 갈등 100주년을 기념하여 실시된 연구는 현대 대중이 제1차 세계 대전에 대한 영국의 개입을 긍정적으로 보는 경향이 있지만, 장군들의 성과는 부적절했다고 믿는다는 것을 시사했다. 그러나 갈등에 대한 지식이 제한적이었고 일부 세부 사항이 제2차 세계 대전과 혼동되는 것처럼 보였다.

## 정부

### 총리 애스퀴스

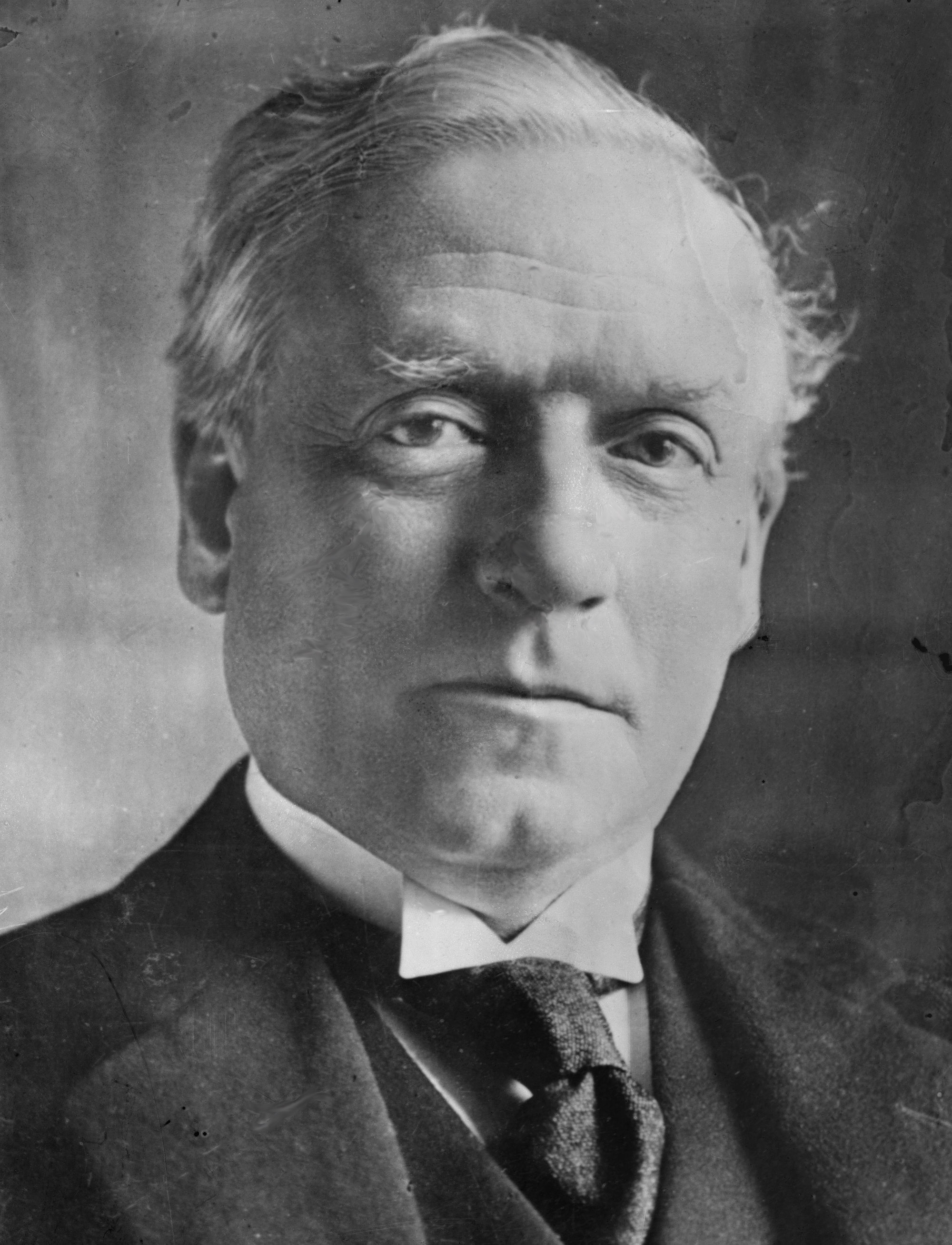
전쟁 초기의 총리 H. H. 애스퀴스 (c. 1915)

1914년 8월 4일, 조지 5세 국왕은 자유당의 지도자인 총리 H. H. 애스퀴스의 조언에 따라 전쟁을 선포했다. 영국이 전쟁을 선포한 기본적인 이유는 프랑스에 대한 깊은 약속과 자유당 분열 방지에 초점을 맞추었다. 상위 자유당원들은 내각이 프랑스를 지지하기를 거부하면 사임하겠다고 위협했는데, 이는 연합 또는 연합주의(즉, 보수당) 야당에 대한 정부 통제력 상실을 의미할 것이었다.
그러나 자유당 내의 대규모 반전 세력은 1839년 벨기에 중립 보장 조약을 존중하기 위해 전쟁을 지지할 것이므로 프랑스보다는 이것이 공개적인 이유로 주어졌다. 따라서 정부가 내놓고 포스터에 사용된 공개적인 이유는 영국이 1839년 런던 조약에 따라 벨기에의 중립을 보호해야 한다는 것이었다.

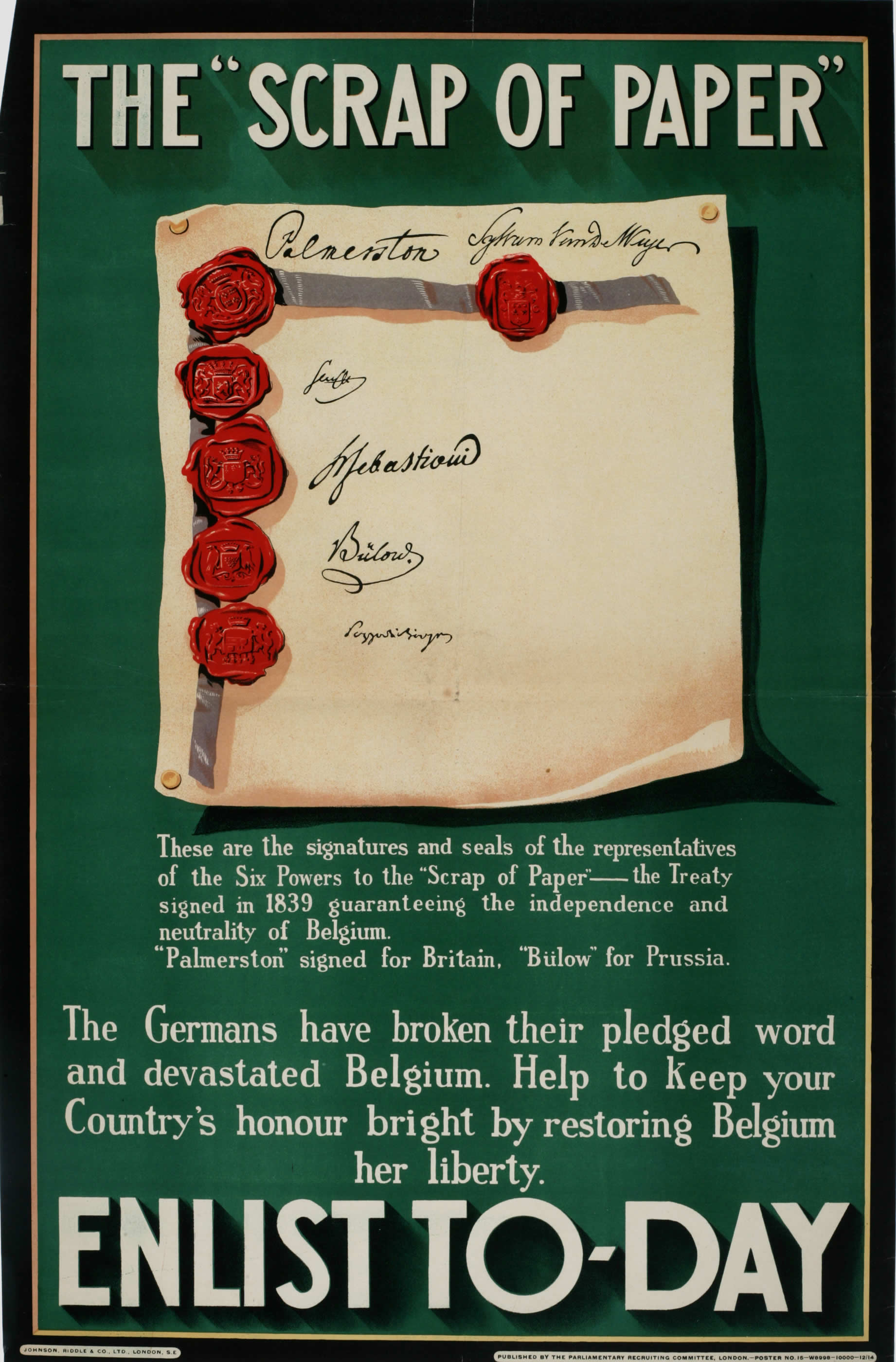
"한 조각의 종이 – 오늘 입대하세요", 1914년 영국 선전 포스터는 벨기에 방어를 강조한다.

독일이 벨기에와 궁극적으로 프랑스 해안을 통제함으로써 발생하는 전략적 위험은 용납할 수 없는 것으로 간주되었다. 벨기에 중립에 대한 독일의 태평한 태도는 전쟁 후 행동에 대한 독일의 보장을 의심스럽게 만들었다. 그러나 런던 조약은 영국이 독자적으로 벨기에의 중립을 보호할 것을 약속하지 않았다. 더욱이 해군 전쟁 계획은 독일과의 전쟁 시 영국 자체가 벨기에 항구를 봉쇄하여(수입품이 독일로 넘어가는 것을 막기 위해) 벨기에의 중립을 침해할 것임을 보여주었다.
프랑스와 러시아 양측에 대한 영국의 협상 의무는 가장 중요한 요소였다. 에드워드 그레이 외무장관은 프랑스와의 비밀 해군 협정이 독일에 의한 프랑스 패배를 막아야 할 도덕적 의무를 창출했다고 주장했다. 영국의 국익은 독일이 프랑스, 벨기에, 네덜란드를 통제하는 것을 거부했다. 그레이는 동맹국을 버리는 것은 영구적인 재앙이 될 것이라고 경고했다. 독일이 전쟁에서 이기거나 연합국이 영국의 지원 없이 이기면 영국은 어떤 경우에도 친구가 없을 것이기 때문이다. 이것은 영국과 대영 제국을 고립에 취약하게 만들었을 것이다.
외교부 선임 전문가인 에이어 크로우는 다음과 같이 말했다.

전쟁이 일어나고 영국이 방관한다면 두 가지 중 하나가 일어날 것입니다. (a) 독일과 오스트리아가 승리하여 프랑스를 분쇄하고 러시아를 굴욕시킬 것입니다. 친구 없는 영국의 입장은 어떠할까요? (b) 또는 프랑스와 러시아가 승리할 것입니다. 그들은 영국에 대해 어떤 태도를 취할까요? 인도와 지중해는 어떻게 될까요?:544

### 자유당 지도부의 위기
자유당은 짧은 전쟁에서 살아남았을 수도 있지만, 제1차 세계 대전의 총력전적 성격은 당이 오랫동안 거부해 온 강력한 조치를 요구했다. 그 결과 자유당의 정부를 이끌 능력은 영구적으로 파괴되었다. 역사가 로버트 블레이크는 딜레마를 설명한다.
자유당은 전통적으로 언론, 양심, 무역의 자유를 옹호하는 정당이었습니다. 그들은 배타적 애국주의, 중무장, 강압에 반대했습니다....자유당은 징병, 검열, 1914년 국방법, 외국인 및 평화주의자에 대한 엄격한 처벌, 노동 및 산업 통제에 대해 전폭적이지도 만장일치도 아니었습니다. 보수당은... 그러한 망설임이 없었습니다.
블레이크는 또한 전쟁을 정당화하기 위해 벨기에의 도덕적 분노가 필요했던 것은 자유당이었고, 보수당은 위기가 시작될 때부터 현실정치와 세력 균형을 근거로 개입을 요구했다고 지적한다.
영국 국민은 전쟁에서 빠른 승리가 없자 실망했다. 그들은 오랫동안 영국 왕립 해군에 대해 큰 자부심과 비용을 투자했지만, 이제는 기뻐할 것이 거의 없었다. 1916년 5월 유틀란트 해전은 독일 함대가 북해의 통제에 도전한 처음이자 유일한 시간이었지만, 전력이 압도되어 대부분 더 중요한 U보트를 돕는 데 재배치되었다. 자유당이 연합주의자(보수당)와 상의 없이 전쟁을 수행했기 때문에 심한 당파적 공격이 있었다. 그러나 자유당 평론가들조차도 최고위층의 에너지 부족에 실망했다. 당시 여론은 언론과 거리 모두에서 민간인 복장을 한 젊은이들을 태만한 사람으로 낙인찍으며 맹렬히 비난했다. 주요 자유당 신문인 맨체스터 가디언은 다음과 같이 불평했다.
정부가 스스로를 초월하도록 국가에 도전하지 못했다는 사실은 많은 징후 중 하나입니다... 전쟁은 사실 심각하게 받아들여지지 않고 있습니다.... 정부 자체가 태만한데 어떤 태만한 사람을 비난할 수 있겠습니까?
애스퀴스의 자유당 정부는 1915년 5월, 특히 1915년 포탄 위기와 터키에 대한 재앙적인 갈리폴리 전역에 대한 피셔 제독의 항의 사임으로 인해 무너졌다. 선거에서 패배를 직면하기를 꺼려한 애스퀴스는 5월 25일 새로운 연립 정부를 구성했는데, 새 내각의 대부분은 자신의 자유당과 연합주의(보수당)당에서 나왔으며, 소수의 노동당 대표도 포함되었다. 새로운 정부는 1년 반 동안 지속되었으며, 이는 자유당이 정부를 통제한 마지막 시기였다. 역사가 A. J. P. 테일러의 분석은 영국 국민이 수많은 문제에 대해 깊이 분열되어 있었지만, 모든 측면에서 애스퀴스 정부에 대한 불신이 커지고 있었다는 것이다. 전시 문제에 대해서는 전혀 합의가 없었다. 두 정당의 지도자들은 의회에서의 격렬한 논쟁이 대중의 사기를 더욱 약화시킬 것이라고 깨달았고, 그래서 1915년 5월까지 하원은 전쟁에 대해 한 번도 논의하지 않았다. 테일러는 다음과 같이 주장한다.
연합주의자들은 대체로 독일을 위험한 경쟁자로 여겼고, 그녀를 파괴할 기회에 기뻐했습니다. 그들은 무자비한 방법으로 냉정한 전쟁을 벌일 작정이었습니다. 그들은 전쟁 전 그리고 지금도 자유당의 '유약함'을 비난했습니다. 자유당은 고상함을 유지하려 했습니다. 그들 중 많은 이들은 독일이 벨기에를 침공한 후에야 전쟁을 지지하게 되었습니다....이상주의적인 동기로 전쟁에 참전한 자유당은 고상한 방법으로 싸우기를 원했고, 전장에서의 패배를 견디는 것보다 그들의 원칙을 포기하기를 더 어렵게 여겼습니다.

### 총리 로이드 조지
이 연립 정부는 1916년까지 지속되었는데, 솜 전투를 비롯한 애스퀴스 및 자유당의 국정 운영 방식에 대해 연합주의자들(보수당)이 불만을 품었기 때문이었다. 애스퀴스의 반대파들은 이제 보너 로 (보수당 대표), 에드워드 카슨 경 (울스터 연합주의자 대표), 그리고 데이비드 로이드 조지 (당시 내각 장관)의 주도로 정권을 장악했다. 자신의 당 외에는 거의 동맹이 없었던 로는 새로운 연립 정부를 구성할 만한 충분한 지지를 얻지 못했다. 반면 자유당원인 로이드 조지는 훨씬 더 넓은 지지를 얻어 로이드 조지 자유당과 노동당이 참여하는 다수 보수당 연립 정부를 구성했다. 애스퀴스는 여전히 당수였지만 그와 그의 지지자들은 의회의 야당 의석으로 옮겨갔다.
로이드 조지는 즉시 영국의 전쟁 노력을 변화시키기 시작했으며, 군사 및 국내 정책 모두를 강력하게 통제했다. 전쟁 내각은 존재 첫 235일 동안 200번 회의를 열었다. 그 설립은 총력전 상태로의 전환을 의미했다. 모든 남성, 여성, 어린이가 전쟁 노력에 참여해야 한다는 생각이었다. 더욱이, 정부 구성원들은 전쟁 노력을 통제하는 사람들이 되어야 하며, 주로 1914년 국방법에 따라 부여된 권한을 활용해야 한다고 결정되었다. 처음으로 정부는 끝없는 관료주의에 얽매이지 않고 신속하게 대응할 수 있었으며, 상선 해병 및 농장 생산과 같은 문제에 대한 최신 통계를 얻을 수 있었다. 이 정책은 1914년 11월 윈스턴 처칠의 "평상시처럼 사업" 선언으로 특징지어졌던 애스퀴스의 초기 자유방임주의 정책에서 분명히 벗어난 것이었다. 로이드 조지 정부의 성공은 또한 선거에 대한 일반적인 욕구 부족과 이로 인해 발생한 반대 의견의 실질적인 부재에도 기인할 수 있다.

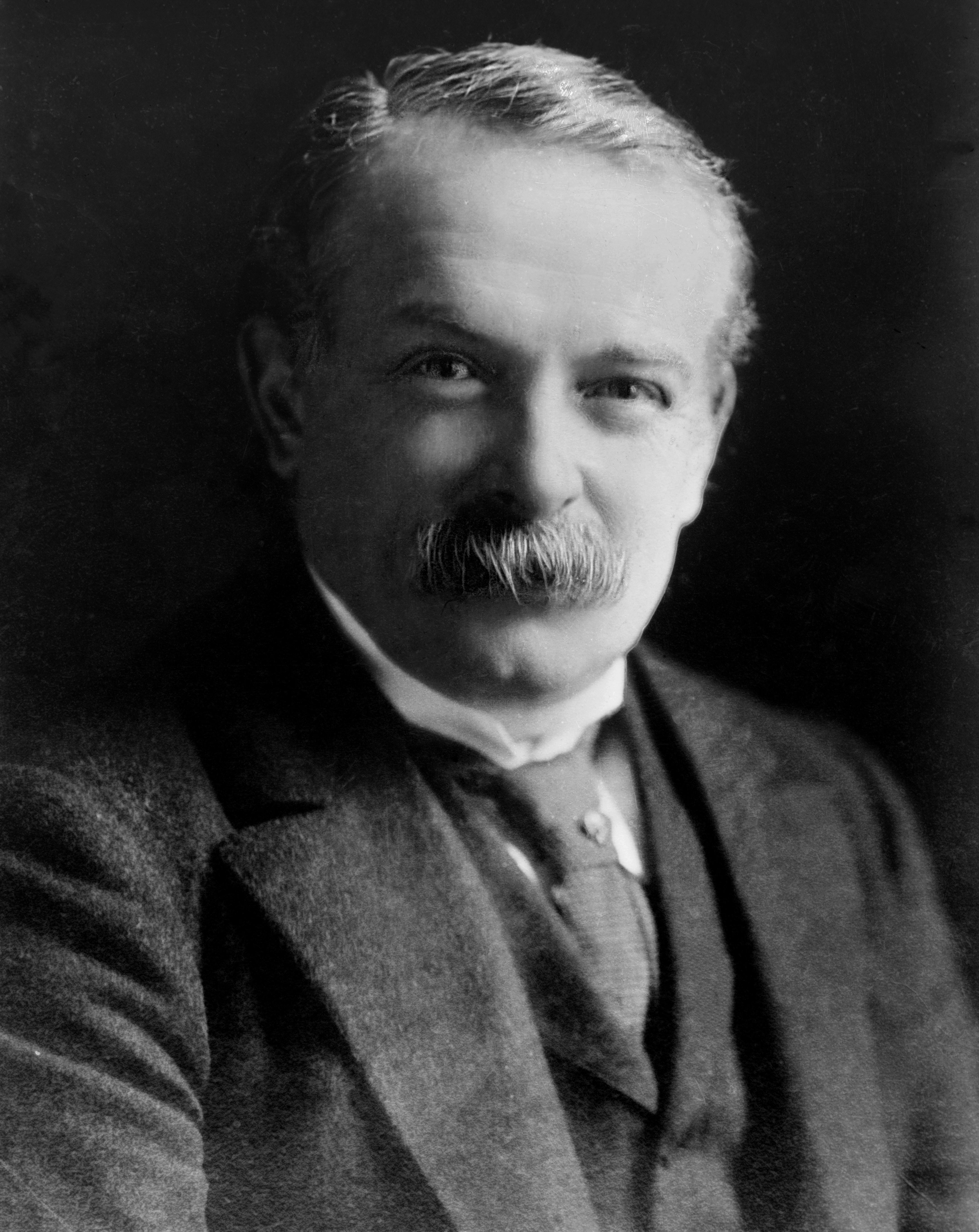
전쟁 말기의 총리 데이비드 로이드 조지 (c. 1920)

 1918년 봄에는 일련의 군사 및 정치 위기가 빠르게 이어졌다. 동부 전선에서 병력을 이동시켜 새로운 전술로 재훈련한 독일군은 이제 서부 전선에서 연합군보다 더 많은 병력을 보유하게 되었다. 1918년 3월 21일 독일은 춘계 공세를 영국과 프랑스 전선에 전면적으로 시작했으며, 미국군이 대규모로 도착하기 전에 전장에서 승리하기를 희망했다. 연합군은 혼란 속에 40마일 후퇴했고, 패배에 직면한 런던은 기동전에서 싸울 더 많은 병력이 필요하다는 것을 깨달았다. 로이드 조지는 50만 명의 병력을 찾아 프랑스로 급파했고, 우드로 윌슨 미국 대통령에게 즉각적인 도움을 요청했으며, 독일 공세에 대처하기 위해 연합군을 조정할 수 있도록 프랑스 장군 포슈를 서부 전선 총사령관으로 임명하는 데 동의했다.
나쁜 생각이라는 강력한 경고에도 불구하고 전쟁 내각은 1918년 아일랜드에 징병을 부과하기로 결정했다. 주요 이유는 영국 노동계가 특정 노동자들의 징병 면제를 줄이는 대가로 이를 요구했기 때문이다. 노동계는 누구도 면제될 수 없다는 원칙이 확립되기를 원했지만, 아일랜드에서 실제로 징병이 이루어져야 한다고 요구하지는 않았다. 제안은 통과되었지만, 결코 시행되지는 않았다. 가톨릭 주교들은 처음으로 전면에 나서 강제 군 복무에 대한 공개 저항을 촉구했으며, 대부분의 아일랜드 민족주의자들은 비타협적인 신 페인 운동(헌법적인 아일랜드 의회당으로부터 이탈하여)을 지지하는 쪽으로 돌아섰다. 이는 아일랜드가 연합에 남아 있으려는 의지가 끝났음을 알리는 결정적인 순간으로 입증되었다.
1918년 5월 7일, 현역 고위 장교인 프레더릭 모리스 소장이 로이드 조지가 프랑스 주둔 병력 수에 대해 의회에 거짓말을 했다는 주장을 공개적으로 제기하며 두 번째 위기를 촉발했다. 하원의 자유당 대표인 애스퀴스는 이 주장을 받아들여 로이드 조지(역시 자유당원)를 공격했다. 애스퀴스의 발표는 미흡했지만, 로이드 조지는 이 논쟁을 신임 투표로 간주하며 자신의 입장을 강력하게 방어했다. 그는 모리스의 주장에 대한 강력한 반박으로 하원을 설득했다. 주요 결과는 로이드 조지를 강화하고 애스퀴스를 약화시키며, 전반적인 전략에 대한 대중의 비판을 종식시키고, 군에 대한 민간 통제를 강화하는 것이었다. 한편, 독일군의 공세는 교착 상태에 빠졌고 결국 역전되었다. 1918년 11월 11일 승리가 찾아왔다.
역사가 조지 H. 카사르(George H. Cassar)는 로이드 조지의 전쟁 지도자로서의 유산을 평가했다.
이 모든 말과 행동 후에, 우리는 로이드 조지의 전쟁 지도자로서의 유산을 어떻게 평가해야 할까요? 국내 전선에서 그는 어렵고 일부 경우에는 전례 없는 문제들을 해결하는 데 다양한 결과를 달성했습니다. 노동 문제와 자국 식량 증산 프로그램에 대한 그의 대처를 능가하기는 어려웠을 것입니다. 그러나 인력, 물가 통제 및 식량 분배 부문에서는 그는 전임자와 동일한 접근 방식을 채택하여 갈등의 변화하는 성격에 대응해서만 조치를 취했습니다. 국가 사기라는 중요한 영역에서, 처칠의 기술적 이점을 가지고 있지 않았음에도 불구하고, 그의 개인적인 행동은 국가에 더 많은 영감을 줄 수 있는 능력을 손상시켰습니다. 모든 것을 고려할 때, 그의 정치적 동시대인들 중 누구도 그만큼 효과적으로 국내 문제를 처리할 수 없었을 것이며, 다른 사람이 책임자였다면 최종 결과가 바뀔 만큼 큰 차이는 없었을 것이라고 주장할 수 있습니다. 전쟁 수행에 있어서 그는 연합국의 대의를 여러 면에서 크게 진전시켰지만, 총리가 책임져야 할 가장 중요한 임무 중 하나인 전략 결정에서는 분명히 실패했습니다. 요약하자면, 로이드 조지의 기여가 그의 실수를 능가했지만, 제 생각에는 그를 영국의 뛰어난 전쟁 지도자 명단에 포함시키기에는 그 차이가 너무 미미합니다.

### 자유당의 붕괴
1918년 총선에서 "전쟁을 승리로 이끈 남자" 로이드 조지는 연립정부를 또 다른 카키 선거로 이끌고 애스퀴스 자유당과 새로 부상하는 노동당에 대해 압도적인 승리를 거두었다. 로이드 조지와 보수당 지도자 보너 로는 공식 연립정부 후보로 간주되는 후보들에게 공동 지지 서한을 작성했다. "쿠폰"으로 알려진 이 서한은 많은 현직 자유당 의원들의 반대자들에게 발행되어 현직 의원들에게 치명타를 입혔다. 애스퀴스와 그의 자유당 동료 대부분은 의석을 잃었다. 로이드 조지는 활기를 되찾은 보수당의 영향력 아래 점점 더 놓이게 되었다. 자유당은 결코 완전히 회복되지 못했다.

### 재정
전쟁 전 정부는 GNP의 13%를 지출했다. 1918년에는 GNP의 59%를 지출했다. 전쟁은 국내외에서 막대한 금액을 차입하고, 새로운 세금을 부과하며, 인플레이션으로 자금을 조달했다. 또한 유지 보수 및 수리를 연기하고 불필요하다고 간주되는 프로젝트를 취소함으로써 간접적으로 자금을 조달했다. 정부는 생활비를 인상하고 노동 계층의 불만을 야기하는 간접세 부과를 피했다. 1913~14년에 담배와 주류에 대한 간접세는 7천5백만 파운드를 벌어들였고, 직접세는 8천8백만 파운드를 벌어들였는데, 여기에는 4천4백만 파운드의 소득세와 2천2백만 파운드의 상속세가 포함되었다. 즉, 수입의 54%가 직접세에서 나왔고, 1918년에는 직접세가 수입의 80%를 차지했다. "공정함"과 "과학적"이라는 점에 강한 강조가 있었다. 대중은 일반적으로 새로운 중과세에 대해 최소한의 불만만을 제기하며 지지했다. 재무부는 노동당이 자본가들을 약화시키는 데 사용하고 싶어 했던 강력한 자본세 제안을 거부했다. 대신, 전전 평상시 수준 이상의 이익에 대해 50%의 초과 이윤세가 부과되었고, 1917년에는 80%로 인상되었다. 자동차, 시계와 같은 사치품 수입에 소비세가 추가되었다. 판매세나 부가가치세는 없었다. 수입 증가는 주로 소득세에서 비롯되었는데, 1915년에는 파운드당 3실링 6펜스(17.5%)로 인상되었고, 개인 면세는 낮아졌다. 소득세율은 1916년에 파운드당 5실링(25%)으로, 1918년에는 6실링(30%)으로 인상되었다. 총 세금은 국가 지출의 최대 30%를 제공했으며, 나머지는 차입으로 충당되었다. 국가 부채는 6억 2천 5백만 파운드에서 78억 파운드로 치솟았다. 국채는 일반적으로 5%의 이자를 지불했다. 인플레이션이 심화되어 1919년에는 파운드의 구매력이 1914년의 3분의 1에 불과했다. 임금은 뒤처졌고, 빈곤층과 은퇴자들은 특히 큰 타격을 입었다.

## 군주제

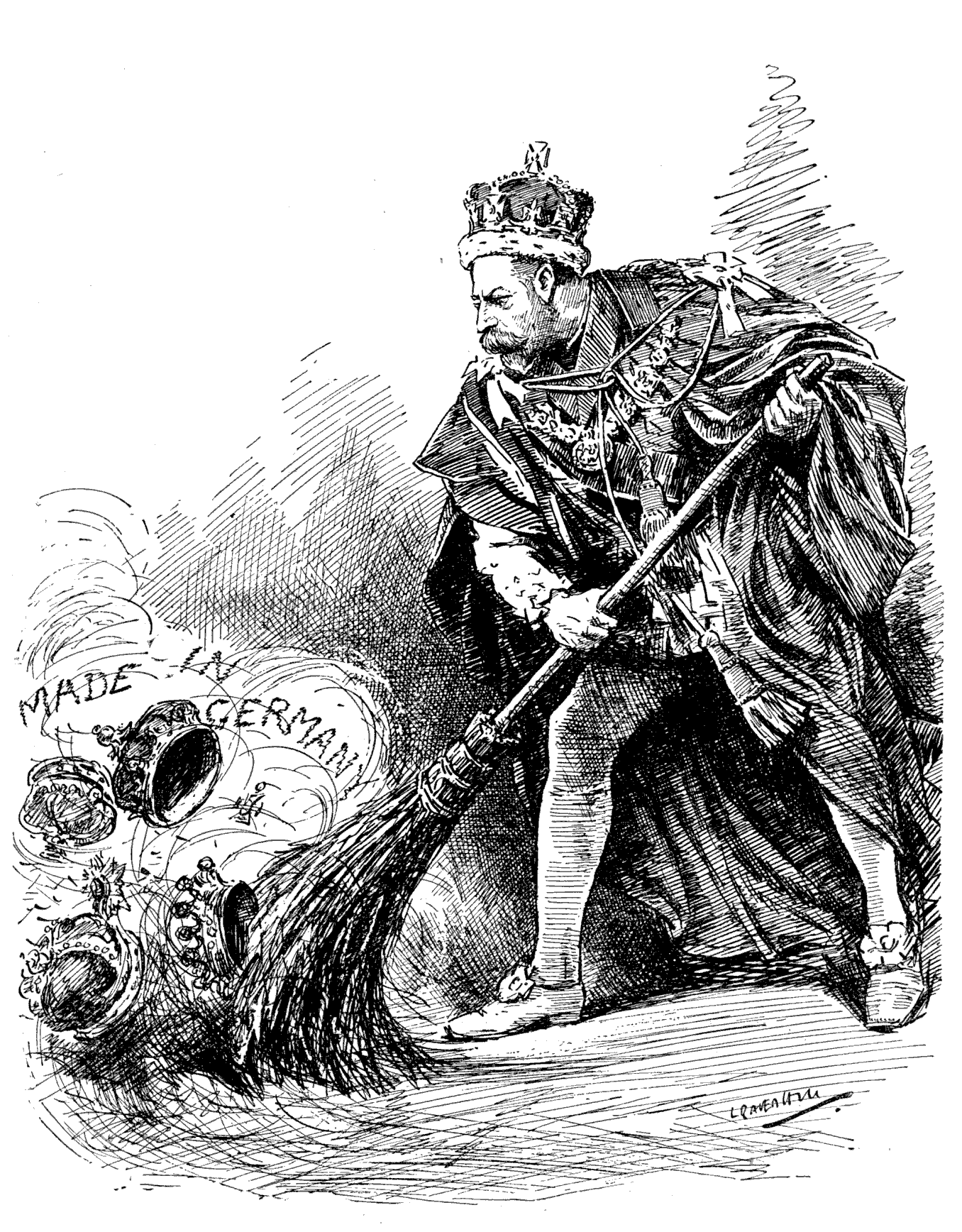
"좋은 해방"
1917년 펀치 만화는 조지 5세 국왕이 독일 작위를 쓸어내는 모습을 묘사한다.

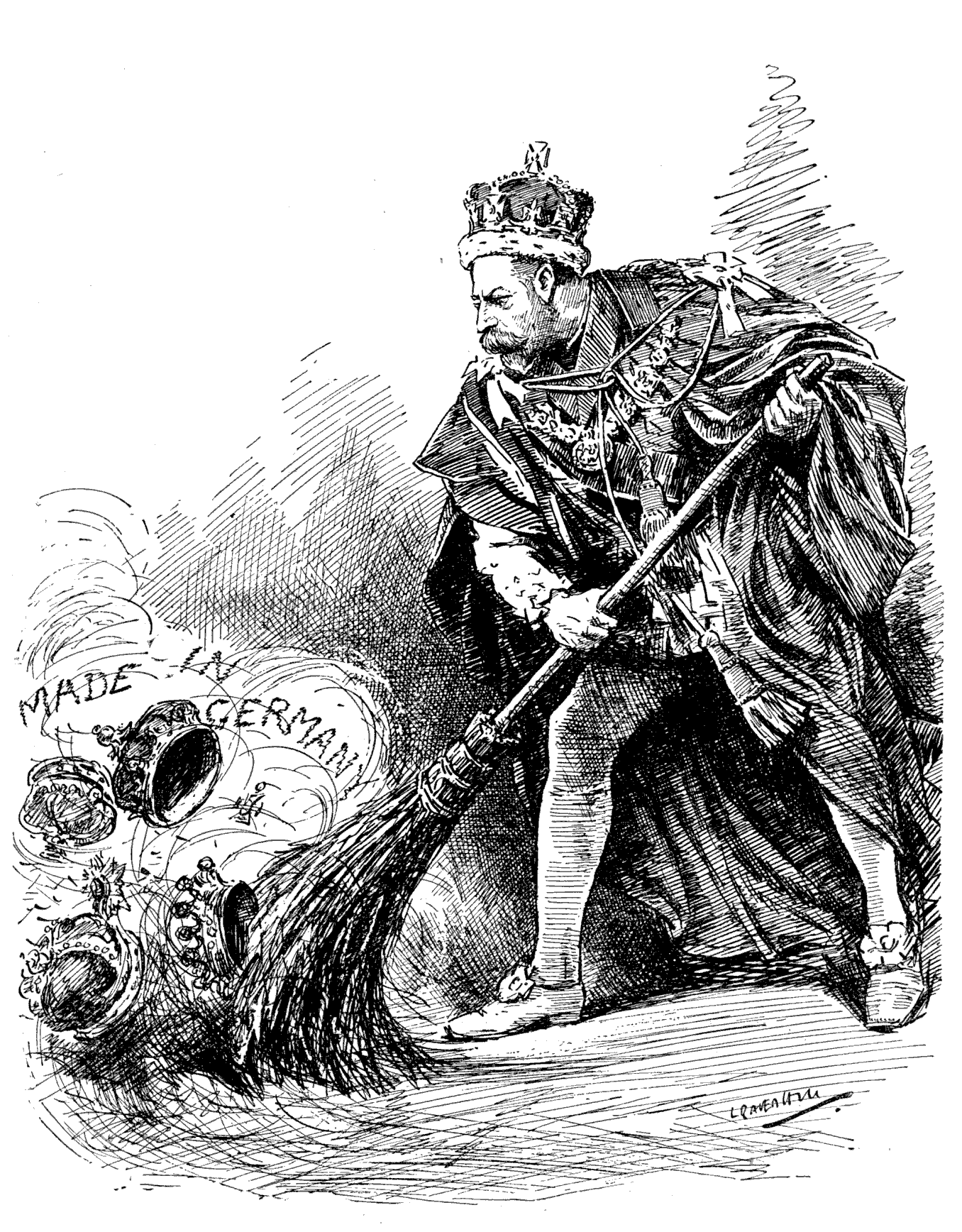
"좋은 해방"
1917년 펀치 만화는 조지 5세 국왕이 독일 작위를 쓸어내는 모습을 묘사한다.

영국의 왕가는 제1차 세계 대전 동안 독일 지배 가문과의 혈연관계로 인해 심각한 문제에 직면했다. 독일은 전쟁에서 영국의 주요 적대국이었다. 전쟁 전 영국 왕실은 작센코부르크고타가로 알려져 있었다. 1910년, 에드워드 7세가 사망하자 조지 5세가 왕이 되어 전쟁 내내 통치했다. 그는 독일 황제 빌헬름 2세의 사촌이었는데, 빌헬름 2세는 전쟁의 모든 참상을 상징하게 되었다. 메리 왕비는 어머니처럼 영국인이었지만, 왕실 뷔르템베르크가의 후손인 테크 공작의 딸이었다. 전쟁 중 H. G. 웰스는 영국의 "외국적이고 영감을 주지 않는 궁정"에 대해 썼고, 조지 5세는 유명하게 "나는 영감을 주지 않을지 몰라도, 내가 외국인이라면 지옥에나 가라"고 답했다.
1917년 7월 17일, 영국 민족주의 감정을 달래기 위해 조지 국왕은 그의 가족 이름을 윈저가로 변경하는 추밀원칙령을 발표했다. 그는 특히 빅토리아 여왕의 영국 거주 모든 후손들에게 윈저를 성으로 채택했는데, 다른 가문으로 시집간 여성과 그 후손들은 제외했다. 그와 영국 신민인 그의 친척들은 모든 독일 작위와 칭호의 사용을 포기하고 영국 성을 채택했다. 조지는 몇몇 남성 친척들에게 영국 귀족 작위를 부여하여 보상했다. 그리하여 그의 사촌인 바텐베르크의 루이 왕자는 밀포드헤이븐 후작이 되었고, 그의 처남인 테크 공작은 케임브리지 후작이 되었다. 슐레스비히홀슈타인의 마리 루이즈 공녀와 헬레나 빅토리아 폰 슐레스비히홀슈타인 공녀와 같은 다른 이들은 단순히 영토 지정 사용을 중단했다. 왕실 구성원에게 작위를 부여하는 시스템도 간소화되었다. 독일 편에서 싸운 영국 왕실 친척들은 단순히 단절되었다. 그들의 영국 귀족 작위는 1917년 작위 박탈법 조항에 따라 1919년 추밀원칙령에 의해 정지되었다.

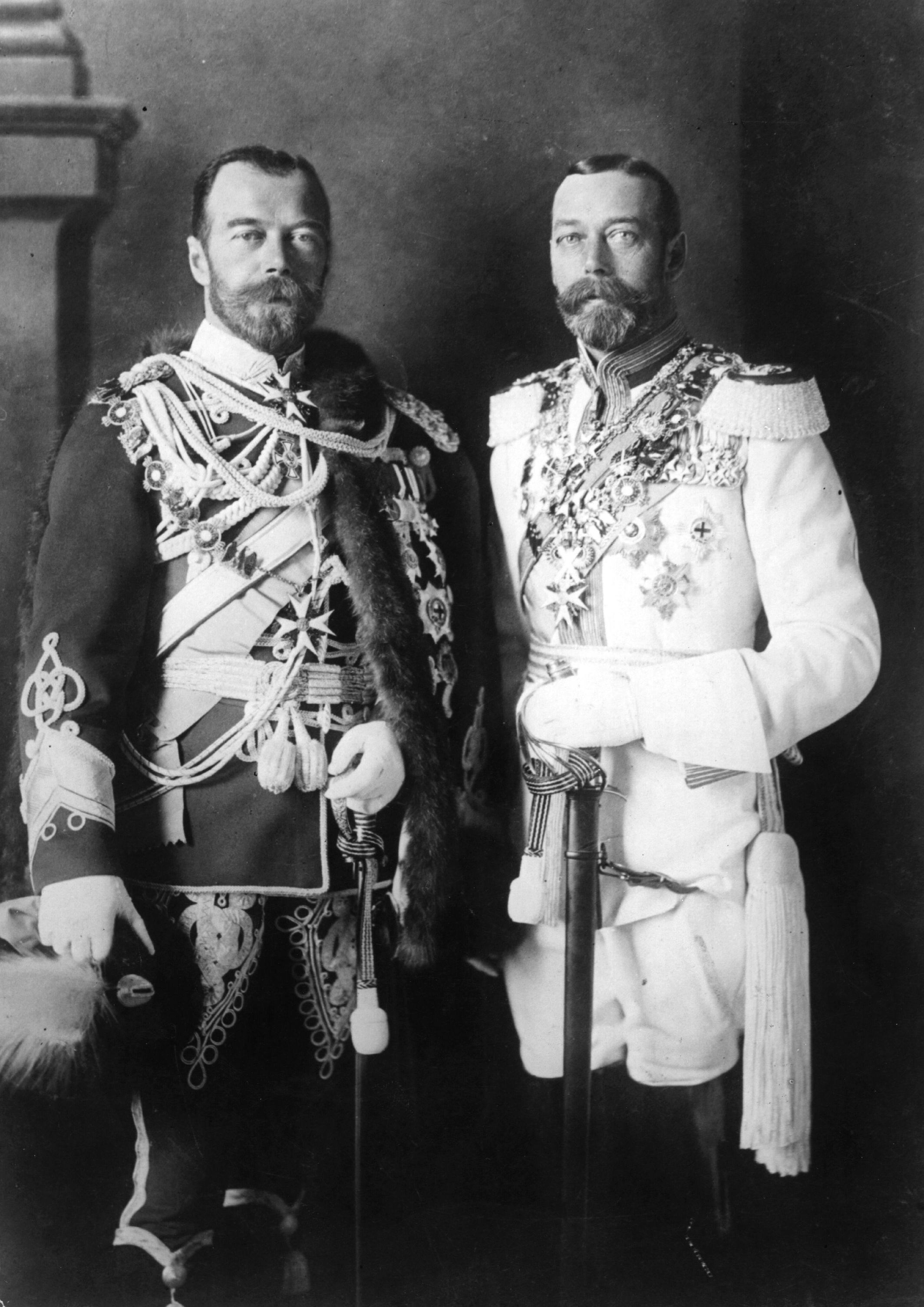
니콜라이 2세 (오른쪽)와 그의 사촌 조지 5세, 베를린, 1913년

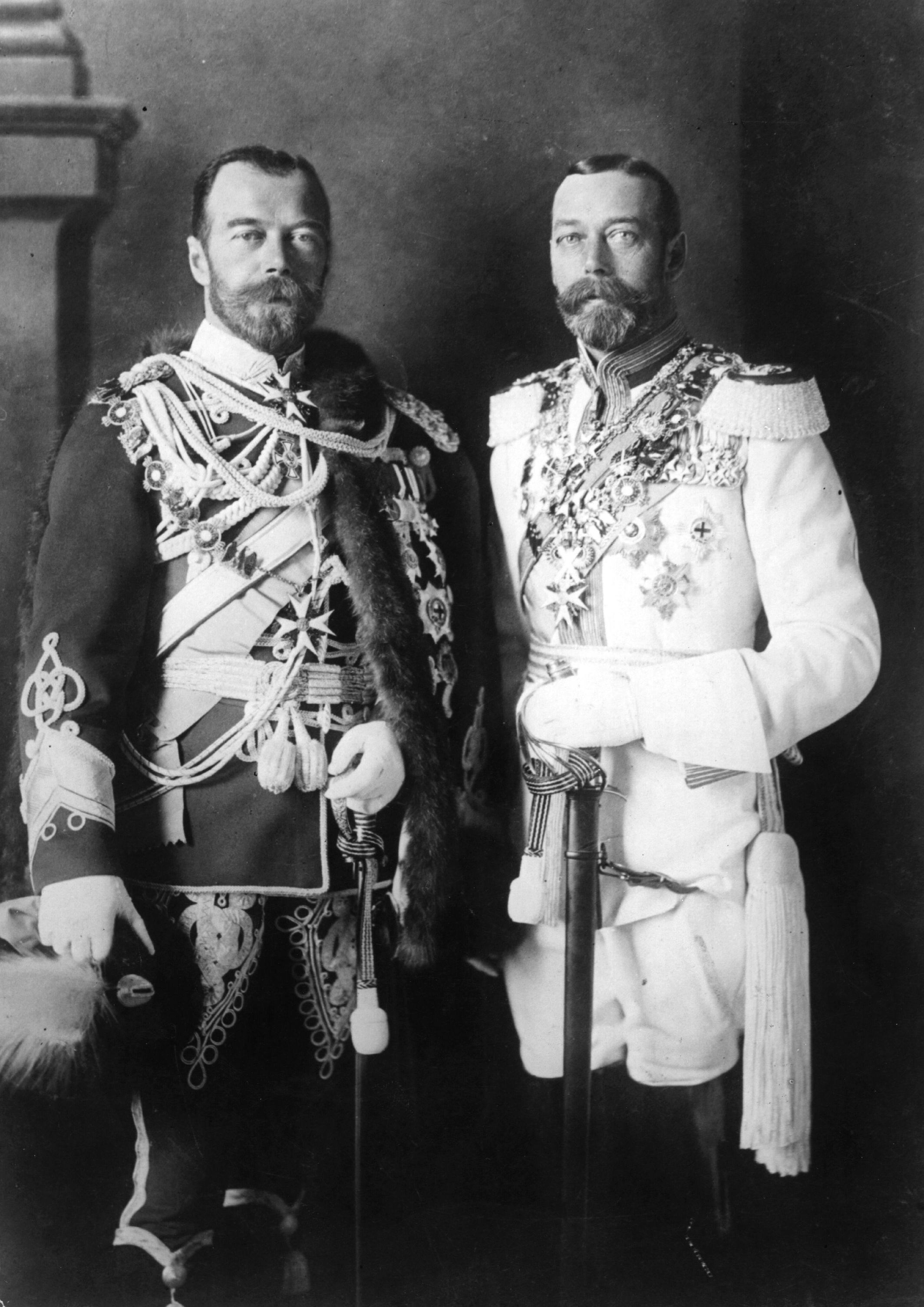
조지 5세 (오른쪽)와 그의 사촌 니콜라이 2세, 베를린, 1913년

러시아의 발전은 군주제에 또 다른 문제들을 제기했다. 러시아 차르 니콜라이 2세는 조지 왕의 사촌이었고 두 군주는 매우 흡사하게 생겼다. 1917년 러시아 혁명으로 니콜라이가 전복되자, 러시아 자유 정부는 차르와 그의 가족이 영국에 망명할 수 있도록 허용해 줄 것을 요청했다. 내각은 동의했지만 왕은 여론이 적대적일 것을 우려하여 거부했다. 어쨌든 차르는 러시아를 떠나기를 거부했을 가능성이 높다. 그는 러시아에 남아 있었고, 1918년 볼셰비키 지도자인 레닌의 명령으로 그와 그의 가족은 살해당했다.
미래의 에드워드 8세가 될 웨일스 공은 전쟁에 참여하고 싶어했지만, 정부는 왕위 계승자가 포로로 잡히면 엄청난 해를 끼칠 것이라며 이를 허락하지 않았다. 그럼에도 불구하고 에드워드는 참호전을 직접 목격했고, 가능한 한 자주 전선을 방문하려고 노력하여 1916년 무공십자훈장을 받았다. 전쟁에서의 그의 역할은 제한적이었지만, 이로 인해 그는 전쟁 참전용사들 사이에서 큰 인기를 얻었다.

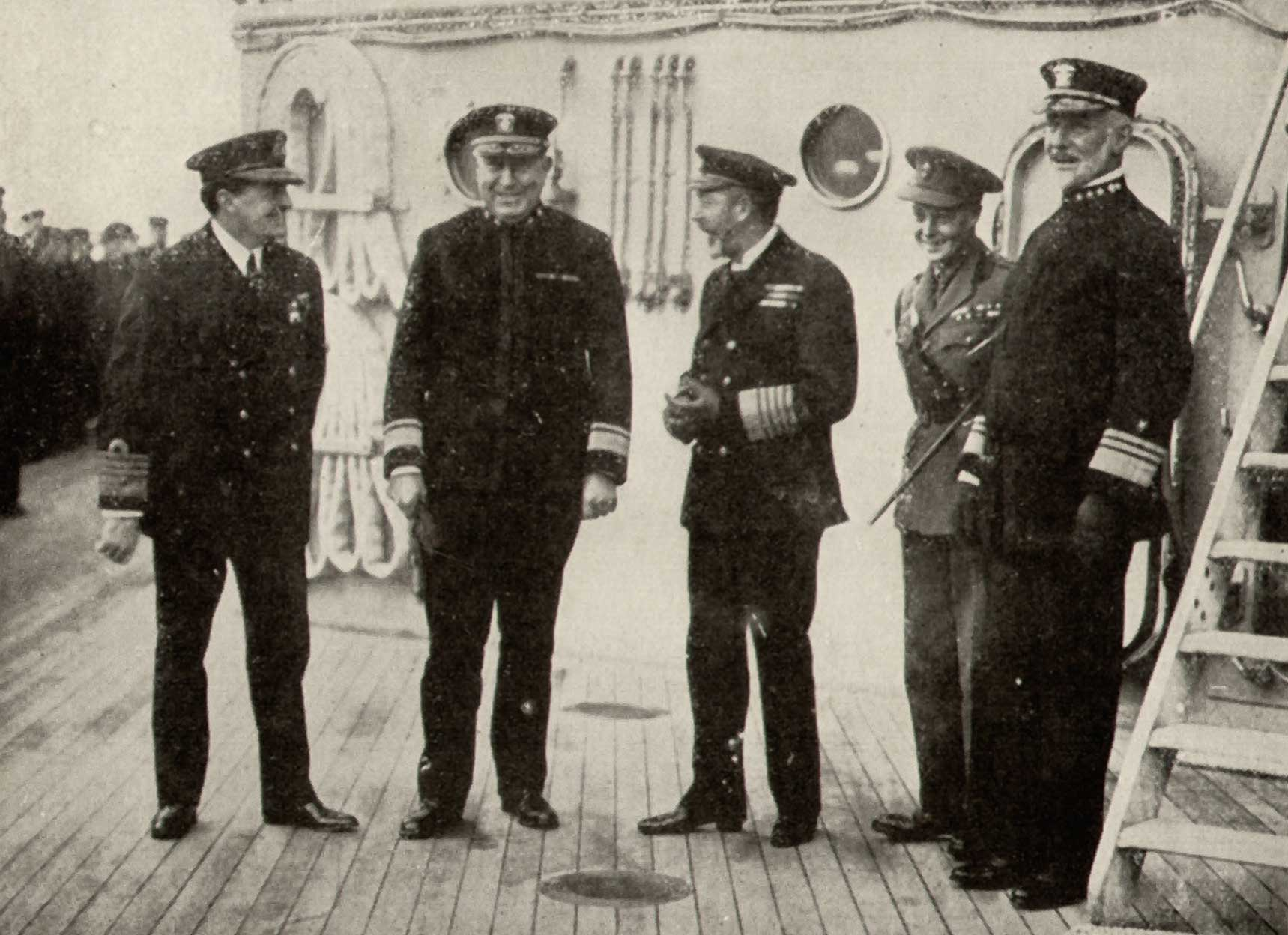
조지 5세 국왕과 그의 아들 웨일스 공이 1918년 대함대를 방문하고 있다. 왼쪽부터: 데이비드 비티, RN; 휴 로드먼 후방 제독, 미국 해군; 조지 5세 국왕; 웨일스 공; 윌리엄 S. 심스 부제독, 미국 해군

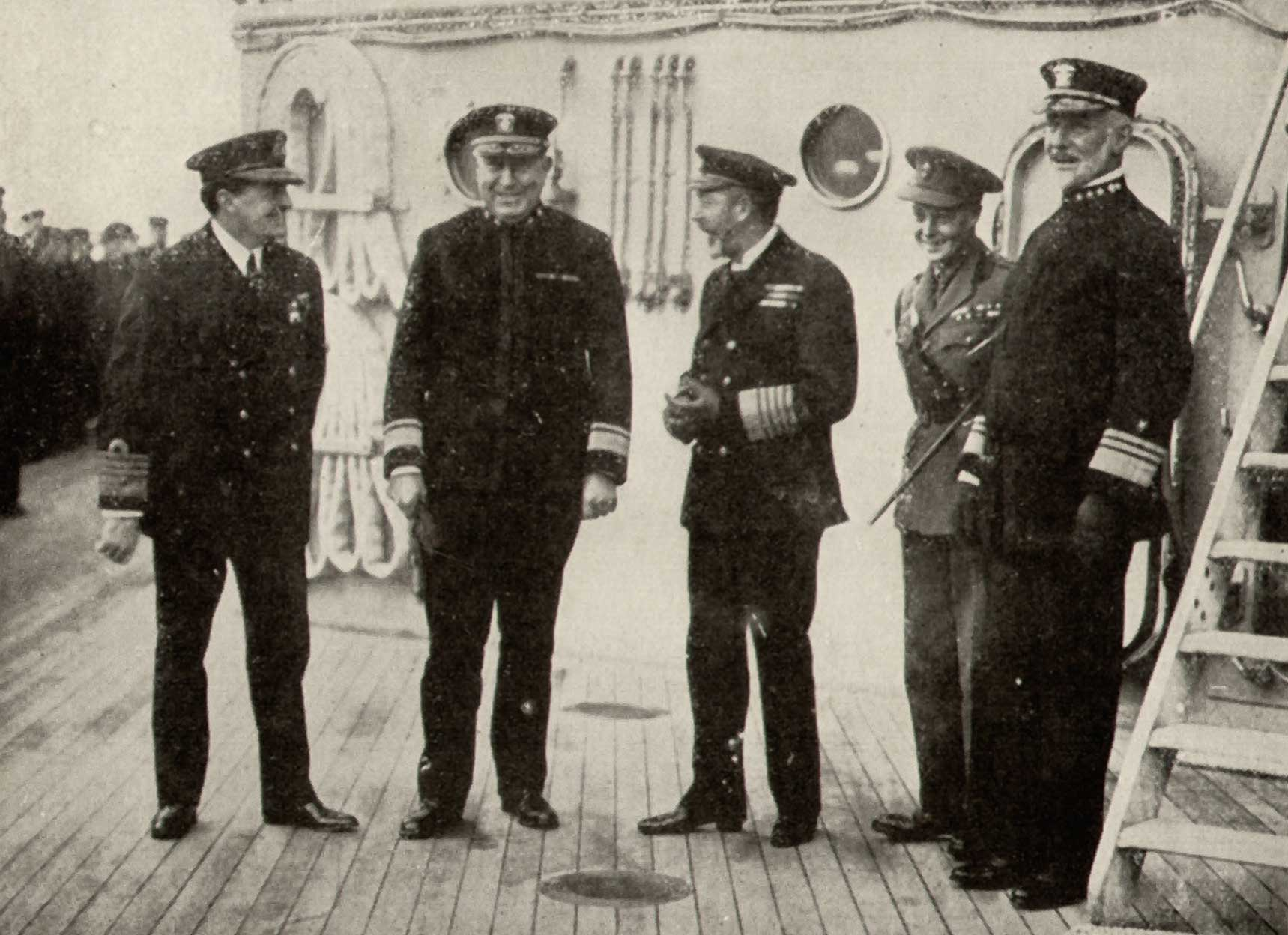
조지 5세 국왕과 그의 아들 웨일스 공이 1918년 대함대를 방문하고 있다. 왼쪽부터: 데이비드 비티 제독, RN; 휴 로드먼 소장, 미국 해군; 조지 5세 국왕; 웨일스 공; 윌리엄 S. 심스 부제독, 미국 해군

왕실의 다른 구성원들도 마찬가지로 참여했다. 요크 공작(이후 조지 6세)은 영국 왕립 해군에 임관하여 유틀란트 해전에서 HMS 콜링우드의 포탑 장교로 참전했지만, 주로 건강 문제로 인해 전쟁에서 더 이상 전투에 참여하지 않았다. 국왕의 외동딸인 메리 공주는 어머니와 함께 병원과 복지 단체를 방문하여 영국 군인들을 위로하고 그들의 가족을 돕는 프로젝트를 지원했다. 이러한 프로젝트 중 하나는 메리 공주의 크리스마스 선물 기금이었으며, 이를 통해 1914년 크리스마스에 모든 영국 군인과 선원들에게 162,000 파운드 상당의 선물이 보내졌다. 그녀는 걸 가이드 운동, 자원 봉사 분견대 (VAD), 여성 토지군을 홍보하는 데 적극적인 역할을 했으며 1918년에는 간호 과정을 수료하고 그레이트 오몬드 스트리트 병원에서 일했다.

## 국방법
최초의 국방법(DORA)은 전쟁 초기인 1914년 8월 8일에 통과되었지만, 다음 몇 달 동안 그 조항들이 확대되었다. 이 법은 정부에 수용할 수 있는 능력과 같이 광범위한 권한을 부여했다. 전쟁 노력에 필요한 건물이나 토지를 수용할 수 있는 권한도 포함되었다. 영국 대중에게 금지된 행위 중 일부는 철교 밑에서 배회하는 것, 야생 동물에게 먹이를 주는 것, 그리고 해군 및 군사 문제에 대해 논의하는 것이었다. 영국 일광 절약 시간대도 도입되었다. 주류는 희석되었고, 술집 영업 종료 시간은 오전 12시 30분에서 오후 10시로 당겨졌으며, 1916년 8월부터 런던 사람들은 오후 10시에서 오전 7시 사이에 택시를 부르기 위해 휘파람을 불 수 없게 되었다. 이 법은 그 강도와 사형을 억지로 사용한 것에 대해 비판을 받아왔다. – 비록 법 자체는 사형을 언급하지 않았지만, 이 규칙을 위반하는 민간인이 군대 군사법원에서 재판을 받도록 규정했으며, 최고 형벌은 사형이었다.

## 억류
8월 5일에 통과된 외국인 제한법은 모든 외국인에게 경찰에 등록할 것을 요구했으며, 9월 9일까지 약 67,000명의 독일, 오스트리아, 헝가리 국적자가 등록을 마쳤다. 적성국 시민들은 여행, 간첩 활동에 사용될 수 있는 장비 소유, 그리고 침략 가능성이 있는 지역 거주에 대한 제한을 받았다. 정부는 광범위한 억류를 부과하는 것을 꺼렸다. 정부는 1914년 8월 7일의 군사적 결정인 17세에서 42세 사이의 모든 적성국 국적자를 억류하는 것을 취소하고, 대신 국가 안보에 위협이 될 수 있다고 의심되는 사람들만을 대상으로 삼았다. 9월까지 10,500명의 외국인이 억류되었지만, 1914년 11월부터 1915년 4월까지는 거의 체포가 이루어지지 않았고 수천 명의 억류자가 실제로 석방되었다. 벨기에에서 독일의 잔학 행위에 대한 보고서 이후 10월부터 쌓여온 대중의 반독일 정서는 1915년 5월 7일 RMS 루시타니아호 침몰 이후 최고조에 달했다. 이 사건은 전국적으로 일주일간 폭동을 촉발했으며, 이 기간 동안 사실상 모든 독일 소유 상점의 창문이 박살났다. 이러한 반응으로 정부는 외국인 자신의 안전과 국가 안보를 위해 억류에 대한 더 엄격한 정책을 시행해야 했다. 군사 연령의 모든 귀화되지 않은 적성국 국민은 억류되었고, 군사 연령을 초과하는 사람들은 본국으로 송환되었으며, 1917년까지는 소수의 적성국 국민만이 자유롭게 거주하고 있었다.

## 군대

### 육군

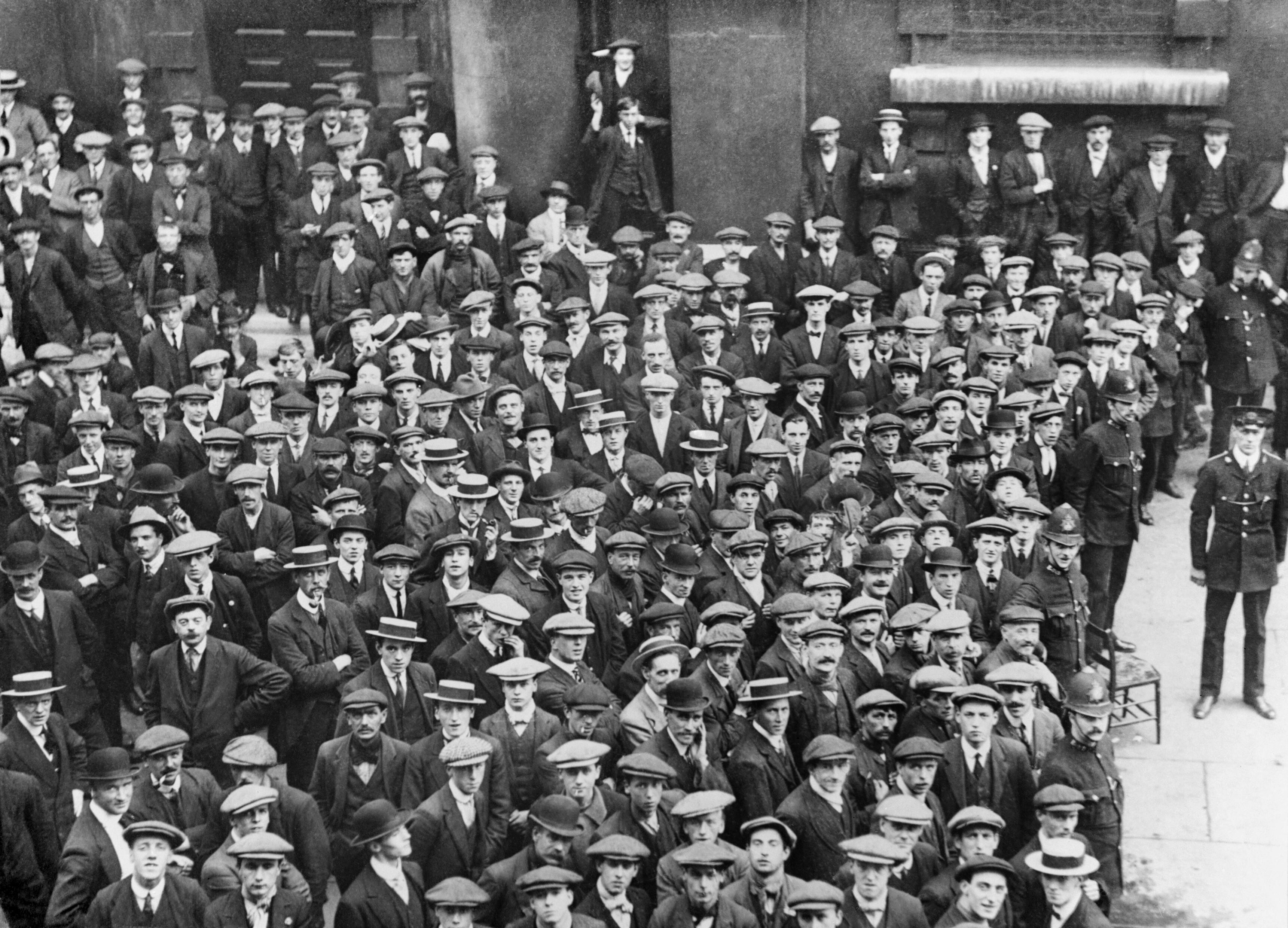
1914년 8월: 런던 육군 자원병들이 세인트 마틴 인 더 필즈에서 급여를 기다리고 있다.

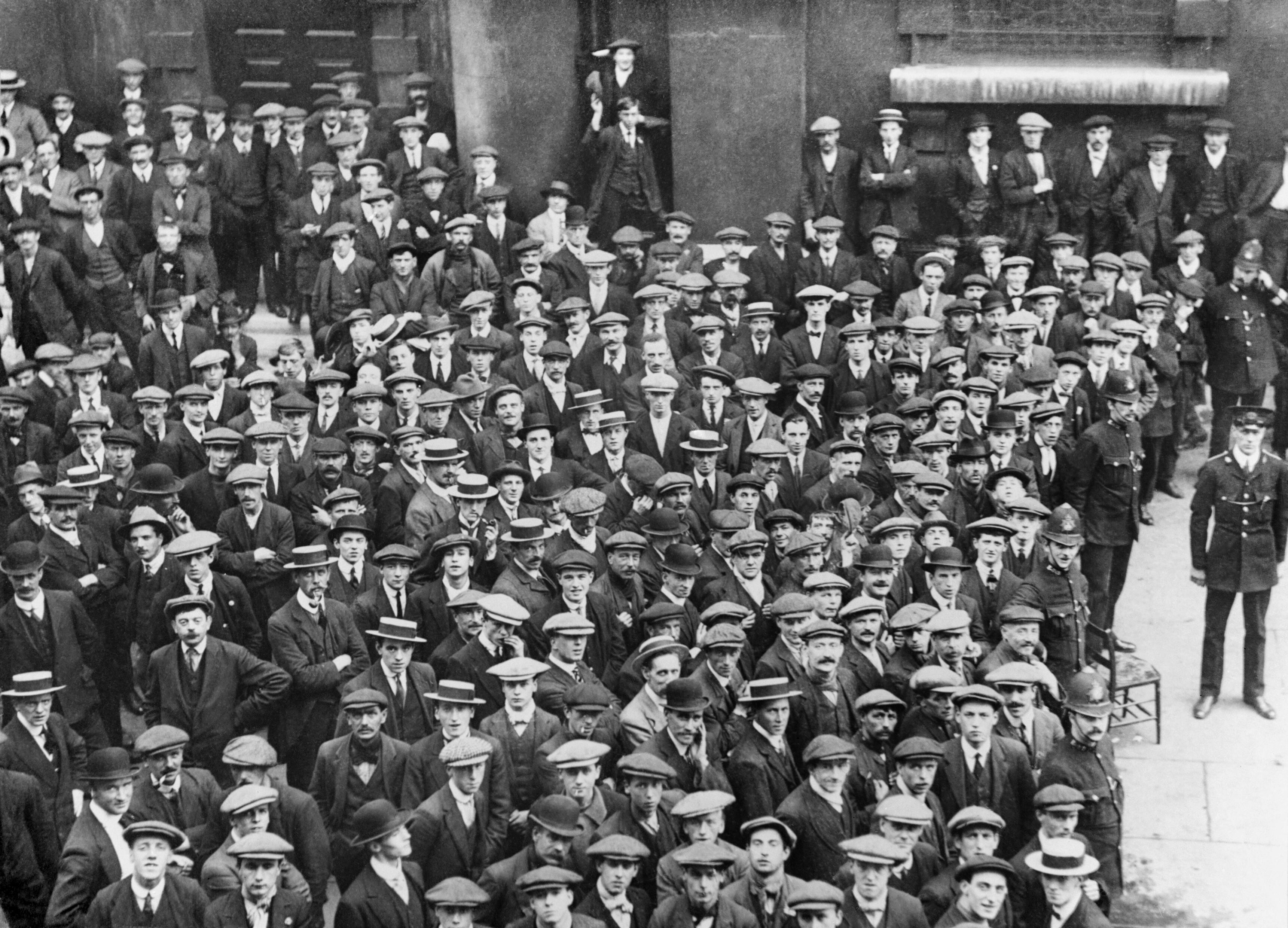
1914년 8월: 런던 육군 자원병들이 세인트 마틴 인 더 필즈에서 급여를 기다리고 있다.

제1차 세계 대전 중 영국 육군은 다른 주요 유럽 강대국에 비해 규모가 작았다. 1914년 영국은 40만 명의 소규모, 대부분 도시 출신 영국인 자원군을 보유하고 있었는데, 이들 중 거의 절반은 거대한 대영 제국의 수비대 역할을 하기 위해 해외에 파견되었다. (1914년 8월, 157개 보병 대대 중 74개 대대와 31개 기병 연대 중 12개 연대가 해외에 파견되었다.:504) 이 총계에는 정규군과 국토군 예비역이 포함되었다.:504 이들은 함께 영국 원정군(BEF)을 형성했으며, 프랑스에서 복무하며 노병 용사로 알려지게 되었다. 1914~1915년의 대규모 자원병들은 대중적으로 키치너의 군대로 알려져 있으며, 솜 전투에 투입될 예정이었다.:504 1916년 1월에는 징병제가 도입되었고(처음에는 미혼 남성에 한해, 5월에는 기혼 남성으로 확대), 1918년 말에는 육군 병력이 450만 명으로 최고조에 달했다.:504

### 왕립해군

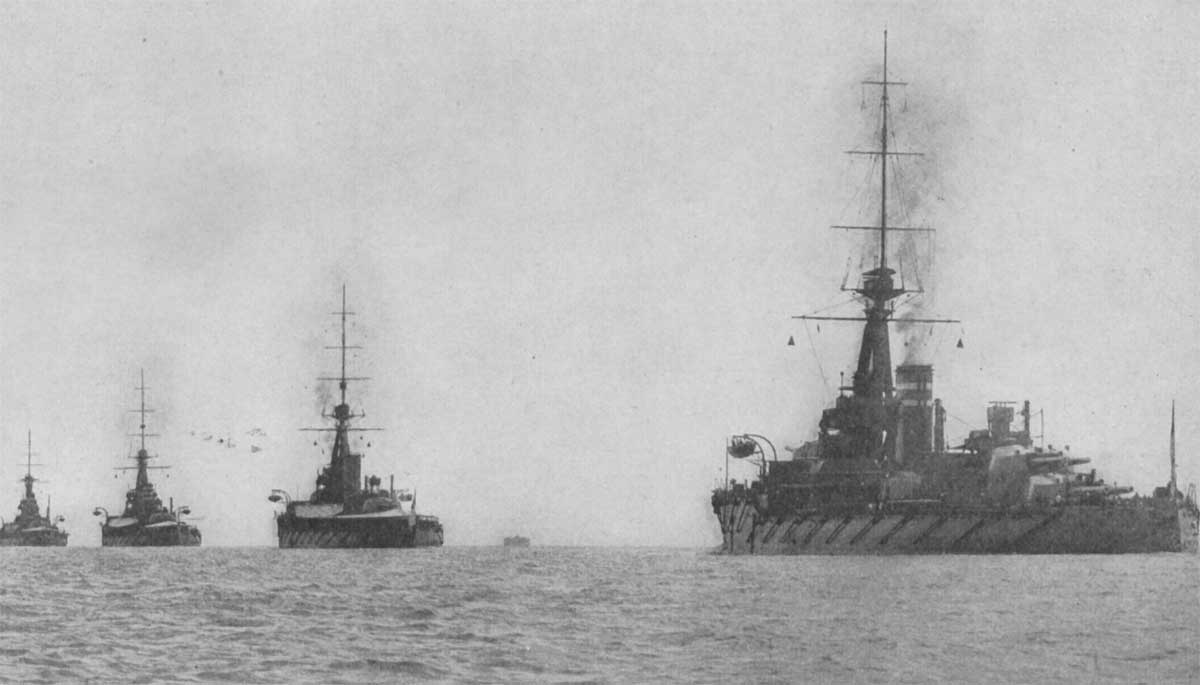
영국 왕립 해군 대함대 소속 제2전함대 함선들

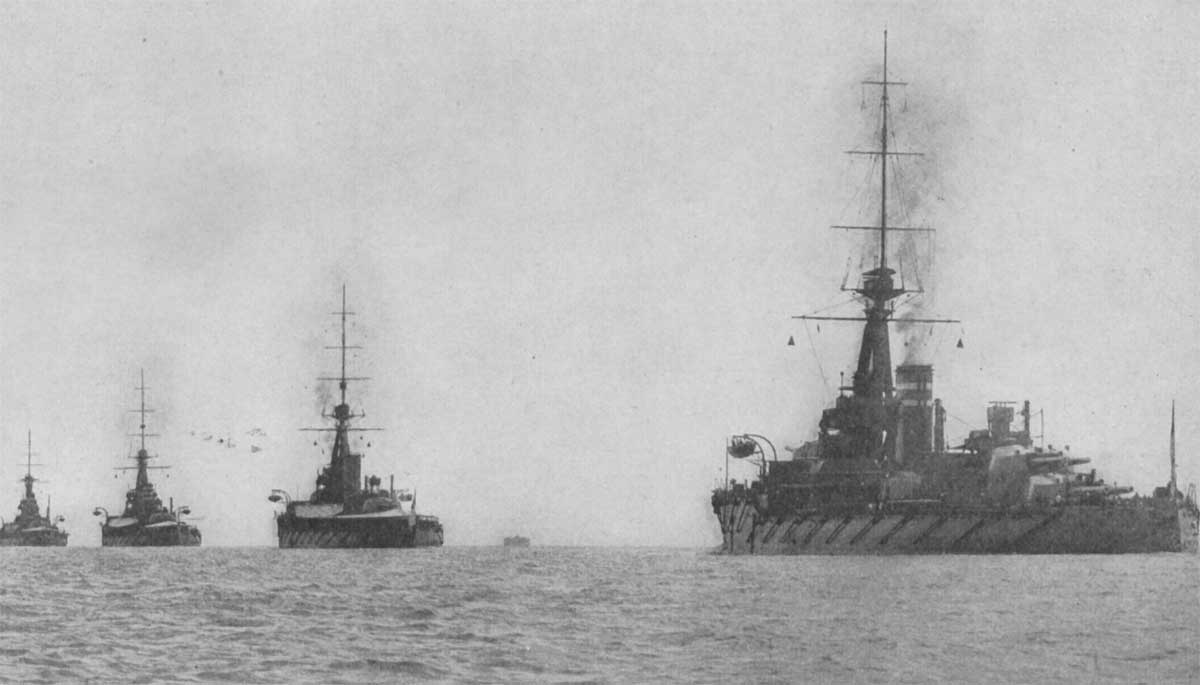
영국 왕립 해군 대함대 소속 제2전함대 함선들

전쟁이 시작될 무렵 영국 왕립 해군은 1889년 해군 방위법과 당시 세계에서 다음으로 큰 두 해군인 프랑스와 러시아의 전력을 합친 것과 최소한 동등한 수의 전함을 유지해야 한다는 두-세력 표준 덕분에 세계에서 가장 큰 해군이었다.
영국 왕립 해군 전력의 대부분은 영국 대함대에 배치되어 있었으며, 주요 목표는 독일 대양함대를 교전에 끌어들이는 것이었다. 결정적인 승리는 결코 없었다. 영국 왕립 해군과 독일 제국 해군은 헬골란트 만 해전과 유틀란트 해전에서 접촉했다. 병력과 화력이 열세였던 독일군은 1916년 5월 유틀란트에서 영국 함대 일부를 함정으로 유인하는 계획을 세워 실행에 옮겼지만, 결과는 결론이 나지 않았다. 1916년 8월, 독일 대양함대는 비슷한 유인 작전을 시도했으며 "전멸을 면한 것이 다행"이었다. 영국 왕립 해군이 유틀란트에서 얻은 교훈은 미래에 더욱 효과적인 군대로 만드는 데 기여했다.
1914년, 해군은 또한 예비역으로 제63(왕립해군)사단을 창설했으며, 이 사단은 지중해와 서부 전선에서 광범위하게 복무했다. 전쟁 중 왕립 해군 사상자의 거의 절반은 해상이 아닌 육상 전투에서 이 사단에 의해 발생했다.

### 영국 항공 서비스

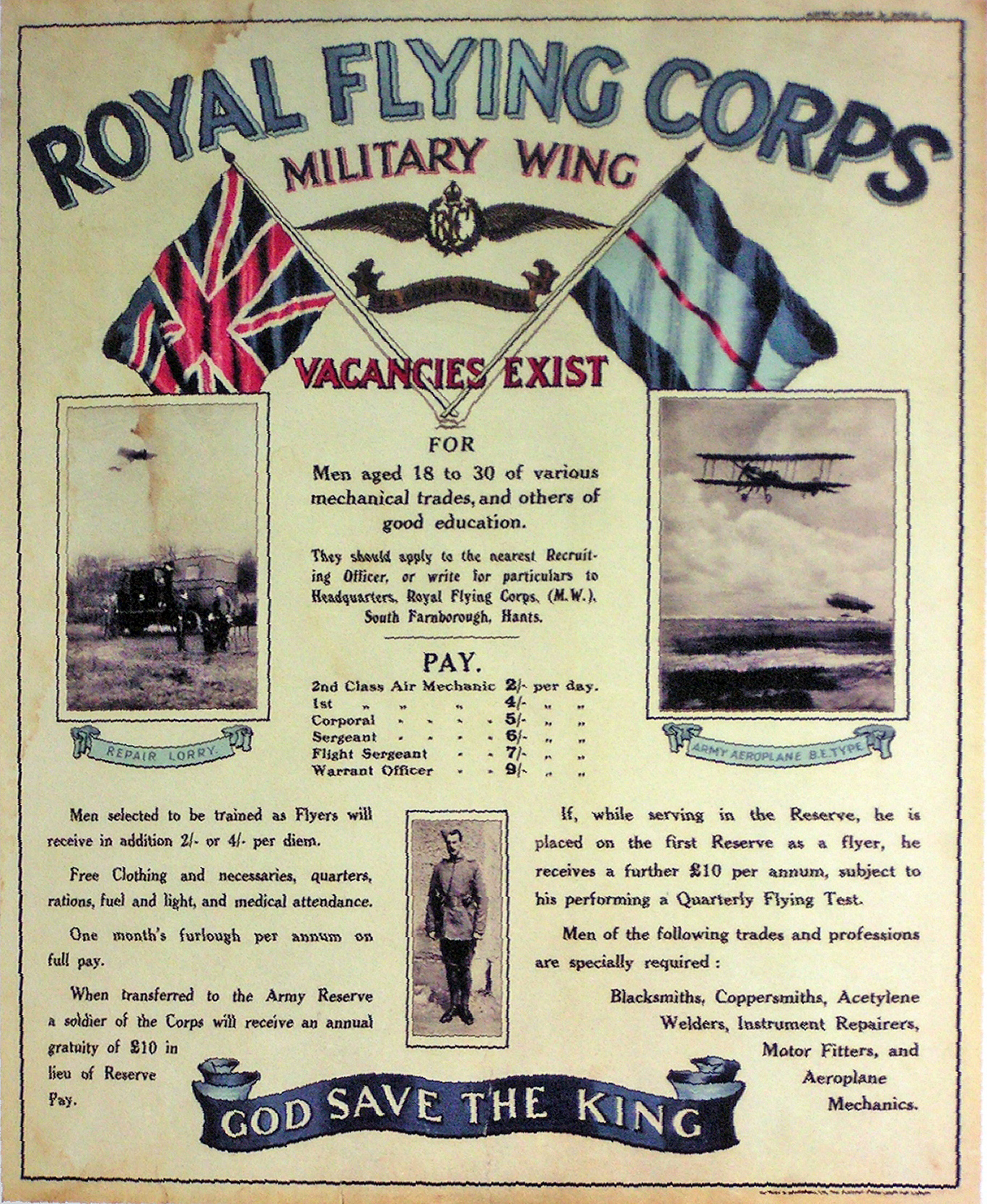
왕립 항공대 모집 포스터

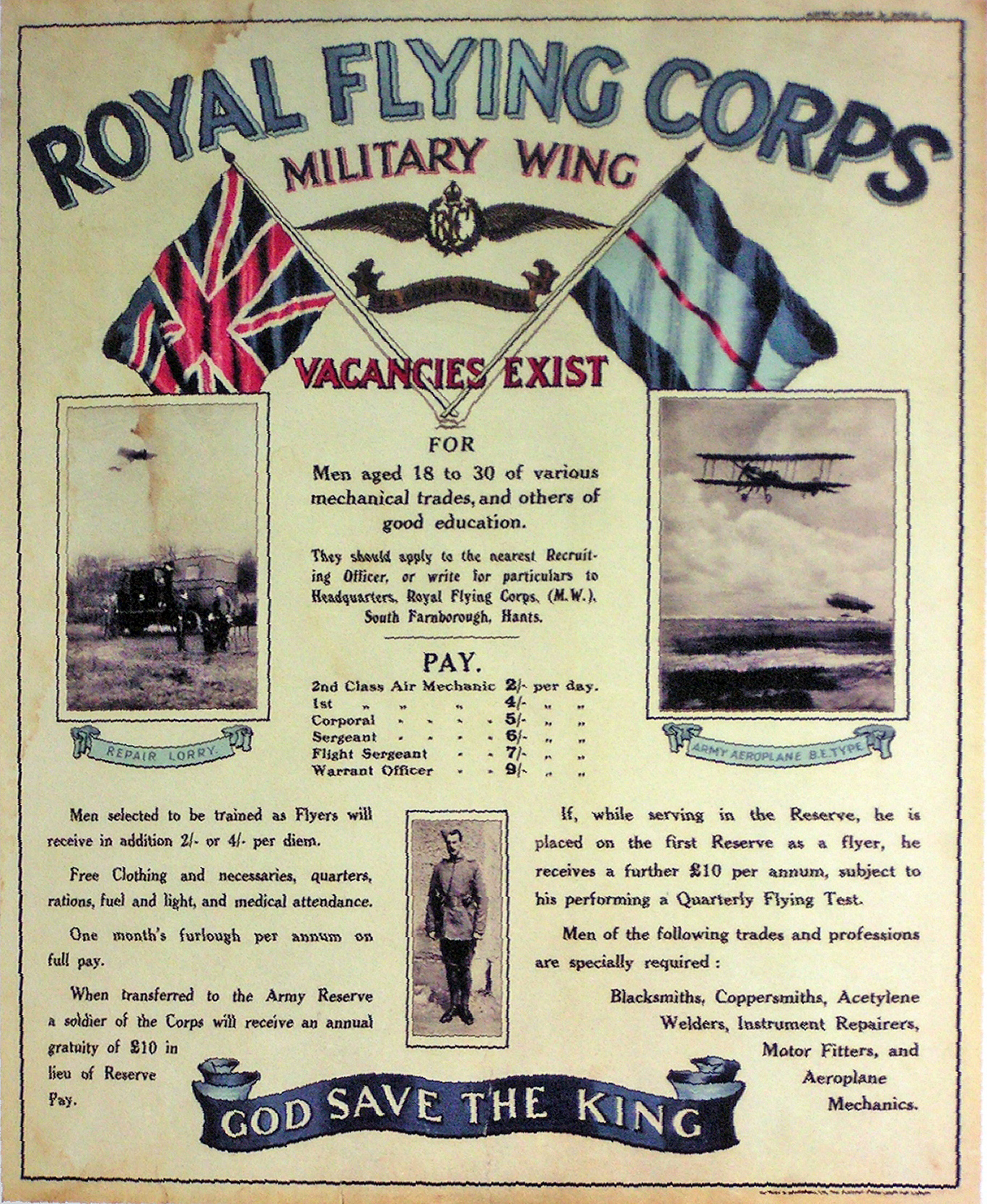
왕립 항공대 모집 포스터

전쟁이 시작될 때 데이비드 헨더슨이 지휘하는 왕립 항공대(RFC)는 프랑스로 파견되었으며 1914년 9월에 처음으로 공중 정찰에 사용되었으나, 1915년 5월 9일 오베르 능선에서 무선 통신 사용을 완벽하게 마친 후에야 효율적이게 되었다. 1914년에는 항공 사진이 시도되었으나, 역시 다음 해에야 효과적이게 되었다. 1915년 휴 트렌처드가 헨더슨을 대신하여 RFC는 공격적인 태세를 취했다. 1918년까지 15000피트(4,600m) 높이에서 사진을 찍을 수 있었으며, 3,000명 이상의 인원이 이를 해석했다. 비행기는 전쟁 전부터 낙하산을 사용할 수 있었음에도 불구하고 1918년까지 낙하산을 장착하지 않았다.
1917년 8월 17일, 얀 스뮈츠 장군은 항공전의 미래에 대한 보고서를 전쟁 내각에 제출했다. '적국 영토의 황폐화와 대규모 산업 및 인구 밀집 지역의 파괴' 가능성 때문에 그는 육군 및 해군과 동등한 수준의 새로운 항공 서비스를 창설할 것을 권고했다. 그러나 새로운 서비스의 창설은 왕립 해군 항공대(RNAS)의 활용도가 낮은 인력과 장비를 서부 전선 전역에서 활용할 수 있게 할 뿐만 아니라, 때때로 항공기 조달에 부정적인 영향을 미쳤던 서비스 간의 경쟁을 종식시켰다. 1918년 4월 1일, RFC와 RNAS는 통합되어 새로운 서비스인 영국 왕립 공군(RAF)을 형성했다.

## 모병과 징병

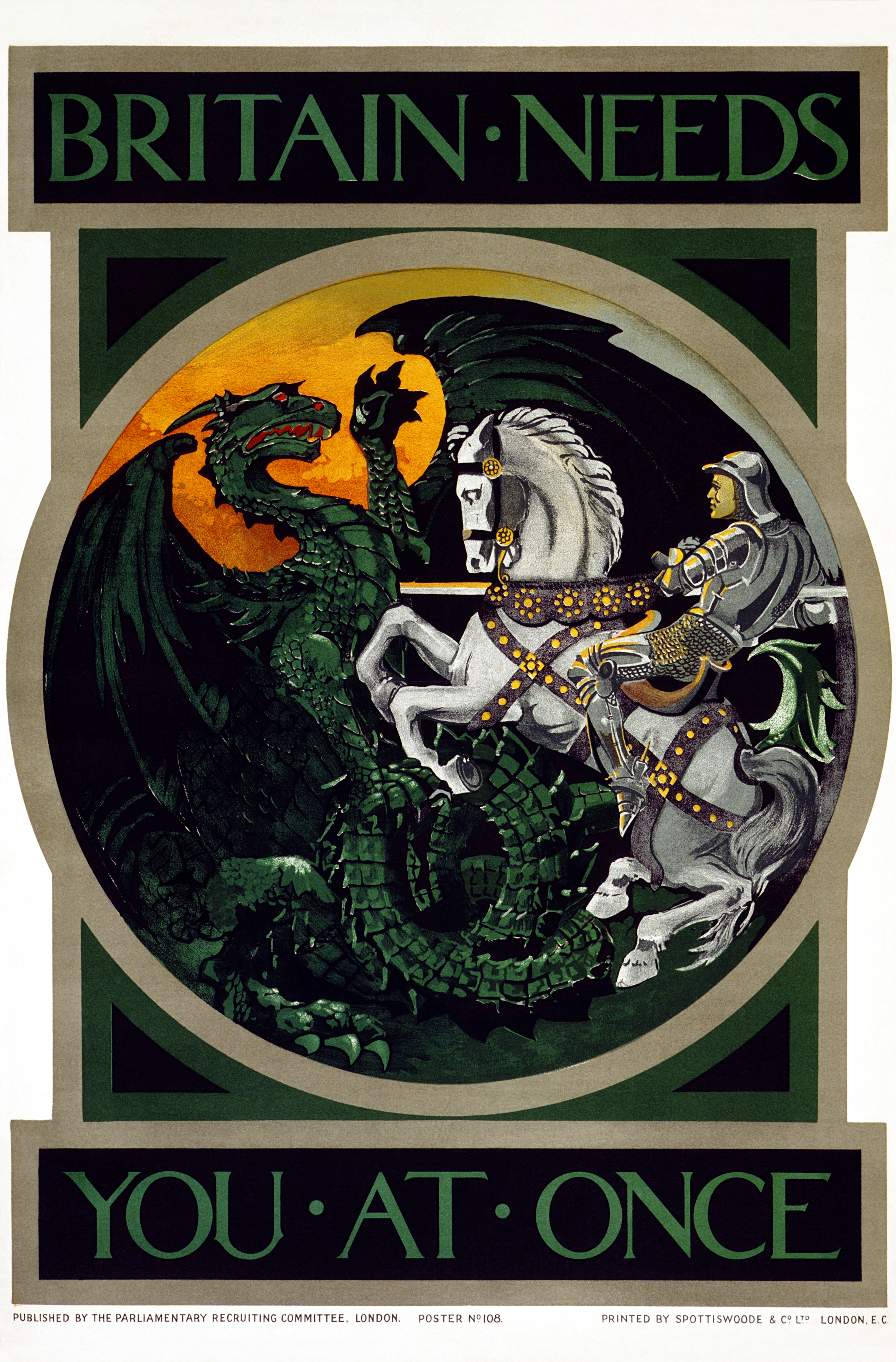
국회의원 모집 위원회의 포스터로, 성 게오르기우스와 용이 그려져 있다.

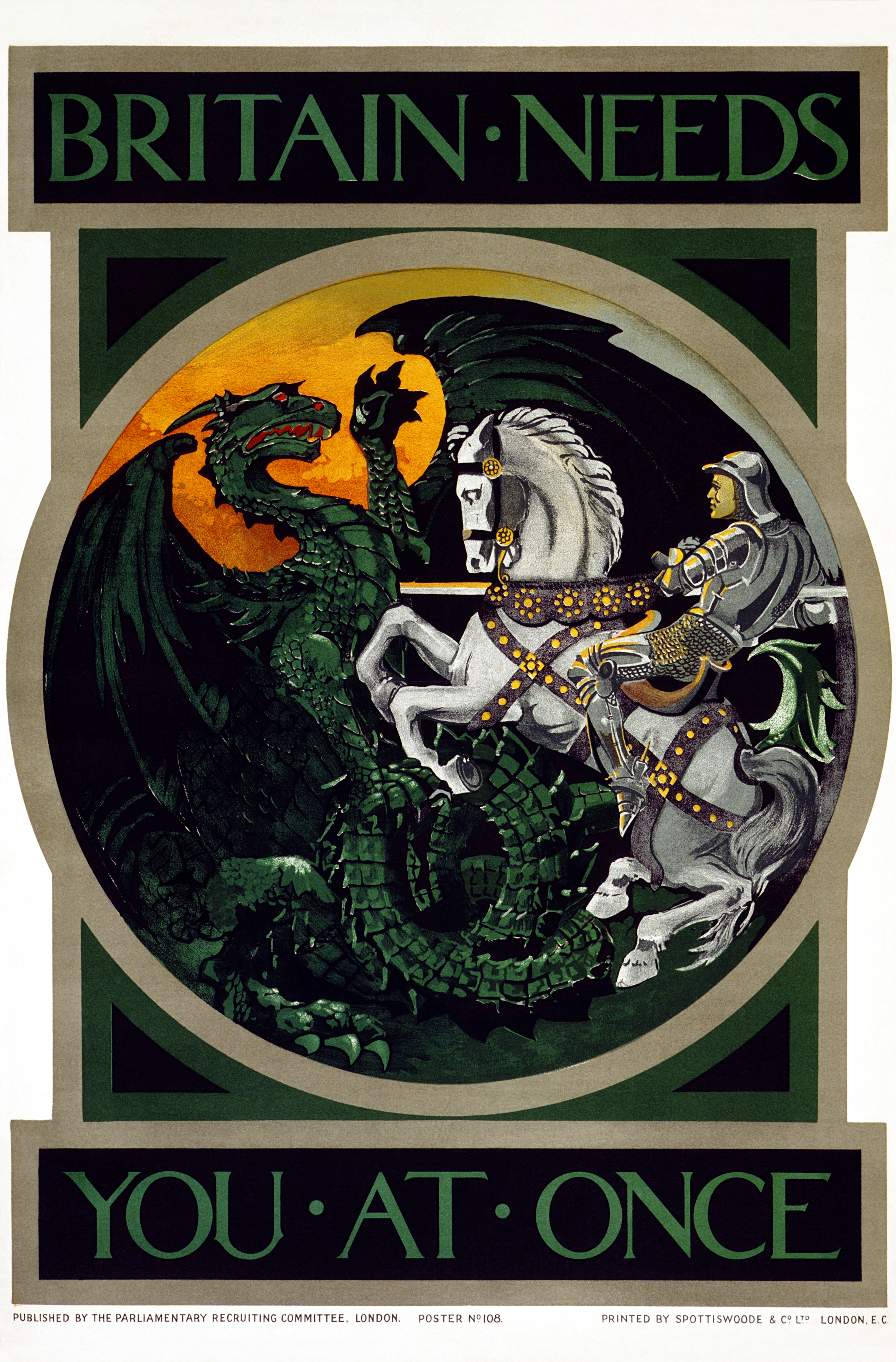
국회의원 모집 위원회의 포스터로, 성 게오르기우스와 용이 그려져 있다.

특히 전쟁 초기 단계에서 많은 남성들이 다양한 이유로 군대에 "입대"하기로 결정했다. 1914년 9월 5일까지 22만 5천 명 이상이 키치너의 군대로 알려진 병력에 자원했다. 전쟁 기간 동안 애국심, 의회 모병 위원회의 포스터 제작 활동, 줄어드는 대체 고용 기회, 그리고 단조로운 일상에서 벗어나 모험을 갈망하는 마음 등이 모병률에 기여했다. 특정 지리적 지역이나 고용주로부터 대대 전체가 모집된 팔스 대대도 인기가 많았다. 잉글랜드와 스코틀랜드에서 더 높은 모병률이 나타났지만, 웨일스와 아일랜드의 경우 정치적 긴장으로 인해 "입대율이 다소 저해되는" 경향이 있었다.

1914년 포스터는 벨기에에 있는 스코틀랜드 병사를 보여주는데, 이는 1914년 8월 독일이 벨기에의 독립과 중립을 보호하는 런던 조약을 "한 조각의 종이"라고 묘사했을 때의 반응이다.

1914년 포스터는 벨기에에 있는 스코틀랜드 병사를 보여주는데, 이는 1914년 8월 독일이 벨기에의 독립과 중립을 보호하는 런던 조약을 "한 조각의 종이"라고 묘사했을 때의 반응이다.

모병은 1914년과 1915년 초까지 꾸준히 유지되었지만, 특히 50만 명의 사상자를 낸 솜 전투 이후에는 급격히 감소했다. 그 결과, 1916년 1월에는 미혼 남성에 한해 영국 역사상 처음으로 징병제가 도입되었고, 5~6월에는 군사 복무법에 따라 잉글랜드, 웨일스, 스코틀랜드 전역의 18세에서 41세 사이의 모든 남성으로 확대되었다.
빈곤과 실업이 만연한 도시 중심지는 영국 정규군의 선호 모병지였다. 여성 중심의 황마 산업으로 인해 남성 고용이 제한되었던 던디는 다른 어떤 영국 도시보다 예비역 및 현역 군인의 비율이 가장 높은 곳 중 하나였다. 가족의 생활 수준에 대한 우려는 남성들이 입대하는 것을 망설이게 만들었다. 정부가 전사하거나 장애를 입은 남성들의 생존자들에게 평생 주간 수당을 보장하자 자원 입대율이 상승했다. 1916년 1월부터 징병제가 도입된 후, 아일랜드를 제외한 전국의 모든 지역이 영향을 받았다.
자원병에게 의존하는 정책은 전쟁에 필요한 군수품을 생산하는 중공업의 역량을 급격히 감소시켰다. 역사가 R. J. Q. Adams는 철강 산업 남성의 19%, 광부의 22%, 공학 기술직 남성의 20%, 전기 산업 남성의 24%, 소화기 장인의 16%, 고폭탄 제조에 종사했던 남성의 24%가 군대에 입대했다고 보고한다. 이에 대한 대응으로 군수품, 식량 생산, 상선 해병 등 중요한 산업이 군대보다 우선시되었다("예비 직업").

### 1918년 징병 위기
1918년 4월, 아일랜드로 징병을 확대할 수 있는 법안이 제출되었다. 비록 이것이 궁극적으로 실현되지는 않았지만, 그 영향은 "재앙적"이었다. 아일랜드 연대에 상당한 수의 자원입대가 있었음에도 불구하고, 강제 징병이라는 아이디어는 인기가 없었다. 이러한 반응은 특히 아일랜드에서의 징병 시행이 "아일랜드 자치 통치 조치"라는 약속과 연관되어 있다는 사실에 기반을 두었다. 이러한 방식으로 징병과 자치 통치를 연결한 것은 웨스트민스터의 아일랜드 정당들을 격분시켰고, 그들은 항의하며 퇴장하여 아일랜드로 돌아가 반대 운동을 조직했다. 그 결과, 총파업이 선언되었고, 1918년 4월 23일, 철도, 부두, 공장, 방직 공장, 극장, 영화관, 트램, 공공 서비스, 조선소, 신문사, 상점, 심지어 공식 군수 공장까지 작업이 중단되었다. 이 파업은 "완전하고 전면적이며, 대륙 국가 외부에서는 전례 없는 사건"으로 묘사되었다. 궁극적으로 그 영향은 자치 통치에 대한 관심의 완전한 상실과 분리주의 공화주의 신 페인당이 12월 1918년 아일랜드 총선에서 완전히 패배한 민족주의 아일랜드 의회당에 대한 대중적 지지의 상실로 이어졌는데, 이는 아일랜드 독립 전쟁의 전조 중 하나였다.
1918년 5월 7일, 현역 고위 장교인 프레더릭 모리스 소장은 로이드 조지가 프랑스 병력 수에 대해 의회에 거짓말을 했다는 주장을 공개적으로 제기하며 두 번째 위기를 촉발했다. 하원의 자유당 대표인 애스퀴스는 그 주장을 받아들여 로이드 조지(역시 자유당원)를 공격했다. 애스퀴스의 발표는 미흡했지만, 로이드 조지는 이 논쟁을 신임 투표로 간주하며 자신의 입장을 강력하게 방어했다. 그는 모리스의 주장에 대한 강력한 반박으로 하원을 설득했다. 주요 결과는 로이드 조지를 강화하고 애스퀴스를 약화시키며, 전반적인 전략에 대한 대중의 비판을 종식시키고, 군에 대한 민간 통제를 강화하는 것이었다. 한편, 독일군의 공세는 교착 상태에 빠졌고 결국 역전되었다. 1918년 11월 11일 승리가 찾아왔다.
역사가 조지 H. 카사르는 로이드 조지의 전쟁 지도자로서의 유산을 평가했다.
이 모든 말과 행동 후에, 우리는 로이드 조지의 전쟁 지도자로서의 유산을 어떻게 평가해야 할까요? 국내 전선에서 그는 어렵고 일부 경우에는 전례 없는 문제들을 해결하는 데 다양한 결과를 달성했습니다. 노동 문제와 자국 식량 증산 프로그램에 대한 그의 대처를 능가하기는 어려웠을 것입니다. 그러나 인력, 물가 통제 및 식량 분배 부문에서는 그는 전임자와 동일한 접근 방식을 채택하여 갈등의 변화하는 성격에 대응해서만 조치를 취했습니다. 국가 사기라는 중요한 영역에서, 처칠의 기술적 이점을 가지고 있지 않았음에도 불구하고, 그의 개인적인 행동은 국가에 더 많은 영감을 줄 수 있는 능력을 손상시켰습니다. 모든 것을 고려할 때, 그의 정치적 동시대인들 중 누구도 그만큼 효과적으로 국내 문제를 처리할 수 없었을 것이며, 다른 사람이 책임자였다면 최종 결과가 바뀔 만큼 큰 차이는 없었을 것이라고 주장할 수 있습니다. 전쟁 수행에 있어서 그는 연합국의 대의를 여러 면에서 크게 진전시켰지만, 총리가 책임져야 할 가장 중요한 임무 중 하나인 전략 결정에서는 분명히 실패했습니다. 요약하자면, 로이드 조지의 기여가 그의 실수를 능가했지만, 제 생각에는 그를 영국의 뛰어난 전쟁 지도자 명단에 포함시키기에는 그 차이가 너무 미미합니다.

### 자유당의 붕괴
1918년 총선에서 "전쟁을 승리로 이끈 남자" 로이드 조지는 연립정부를 또 다른 카키 선거로 이끌고 애스퀴스 자유당과 새로 부상하는 노동당에 대해 압도적인 승리를 거두었다. 로이드 조지와 보수당 지도자 보너 로는 공식 연립정부 후보로 간주되는 후보들에게 공동 지지 서한을 작성했다. "쿠폰"으로 알려진 이 서한은 많은 현직 자유당 의원들의 반대자들에게 발행되어 현직 의원들에게 치명타를 입혔다. 애스퀴스와 그의 자유당 동료 대부분은 의석을 잃었다. 로이드 조지는 활기를 되찾은 보수당의 영향력 아래 점점 더 놓이게 되었다. 자유당은 결코 완전히 회복되지 못했다.

### 재정
전쟁 전 정부는 GNP의 13%를 지출했다. 1918년에는 GNP의 59%를 지출했다. 전쟁은 국내외에서 막대한 금액을 차입하고, 새로운 세금을 부과하며, 인플레이션으로 자금을 조달했다. 또한 유지 보수 및 수리를 연기하고 불필요하다고 간주되는 프로젝트를 취소함으로써 간접적으로 자금을 조달했다. 정부는 생활비를 인상하고 노동 계층의 불만을 야기하는 간접세 부과를 피했다. 1913~14년에 담배와 주류에 대한 간접세는 7천5백만 파운드를 벌어들였고, 직접세는 8천8백만 파운드를 벌어들였는데, 여기에는 4천4백만 파운드의 소득세와 2천2백만 파운드의 상속세가 포함되었다. 즉, 수입의 54%가 직접세에서 나왔고, 1918년에는 직접세가 수입의 80%를 차지했다. "공정함"과 "과학적"이라는 점에 강한 강조가 있었다. 대중은 일반적으로 새로운 중과세에 대해 최소한의 불만만을 제기하며 지지했다. 재무부는 노동당이 자본가들을 약화시키는 데 사용하고 싶어 했던 강력한 자본세 제안을 거부했다. 대신, 전전 평상시 수준 이상의 이익에 대해 50%의 초과 이윤세가 부과되었고, 1917년에는 80%로 인상되었다. 자동차, 시계와 같은 사치품 수입에 소비세가 추가되었다. 판매세나 부가가치세는 없었다. 주된 수입 증가는 소득세에서 비롯되었는데, 1915년에는 파운드당 3실링 6펜스(17.5%)로 인상되었고, 개인 면세는 낮아졌다. 소득세율은 1916년에 파운드당 5실링(25%)으로, 1918년에는 6실링(30%)으로 인상되었다. 전체적으로 세금은 국가 지출의 최대 30%를 제공했으며, 나머지는 차입으로 충당되었다. 국가 부채는 6억 2천 5백만 파운드에서 78억 파운드로 치솟았다. 국채는 일반적으로 5%의 이자를 지불했다. 인플레이션이 심화되어 1919년에는 파운드의 구매력이 1914년의 3분의 1에 불과했다. 임금은 뒤처졌고, 빈곤층과 은퇴자들은 특히 큰 타격을 입었다.

## 군주제
영국의 왕가는 제1차 세계 대전 동안 독일 지배 가문과의 혈연관계로 인해 심각한 문제에 직면했다. 독일은 전쟁에서 영국의 주요 적대국이었다. 전쟁 전 영국 왕실은 작센코부르크고타가로 알려져 있었다. 1910년, 에드워드 7세가 사망하자 조지 5세가 왕이 되어 전쟁 내내 통치했다. 그는 독일 황제 빌헬름 2세의 사촌이었는데, 빌헬름 2세는 전쟁의 모든 참상을 상징하게 되었다. 메리 왕비는 어머니처럼 영국인이었지만, 왕실 뷔르템베르크가의 후손인 테크 공작의 딸이었다. 전쟁 중 H. G. 웰스는 영국의 "외국적이고 영감을 주지 않는 궁정"에 대해 썼고, 조지 5세는 유명하게 "나는 영감을 주지 않을지 몰라도, 내가 외국인이라면 지옥에나 가라"고 답했다.
1917년 7월 17일, 영국 민족주의 감정을 달래기 위해 조지 국왕은 그의 가족 이름을 윈저가로 변경하는 추밀원칙령을 발표했다. 그는 특히 빅토리아 여왕의 영국 거주 모든 후손들에게 윈저를 성으로 채택했는데, 다른 가문으로 시집간 여성과 그 후손들은 제외했다. 그와 영국 신민인 그의 친척들은 모든 독일 작위와 칭호의 사용을 포기하고 영국 성을 채택했다. 조지는 몇몇 남성 친척들에게 영국 귀족 작위를 부여하여 보상했다. 그리하여 그의 사촌인 바텐베르크의 루이 왕자는 밀포드헤이븐 후작이 되었고, 그의 처남인 테크 공작은 케임브리지 후작이 되었다. 슐레스비히홀슈타인의 마리 루이즈 공녀와 헬레나 빅토리아 폰 슐레스비히홀슈타인 공녀와 같은 다른 이들은 단순히 영토 지정 사용을 중단했다. 왕실 구성원에게 작위를 부여하는 시스템도 간소화되었다. 독일 편에서 싸운 영국 왕실 친척들은 단순히 단절되었다. 그들의 영국 귀족 작위는 1917년 작위 박탈법 조항에 따라 1919년 추밀원칙령에 의해 정지되었다.
러시아의 발전은 군주제에 또 다른 문제들을 제기했다. 러시아 차르 니콜라이 2세는 조지 왕의 사촌이었고 두 군주는 매우 흡사하게 생겼다. 1917년 러시아 혁명으로 니콜라이가 전복되자, 러시아 자유 정부는 차르와 그의 가족이 영국에 망명할 수 있도록 허용해 줄 것을 요청했다. 내각은 동의했지만 왕은 여론이 적대적일 것을 우려하여 거부했다. 어쨌든 차르는 러시아를 떠나기를 거부했을 가능성이 높다. 그는 러시아에 남아 있었고, 1918년 볼셰비키 지도자인 레닌의 명령으로 그와 그의 가족은 살해당했다.
미래의 에드워드 8세가 될 웨일스 공은 전쟁에 참여하고 싶어했지만, 정부는 왕위 계승자가 포로로 잡히면 엄청난 해를 끼칠 것이라며 이를 허락하지 않았다. 그럼에도 불구하고 에드워드는 참호전을 직접 목격했고, 가능한 한 자주 전선을 방문하려고 노력하여 1916년 무공십자훈장을 받았다. 전쟁에서의 그의 역할은 제한적이었지만, 이로 인해 그는 전쟁 참전용사들 사이에서 큰 인기를 얻었다.
왕실의 다른 구성원들도 마찬가지로 참여했다. 요크 공작(이후 조지 6세)은 왕립 해군에 임관하여 유틀란트 해전에서 HMS 콜링우드의 포탑 장교로 참전했지만, 주로 건강 문제로 인해 전쟁에서 더 이상 전투에 참여하지 않았다. 국왕의 외동딸인 메리 공주는 어머니와 함께 병원과 복지 단체를 방문하여 영국 군인들을 위로하고 그들의 가족을 돕는 프로젝트를 지원했다. 이러한 프로젝트 중 하나는 메리 공주의 크리스마스 선물 기금이었으며, 이를 통해 1914년 크리스마스에 모든 영국 군인과 선원들에게 162,000 파운드 상당의 선물이 보내졌다. 그녀는 걸 가이드 운동, 자원 봉사 분견대 (VAD), 여성 토지군을 홍보하는 데 적극적인 역할을 했으며 1918년에는 간호 과정을 수료하고 그레이트 오몬드 스트리트 병원에서 일했다.

## 국방법
최초의 국방법(DORA)은 전쟁 초기인 1914년 8월 8일에 통과되었지만, 다음 몇 달 동안 그 조항들이 확대되었다. 이 법은 정부에 수용할 수 있는 능력과 같이 광범위한 권한을 부여했다. 전쟁 노력에 필요한 건물이나 토지를 수용할 수 있는 권한도 포함되었다. 영국 대중에게 금지된 행위 중 일부는 철교 밑에서 배회하는 것, 야생 동물에게 먹이를 주는 것, 그리고 해군 및 군사 문제에 대해 논의하는 것이었다. 영국 일광 절약 시간대도 도입되었다. 주류는 희석되었고, 술집 영업 종료 시간은 오전 12시 30분에서 오후 10시로 당겨졌으며, 1916년 8월부터 런던 사람들은 오후 10시에서 오전 7시 사이에 택시를 부르기 위해 휘파람을 불 수 없게 되었다. 이 법은 그 강도와 사형을 억지로 사용한 것에 대해 비판을 받아왔다. – 비록 법 자체는 사형을 언급하지 않았지만, 이 규칙을 위반하는 민간인이 군대 군사법원에서 재판을 받도록 규정했으며, 최고 형벌은 사형이었다.

## 억류
8월 5일에 통과된 외국인 제한법은 모든 외국인에게 경찰에 등록할 것을 요구했으며, 9월 9일까지 약 67,000명의 독일, 오스트리아, 헝가리 국적자가 등록을 마쳤다. 적성국 시민들은 여행, 간첩 활동에 사용될 수 있는 장비 소유, 그리고 침략 가능성이 있는 지역 거주에 대한 제한을 받았다. 정부는 광범위한 억류를 부과하는 것을 꺼렸다. 정부는 1914년 8월 7일의 군사적 결정인 17세에서 42세 사이의 모든 적성국 국적자를 억류하는 것을 취소하고, 대신 국가 안보에 위협이 될 수 있다고 의심되는 사람들을 대상으로 삼았다. 9월까지 10,500명의 외국인이 억류되었지만, 1914년 11월부터 1915년 4월까지는 거의 체포가 이루어지지 않았고 수천 명의 억류자가 실제로 석방되었다. 벨기에에서 독일의 잔학 행위에 대한 보고서 이후 10월부터 쌓여온 대중의 반독일 정서는 1915년 5월 7일 RMS 루시타니아호 침몰 이후 최고조에 달했다. 이 사건은 전국적으로 일주일간 폭동을 촉발했으며, 이 기간 동안 사실상 모든 독일 소유 상점의 창문이 박살났다. 이러한 반응으로 정부는 외국인 자신의 안전과 국가 안보를 위해 억류에 대한 더 엄격한 정책을 시행해야 했다. 군사 연령의 모든 귀화되지 않은 적성국 국민은 억류되었고, 군사 연령을 초과하는 사람들은 본국으로 송환되었으며, 1917년까지는 소수의 적성국 국민만이 자유롭게 거주하고 있었다.

## 군대

### 육군
제1차 세계 대전 중 영국 육군은 다른 주요 유럽 강대국에 비해 규모가 작았다. 1914년 영국은 40만 명의 소규모, 대부분 도시 출신 영국인 자원군을 보유하고 있었는데, 이들 중 거의 절반은 거대한 대영 제국의 수비대 역할을 하기 위해 해외에 파견되었다. (1914년 8월, 157개 보병 대대 중 74개 대대와 31개 기병 연대 중 12개 연대가 해외에 파견되었다.:504) 이 총계에는 정규군과 국토군 예비역이 포함되었다.:504 이들은 함께 영국 원정군(BEF)을 형성했으며, 프랑스에서 복무하며 노병 용사로 알려지게 되었다. 1914~1915년의 대규모 자원병들은 대중적으로 키치너의 군대로 알려져 있으며, 솜 전투에 투입될 예정이었다.:504 1916년 1월에는 징병제가 도입되었고(처음에는 미혼 남성에 한해, 5월에는 기혼 남성으로 확대), 1918년 말에는 육군 병력이 450만 명으로 최고조에 달했다.:504

### 왕립해군
전쟁이 시작될 무렵 영국 왕립 해군은 1889년 해군 방위법과 당시 세계에서 다음으로 큰 두 해군인 프랑스와 러시아의 전력을 합친 것과 최소한 동등한 수의 전함을 유지해야 한다는 두-세력 표준 덕분에 세계에서 가장 큰 해군이었다.
영국 왕립 해군 전력의 대부분은 영국 대함대에 배치되어 있었으며, 주요 목표는 독일 대양함대를 교전에 끌어들이는 것이었다. 결정적인 승리는 결코 없었다. 영국 왕립 해군과 독일 제국 해군은 헬골란트 만 해전과 유틀란트 해전에서 접촉했다. 병력과 화력이 열세였던 독일군은 1916년 5월 유틀란트에서 영국 함대 일부를 함정으로 유인하는 계획을 세워 실행에 옮겼지만, 결과는 결론이 나지 않았다. 1916년 8월, 독일 대양함대는 비슷한 유인 작전을 시도했으며 "전멸을 면한 것이 다행"이었다. 영국 왕립 해군이 유틀란트에서 얻은 교훈은 미래에 더욱 효과적인 군대로 만드는 데 기여했다.
1914년, 해군은 또한 예비역으로 제63(왕립해군)사단을 창설했으며, 이 사단은 지중해와 서부 전선에서 광범위하게 복무했다. 전쟁 중 왕립 해군 사상자의 거의 절반은 해상이 아닌 육상 전투에서 이 사단에 의해 발생했다.

### 영국 항공 서비스
전쟁이 시작될 때 데이비드 헨더슨이 지휘하는 왕립 항공대(RFC)는 프랑스로 파견되었으며 1914년 9월에 처음으로 공중 정찰에 사용되었으나, 1915년 5월 9일 오베르 능선에서 무선 통신 사용을 완벽하게 마친 후에야 효율적이게 되었다. 1914년에는 항공 사진이 시도되었으나, 역시 다음 해에야 효과적이게 되었다. 1915년 휴 트렌처드가 헨더슨을 대신하여 RFC는 공격적인 태세를 취했다. 1918년까지 15000피트(4,600m) 높이에서 사진을 찍을 수 있었으며, 3,000명 이상의 인원이 이를 해석했다. 비행기는 전쟁 전부터 낙하산을 사용할 수 있었음에도 불구하고 1918년까지 낙하산을 장착하지 않았다.
1917년 8월 17일, 얀 스뮈츠 장군은 항공전의 미래에 대한 보고서를 전쟁 내각에 제출했다. '적국 영토의 황폐화와 대규모 산업 및 인구 밀집 지역의 파괴' 가능성 때문에 그는 육군 및 해군과 동등한 수준의 새로운 항공 서비스를 창설할 것을 권고했다. 그러나 새로운 서비스의 창설은 왕립 해군 항공대(RNAS)의 활용도가 낮은 인력과 장비를 서부 전선 전역에서 활용할 수 있게 할 뿐만 아니라, 때때로 항공기 조달에 부정적인 영향을 미쳤던 서비스 간의 경쟁을 종식시켰다. 1918년 4월 1일, RFC와 RNAS는 통합되어 새로운 서비스인 영국 왕립 공군(RAF)을 형성했다.

## 모병과 징병
특히 전쟁 초기 단계에서 많은 남성들이 다양한 이유로 군대에 "입대"하기로 결정했다. 1914년 9월 5일까지 22만 5천 명 이상이 키치너의 군대로 알려진 병력에 자원했다. 전쟁 기간 동안 애국심, 의회 모병 위원회의 포스터 제작 활동, 줄어드는 대체 고용 기회, 그리고 단조로운 일상에서 벗어나 모험을 갈망하는 마음 등이 모병률에 기여했다. 특정 지리적 지역이나 고용주로부터 대대 전체가 모집된 팔스 대대도 인기가 많았다. 잉글랜드와 스코틀랜드에서 더 높은 모병률이 나타났지만, 웨일스와 아일랜드의 경우 정치적 긴장으로 인해 "입대율이 다소 저해되는" 경향이 있었다.
모병은 1914년과 1915년 초까지 꾸준히 유지되었지만, 특히 50만 명의 사상자를 낸 솜 전투 이후에는 급격히 감소했다. 그 결과, 1916년 1월에는 미혼 남성에 한해 영국 역사상 처음으로 징병제가 도입되었고, 5~6월에는 군사 복무법에 따라 잉글랜드, 웨일스, 스코틀랜드 전역의 18세에서 41세 사이의 모든 남성으로 확대되었다.
빈곤과 실업이 만연한 도시 중심지는 영국 정규군의 선호 모병지였다. 여성 중심의 황마 산업으로 인해 남성 고용이 제한되었던 던디는 다른 어떤 영국 도시보다 예비역 및 현역 군인의 비율이 가장 높은 곳 중 하나였다. 가족의 생활 수준에 대한 우려는 남성들이 입대하는 것을 망설이게 만들었다. 정부가 전사하거나 장애를 입은 남성들의 생존자들에게 평생 주간 수당을 보장하자 자원 입대율이 상승했다. 1916년 1월부터 징병제가 도입된 후, 아일랜드를 제외한 전국의 모든 지역이 영향을 받았다.
자원병에게 의존하는 정책은 전쟁에 필요한 군수품을 생산하는 중공업의 역량을 급격히 감소시켰다. 역사가 R. J. Q. Adams는 철강 산업 남성의 19%, 광부의 22%, 공학 기술직 남성의 20%, 전기 산업 남성의 24%, 소화기 장인의 16%, 고폭탄 제조에 종사했던 남성의 24%가 군대에 입대했다고 보고한다. 이에 대한 대응으로 군수품, 식량 생산, 상선 해병 등 중요한 산업이 군대보다 우선시되었다("예비 직업").

### 1918년 징병 위기
1918년 4월, 아일랜드로 징병을 확대할 수 있는 법안이 제출되었다. 비록 이것이 궁극적으로 실현되지는 않았지만, 그 영향은 "재앙적"이었다. 아일랜드 연대에 상당한 수의 자원입대가 있었음에도 불구하고, 강제 징병이라는 아이디어는 인기가 없었다. 이러한 반응은 특히 아일랜드에서의 징병 시행이 "아일랜드 자치 통치 조치"라는 약속과 연관되어 있다는 사실에 기반을 두었다. 이러한 방식으로 징병과 자치 통치를 연결한 것은 웨스트민스터의 아일랜드 정당들을 격분시켰고, 그들은 항의하며 퇴장하여 아일랜드로 돌아가 반대 운동을 조직했다. 그 결과, 총파업이 선언되었고, 1918년 4월 23일, 철도, 부두, 공장, 방직 공장, 극장, 영화관, 트램, 공공 서비스, 조선소, 신문사, 상점, 심지어 공식 군수 공장까지 작업이 중단되었다. 이 파업은 "완전하고 전면적이며, 대륙 국가 외부에서는 전례 없는 사건"으로 묘사되었다. 궁극적으로 그 영향은 자치 통치에 대한 관심의 완전한 상실과 분리주의 공화주의 신 페인당이 12월 1918년 아일랜드 총선에서 완전히 패배한 민족주의 아일랜드 의회당에 대한 대중적 지지의 상실로 이어졌는데, 이는 아일랜드 독립 전쟁의 전조 중 하나였다.

### 양심적 병역 거부자
징병법은 병역 거부권을 도입하여, 양심적 병역 거부자들에게는 군사복무심사위원회에 자신의 반대 의사를 설득력 있게 설명하는 정도에 따라 절대 면제, 대체 시민 복무 수행, 또는 군대 내 비전투 요원으로 복무할 수 있도록 허용했다. 약 16,500명의 남성이 양심적 병역 거부자로 기록되었으며, 퀘이커 교도들이 큰 역할을 했다. 약 4,500명의 병역 거부자는 "국가적으로 중요한 일"을 하기 위해 농장으로 보내졌고, 7,000명은 들것 운반과 같은 비전투 임무를 명령받았지만, 6,000명은 강제로 입대해야 했으며, 명령을 거부하자 리치먼드 16인의 경우처럼 감옥으로 보내졌다.
약 843명의 양심적 병역 거부자들이 2년 이상 감옥에서 지냈다. 그 중 10명은 감옥에서 사망했으며, 17명은 처음에는 사형을 선고받았지만(종신형으로 감형됨), 142명은 종신형에 처해졌다. 어떤 유용한 기여도 하지 않은 것으로 간주된 양심적 병역 거부자들은 전쟁 후 5년 동안 선거권이 박탈되었다.

## 해군 및 공습

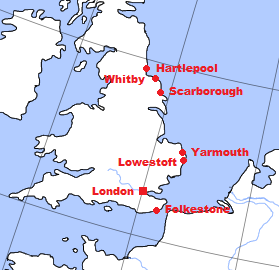
독일의 폭격은 잉글랜드 동해안에 집중되었다.

제1차 세계 대전이 시작될 때, 나폴레옹 전쟁 이래 처음으로 브리튼 제도의 인구는 해군 공습의 위험에 처했다. 또한 체펠린 비행선과 고정익기의 공습으로 공격을 받았다.:709

### 해군 공습
1914년 11월에 발생한 야머스 습격은 독일 해군이 영국 북해 항구 도시인 그레이트야머스를 공격한 사건이었다. 해안에서 기뢰를 부설하던 독일 함선이 영국 구축함에 의해 방해받자 포탄이 해변에만 떨어졌기 때문에 도시 자체에는 거의 피해가 없었다. 한 영국 잠수함은 항구를 떠나 독일 함선을 공격하려다가 기뢰에 의해 침몰했고, 한 독일 장갑순양함은 자체 항구 밖에서 두 개의 기뢰에 부딪혀 침몰했다.

독일의 스카버러 습격으로 촉발된 영국 선전

1914년 12월, 독일 해군은 영국 해안 도시인 스카버러, 하틀풀, 휘트비를 공격했다. 이 공격으로 137명이 사망하고 593명이 부상당했으며, 이들 중 다수는 민간인이었다. 이 공격은 영국 국민들이 자기 집에서 영국 민간인을 공격한 독일 해군에 대해 매우 비판적인 시각을 갖게 만들었다. 마찬가지로, 영국 왕립 해군은 이 습격을 막지 못한 것에 대해 비판을 받았다.

### 야머스 및 로우스토프트 폭격
1916년 4월, 독일 전투순양함 전대와 함께 순양함 및 구축함들이 야머스 및 로우스토프트의 해안 항구를 폭격했다. 비록 항구들이 어느 정도 군사적 중요성을 가졌지만, 이 습격의 주요 목표는 방어 함선을 유인하여 전투순양함 전대 또는 기회가 생기면 개입할 준비가 되어 있는 전 함대에 의해 격파될 수 있도록 하는 것이었다. 결과는 불분명했다. 근처의 영국 왕립 해군 부대는 너무 작아서 개입할 수 없었고 독일 전투순양함들과 거리를 두었으며, 독일 함선들은 첫 번째 영국 고속 대응 전투순양함 전대 또는 대함대가 도착하기 전에 철수했다.

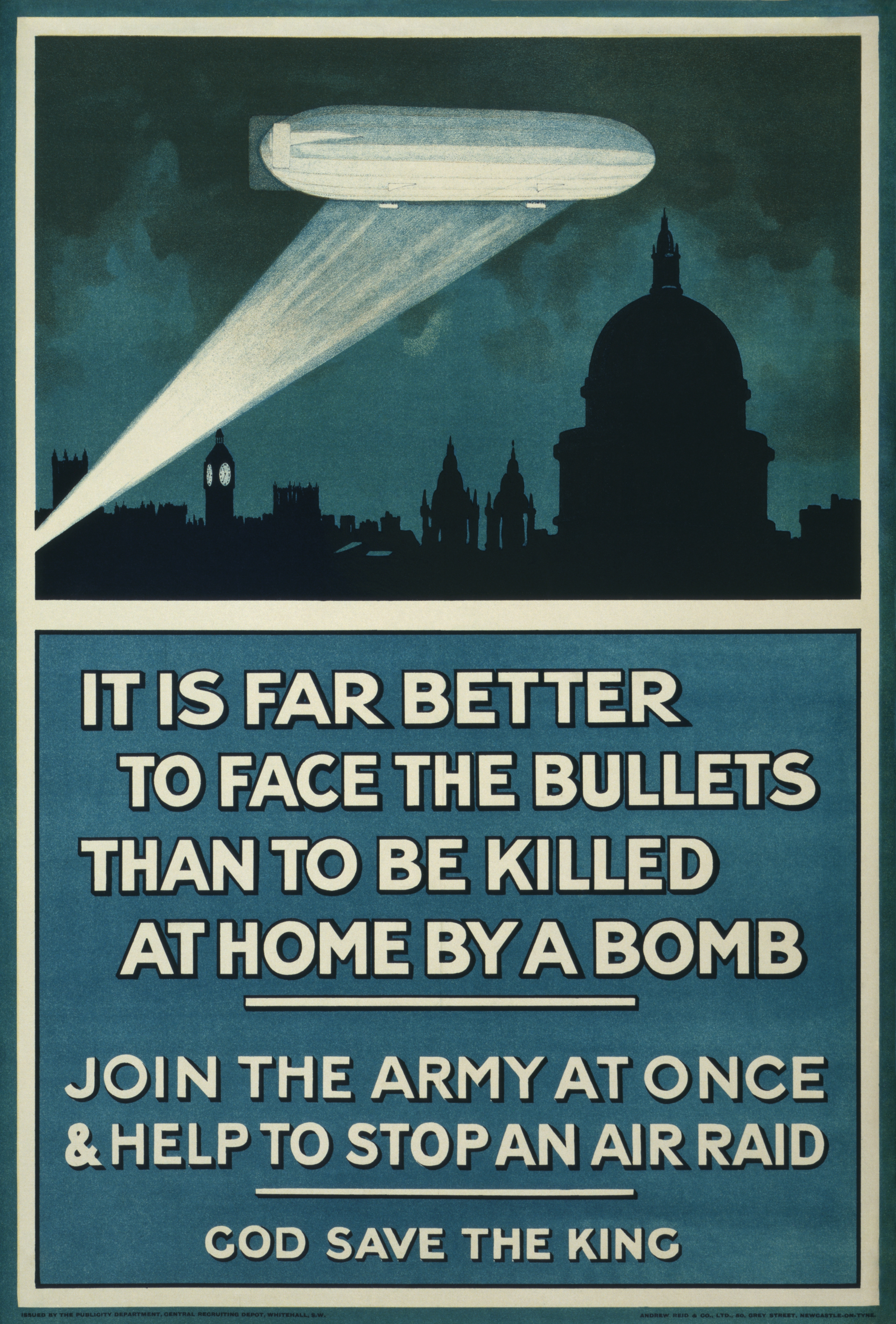
1915년 영국 선전 포스터, 체펠린 공습의 공포를 이용하여 모병에 도움을 주었다.

### 공습
독일 체펠린 비행선은 1915년 1월 19일 그레이트야머스를 시작으로 동해안 도시들을 폭격했다. 런던도 같은 해 5월 31일에 폭격을 받았다. 영국 전쟁 노력을 지지하는 선전은 종종 이러한 공습을 자신들의 이익을 위해 사용했다. 한 모집 포스터는 "집에서 폭탄에 맞아 죽는 것보다 총알에 맞서는 것이 훨씬 낫다"고 주장했다(그림 참조). 그러나 대중의 반응은 엇갈렸다. 1만 명의 사람들이 스카버러를 방문하여 피해를 구경했지만, 런던 극장들은 "체펠린 날씨"—어둡고 맑은 밤—동안 방문객 수가 줄었다고 보고했다.
1917년 내내 독일은 고정익 폭격기를 점점 더 많이 배치하기 시작했는데, 고타 G.IV의 첫 번째 목표는 1917년 5월 25일 포크스톤이었고, 이 공격 이후 비행선 공습은 급격히 감소하고 고정익 항공기에 의한 공습이 선호되었다. 그 후 체펠린 공습은 완전히 중단되었다. 총 6,000개의 폭탄이 체펠린에 의해 투하되어 556명이 사망하고 1,357명이 부상당했다. 포크스톤 공습 직후, 폭격기들은 런던을 공습하기 시작했다. 1917년 6월 13일 14대의 고타 폭격기가 주간 공습을 감행하여 이스트엔드오브런던에서 162명의 사망자를 냈다. 이러한 새로운 위협에 대응하여, 벨기에에서 포병 사단을 지휘했던 왕립 항공대 조종사 에드워드 베일리 애시모어 소장은 향상된 탐지, 통신 및 통제 시스템을 고안하기 위해 임명되었다. 이 시스템은 메트로폴리탄 관측 서비스라고 불렸으며, 런던 공군 방어 지역을 포괄했고 나중에는 켄트주와 에식스주 해안 쪽으로 동쪽으로 확장되었다. 메트로폴리탄 관측 서비스는 1918년 늦여름까지 완전히 작동했다(마지막 독일 폭격은 1918년 5월 19일에 있었다).
전쟁 중 독일은 영국에 51회의 비행선 공습과 52회의 고정익 폭격기 공습을 감행하여 총 280톤의 폭탄을 투하했다. 사상자는 사망 1,413명, 부상 3,409명에 달했다. 대공 방어 조치의 성공은 제한적이었다. 공습에 참여한 397대의 항공기 중 24대의 고타만이 격추되었고(37대는 사고로 손실), 항공기당 14,540발의 대공 포탄이 발사된 것으로 추정됨에도 불구하고 격추율은 낮았다. 대체펠린 방어는 더욱 성공적이었으며, 17대가 격추되고 21대가 사고로 손실되었다.

## 미디어

### 선전

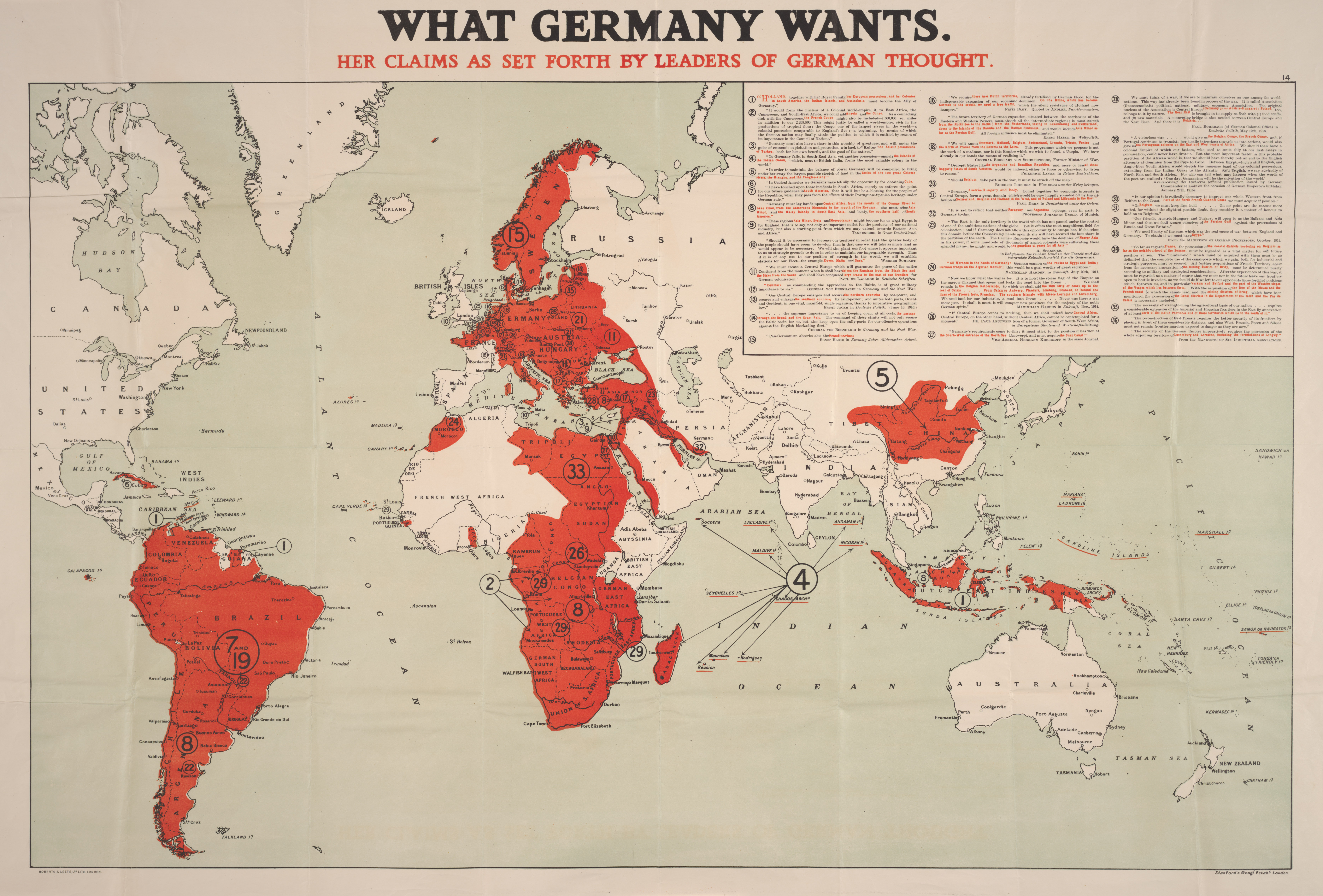
1917년 에드워드 스탠포드가 그린 "독일이 원하는 것"이라는 제목의 세계 지도. 인용된 자료를 면밀히 읽어보면 지도가 오해의 소지가 있음을 알 수 있다. 독일이 빨간색으로 표시된 모든 영토를 합병할 계획이라고 암시하지만, 실제로는 그 중 아주 작은 부분에만 해당한다.

전쟁 중 선전과 검열은 밀접하게 관련되어 있었다. 사기를 유지하고 독일 선전에 맞설 필요성은 전쟁 초기에 인식되었고, 전쟁 선전국은 1914년 9월 찰스 마스터맨의 지휘 아래 설립되었다. 이 국은 H. G. 웰스, 아서 코난 도일, 러디어드 키플링과 같은 저명한 작가들과 신문 편집자들을 영입했다. 1917년 폐지될 때까지 이 부서는 21개 언어로 300권의 책과 팸플릿을 출판하고 매주 4,000장 이상의 선전 사진을 배포하며 지도, 만화, 환등기 슬라이드를 언론에 배포했다. 마스터맨은 또한 1916년 8월에 솜 전투와 같은 전쟁 영화를 의뢰했는데, 이 영화는 전투가 아직 진행 중일 때 사기 진작을 위해 상영되었고 일반적으로 호평을 받았다. 타임스는 1916년 8월 22일에 다음과 같이 보도했다.
붐비는 관객들 ... 전쟁의 현실이 그들 앞에 생생하게 펼쳐져 흥미를 느끼고 감동했습니다. 그리고 여성들이 때때로 영화가 제시하는 전투의 비극적인 희생에서 잠시 벗어나기 위해 눈을 감아야 했지만, 집에서 사람들이 우리 병사들이 피카르디에서 무엇을 하고, 무엇을 감행하고, 무엇을 겪고 있는지 엿보는 것이 현명했다는 의견이 대체로 일반적이었습니다.
언론, 영화, 포스터, 광고판 등 미디어는 대중 선전의 무기가 되었다. 선동가들은 대중을 교육하기 위해 상류 및 중산층의 권위 있는 인물들을 선호했다. 당시 영화 관객은 주로 노동 계층 남성들이었다. 대조적으로 제2차 세계 대전에서는 평등이 주제였고 계급 차별은 축소되었다.

### 신문
전쟁 중 신문은 국방법의 적용을 받았는데, 이 법은 결국 두 가지 규제로 인해 출판을 제한받게 되었다. 첫째, 18조는 민감한 군사 정보, 병력 및 선박 이동의 유출을 금지했다. 둘째, 27조는 "허위 보고서 유포", "모병에 불리한 보고서 유포", "은행 또는 통화에 대한 대중의 신뢰 훼손" 또는 "국왕 폐하에 대한 불충"을 유발하는 행위를 범죄로 규정했다. 공식 언론국이 실패한 곳(1916년 4월까지 법적 권한이 없었음)에서는 신문 편집자와 소유자들이 무자비한 자기 검열을 시행했다. 정부를 위해 일한 언론 재벌인 제1대 로더미어 자작 해럴드 함스워스, 제1대 비버브룩 남작 맥스 에이트켄 (논란의 여지가 많았지만), 그리고 제1대 노스클리프 자작 앨프레드 함스워스는 모두 작위를 받았다. 이러한 이유로, 검열은 최고조에 달했을 때 사회주의 저널(그리고 잠시 우익인 더 글로브)만을 억압했으며, 광고 수입 감소와 전쟁 중 직면했던 비용 증가보다 영국 언론에 미치는 영향이 적었다고 결론지어졌다. 공식 검열의 주요 허점 중 하나는 의회 특권에 있었는데, 의회에서 말하는 모든 것은 자유롭게 보도될 수 있었다. 전쟁 초기에 가장 악명 높은 검열 행위는 1914년 10월 HMS 오데이셔스호 침몰이었다. 언론은 여객선 RMS 올림픽호 승객들이 침몰을 목격하고 미국 언론에 신속하게 보도했음에도 불구하고 침몰에 대해 보도하지 않도록 지시받았다.
이 시기의 가장 인기 있는 신문으로는 타임스, 데일리 텔레그래프, 모닝 포스트와 같은 일간지와 더 그래픽과 같은 주간지, 그리고 주간 발행 부수가 90만 부에 달한다고 주장한 존 불과 같은 정기 간행물이 있었다. 전쟁 소식에 대한 대중의 요구는 신문 판매 증가에 반영되었다. 독일 해군이 하틀풀과 스카버러를 습격한 후, 데일리 메일은 습격에 세 면을 할애했고, 이브닝 뉴스는 타임스가 가격을 올렸음에도 불구하고 오전 9시 15분까지 매진되었다고 보도했다. 데일리 메일 자체도 발행 부수가 1914년 하루 80만 부에서 1916년에는 150만 부로 증가했다.

### 뉴스 잡지
대중의 뉴스 및 정보에 대한 갈증은 전쟁 보도에 전념한 뉴스 잡지를 통해 부분적으로 해소되었다. 여기에는 더 워 일러스트레이티드, 더 일러스트레이티드 워 뉴스, 그리고 더 워 픽토리얼 등이 포함되었으며, 대상 독자에 상관없이 사진과 삽화로 화려하게 채워졌다. 잡지는 모든 계층을 위해 제작되었으며, 가격과 어조가 다양했다. H.G. 웰스, 아서 코난 도일, 러디어드 키플링 등 다른 유명 작가들도 이러한 출판물에 기고했다. 편집 지침은 다양했다. 특히 저렴한 출판물에서는 전선의 최신 소식을 전달하는 것보다 애국심을 조성하는 것이 더 중요하게 여겨졌다. 독일의 잔학 행위에 대한 이야기는 흔했다.

### 영화
1916년 영국 영화 솜 전투는 두 명의 공식 촬영 기사 제프리 말린스와 존 맥도웰이 제작한 다큐멘터리이자 선전 영화로, 대중에게 참호전이 어떤 모습인지에 대한 인상을 주려 했다. 영화의 많은 부분이 프랑스 서부 전선 현지에서 촬영되었으며, 강력한 감정적 영향을 주었다. 영국에서 6주간 상영되는 동안 약 2천만 명이 관람하여, 평론가 프랜신 스톡이 "역사상 가장 성공적인 영화 중 하나"라고 불렀다.

### 음악
1914년 8월 13일, 아일랜드 연대인 코노트 레인저스는 불로뉴를 행진하며 "티페러리까지는 먼 길"을 부르는 모습이 데일리 메일 특파원 조지 커넉에게 목격되었고, 그는 1914년 8월 18일 이 사건을 신문에 보도했다. 이 노래는 이후 다른 영국 육군 부대에서도 불리게 되었다. 1914년 11월, 유명한 뮤직홀 가수 플로리 포드가 이 노래를 팬터마임에서 불렀고, 이는 이 노래가 전 세계적으로 인기를 얻는 데 기여했다.
1916년의 또 다른 노래인 "Pack Up Your Troubles in Your Old Kit-Bag"은 뮤직홀과 행진곡으로 매우 인기를 얻었으며, 그 전쟁의 참혹함에도 불구하고 영국인의 사기를 북돋았다.

### 전쟁 시
자신들의 전쟁 경험에 대해 쓰고 대중의 관심을 사로잡은 주목할 만한 전쟁 시인들도 있었다. 가장 유명한 루퍼트 브룩, 아이작 로젠버그, 윌프레드 오언과 같은 시인들은 현역 복무 중 사망했고, 지그프리트 사순과 같은 일부 시인들은 살아남았다. 시의 주제는 병사들의 젊음(또는 순진함), 그리고 그들이 싸우고 죽은 위엄 있는 방식이었다. 이는 로렌스 빈욘의 전사자를 위한에서 가져온 "오마주의 송가"에 나오는 "그들은 적에게 얼굴을 향하고 쓰러졌다"와 같은 구절에서 분명히 드러난다. 이 시는 1914년 9월 타임스에 처음 출판되었다. 베라 브리튼과 같은 여성 시인들도 국내 전선에서 전선에서 싸우는 형제들과 연인들의 상실을 애도했다.

## 경제
전반적으로 영국은 전쟁 경제를 성공적으로 관리했다. 경제 자원의 동원을 위한 전전 계획은 없었다. 통제는 하나의 긴급한 필요가 다른 필요를 따르면서 천천히 부과되었다. 런던 시티가 세계 금융 중심지였기 때문에 재정을 원활하게 처리할 수 있었다. 총 400만 파운드를 매일 전쟁 노력에 지출했다.
경제(GDP 기준)는 1914년부터 1918년까지 서비스 분야에서 많은 남성이 부재했음에도 불구하고 약 14% 성장했다. 대조적으로 독일 경제는 27% 위축되었다. 전쟁은 민간 소비 감소를 가져왔으며, 군수품으로의 대규모 재할당이 이루어졌다. GDP에서 정부 지출 비중은 1913년 8%에서 1918년 38%로 급증했다(1943년에는 50%에 비해). 전쟁은 영국이 재정 준비금을 소진하고 미국에 있는 민간 및 정부 채권자로부터 막대한 자금을 빌리도록 강요했다. 미국의 원자재와 식량 선적은 영국이 생산성을 유지하면서 자체적으로 식량을 조달하고 군대에 식량을 공급할 수 있도록 했다. 재정은 일반적으로 성공적이었다. 이는 런던의 강력한 재정적 지위가 인플레이션의 해로운 영향을 최소화했기 때문이며, 독일의 훨씬 더 나쁜 상황과는 대조적이었다. 전체적으로 소비자 소비는 1914년에서 1919년까지 18% 감소했다. 여성들은 이용 가능했고 많은 여성들이 군수 공장에 들어가 남성들이 비운 다른 국내 전선 일자리를 맡았다.
스코틀랜드는 인력, 선박, 기계, 식량(특히 생선) 및 자금을 제공하는 데 특화되어 있었다. 조선 산업은 3분의 1 확장되었다.

### 배급

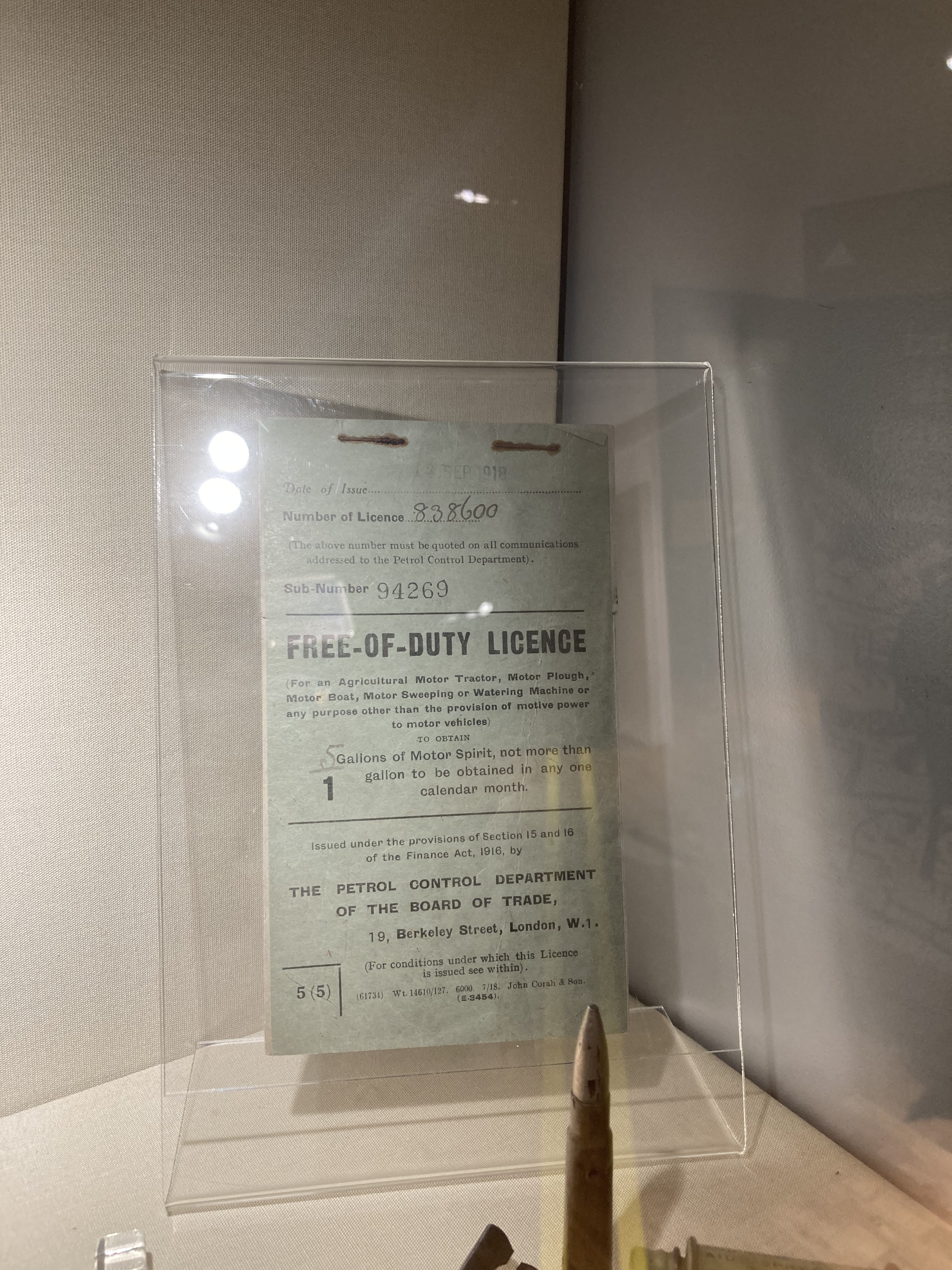
1918년 아일랜드의 배급표로, 소지자는 비도로 차량(농업 기계 또는 모터 보트 등)에 사용할 휘발유 5 갤런을 받을 수 있다. (티퍼러리 히든 히스토리 박물관)

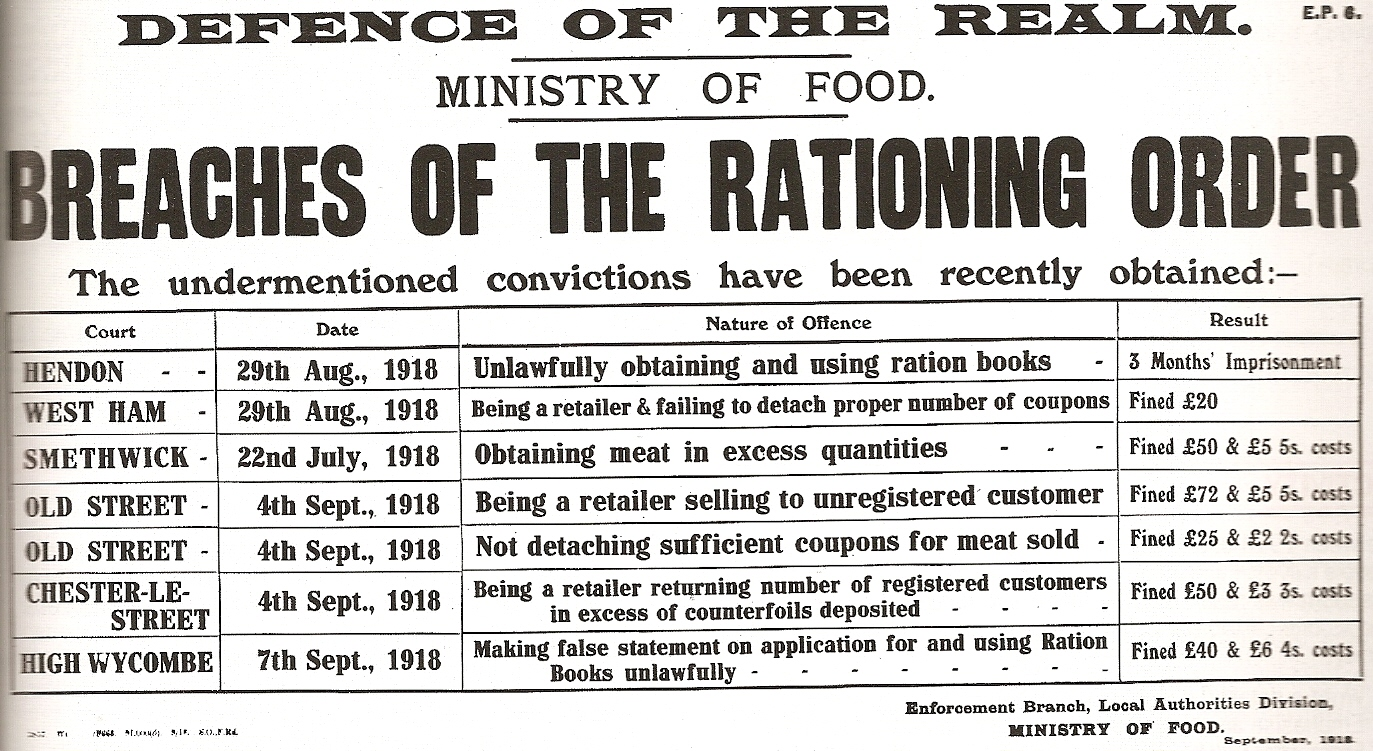
영국 정부의 전시 전단으로, 배급법 위반 시의 결과를 상세히 설명한다.

"평상시처럼 사업" 정책에 따라, 정부는 처음에는 식품 시장을 통제하는 것을 꺼렸다. 곡물 생산에 최저 가격을 도입하려는 노력을 막았지만, 필수 수입품(설탕, 육류, 곡물) 통제 영역에서는 양보했다. 변화를 도입했을 때도 그 효과는 제한적이었다. 1916년에는 공공 식당에서 점심을 먹을 때 두 코스 이상, 저녁을 먹을 때 세 코스 이상을 섭취하는 것이 불법이 되었고, 비둘기나 길 잃은 동물에게 먹이를 주는 행위가 발각된 시민에게는 벌금이 부과되었다.
1917년 1월, 독일은 무제한 잠수함 작전에 따라 연합국 및 이후 중립국 선박들이 식량을 영국으로 운반하는 것을 막고 영국을 굶주려 항복시키기 위해 U보트를 사용하기 시작했다. 이 위협에 대한 한 가지 대응은 1917년 2월에 자발적인 배급을 도입하는 것이었다. 이는 국왕과 왕비 스스로 장려한 희생이었다. 그해 9월부터 빵에 보조금이 지급되었고, 지방 당국이 독자적으로 조치를 취하자 1917년 12월부터 1918년 2월까지 단계적으로 의무 배급제가 도입되었다. 이는 영국의 밀 재고가 6주분으로 줄어들었기 때문이었다. 대부분의 경우, 필수 식품 소비를 균등화함으로써 국가의 건강에 도움이 되었다. 배급을 시행하기 위해 1918년 7월 15일 버터, 마가린, 라드, 육류, 설탕에 대한 배급권이 도입되었다. 전쟁 중 평균 칼로리 섭취량은 3%만 감소했지만, 단백질 섭취량은 6% 감소했다.

### 산업

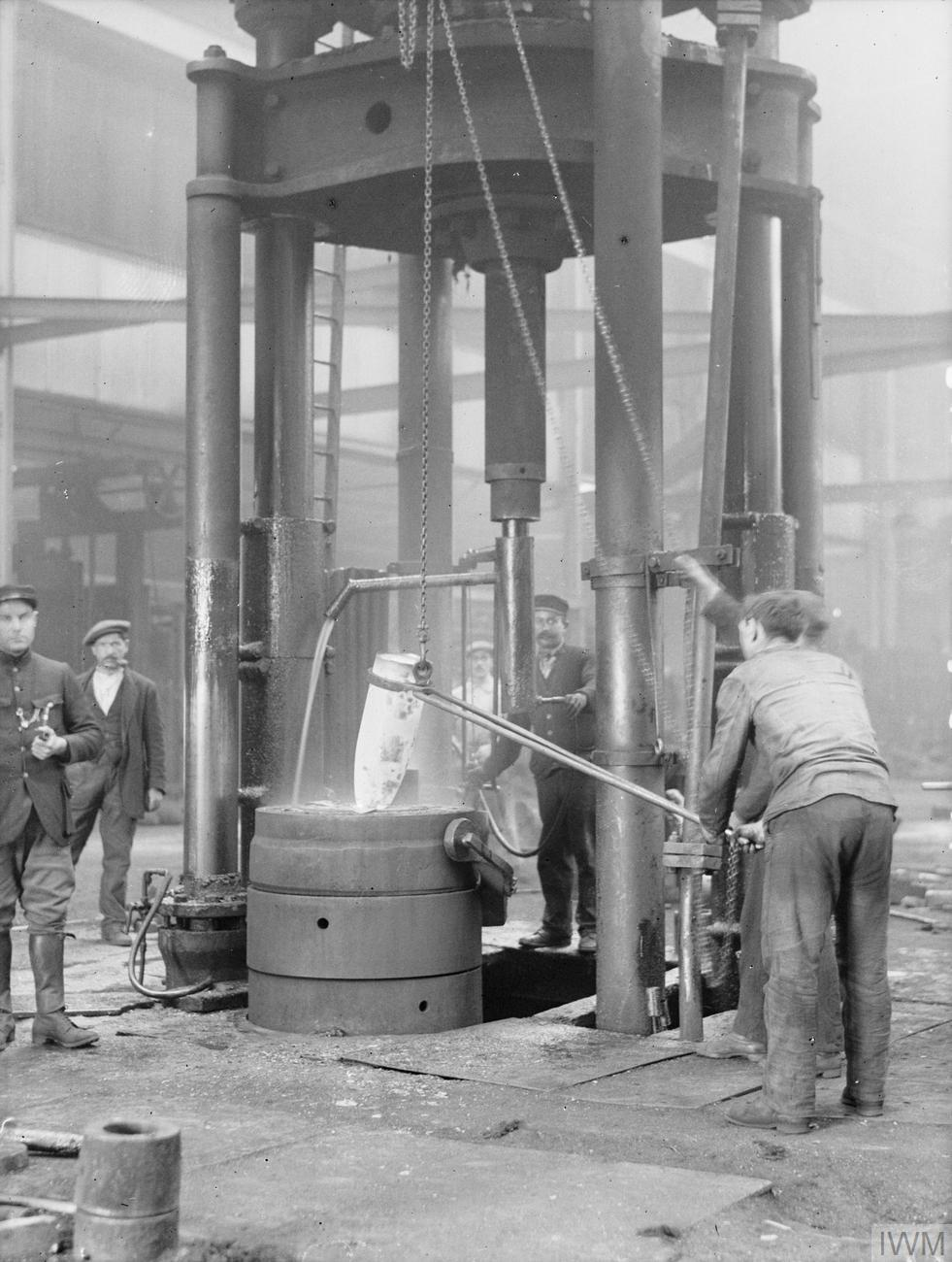
강철 포탄 케이스를 단조하는 작업자들

전쟁 기간 동안 영국의 총생산량은 10% 감소했지만, 철강과 같은 특정 산업에서는 증가세를 보였다. 영국은 1915년 심각한 포탄 부족 사태를 겪었고 서부 전선에서는 포탄 부족 문제가 정치적 쟁점이 되었다. 새로운 리더십이 요구되었다. 1915년, 데이비드 로이드 조지가 이끄는 강력한 새 군수품부가 군수품 생산을 통제하기 위해 설립되었다.
역사가이자 보수 정치인인 J. A. R. Marriott에 따르면, 정부 정책은 다음과 같았다.
어떠한 사적 이익도 국가의 봉사나 안전을 방해하거나 위태롭게 하는 것이 허용되지 않았습니다. 노동조합 규정은 중단되어야 했고; 고용주의 이윤은 제한되어야 했으며, 숙련된 남성들은 참호에서 싸우지 않더라도 공장에서 싸워야 했습니다; 인력은 노동력의 희석과 여성의 고용을 통해 절약되어야 했고; 사설 공장은 국가의 통제 아래로 들어가고 새로운 국영 공장이 세워져야 했습니다. 결과는 새로운 정책을 정당화했습니다: 생산량은 엄청났고; 물품은 마침내 공급되었습니다.
1915년 4월까지 프랑스로 보내진 포탄은 200만 발에 불과했지만, 전쟁이 끝날 무렵에는 1억 8천 7백만 발에 달했다. 1918년에는 전쟁 전 1년치 경량 군수품 생산량을 단 4일 만에 완료할 수 있었다. 1914년 항공기 생산은 6만 명의 남녀에게 일자리를 제공했지만, 1918년에는 영국 기업들이 34만 7천 명 이상을 고용했다.

### 노동
군수품의 산업 생산은 전쟁의 핵심 특징이었고, 노동력의 3분의 1이 군대로 이동하면서 산업 노동에 대한 수요가 매우 높았다. 많은 수의 여성들이 임시로 고용되었다. 대부분의 노동조합은 전쟁 노력에 강력한 지지를 보냈고, 파업과 제한적인 관행을 줄였다. 그러나 탄광 노동자와 기술자들은 덜 열성적이었다. 노동조합은 1914년 410만 명에서 1918년 650만 명으로 회원 수가 증가했으며, 1920년에는 830만 명으로 정점을 찍은 후 1923년에는 540만 명으로 다시 감소했다. 1914년에는 조합원의 65%가 노동조합회의 (TUC)와 연관되어 있었고, 1920년에는 77%로 증가했다. 여성들은 마지못해 노동조합에 받아들여졌다. 미숙련 노동자 조합을 살펴보면, 캐시 헌트(Cathy Hunt)는 여성 노동자에 대한 조합의 관심이 "기껏해야 일관성이 없었고, 최악의 경우 남성 조합원들의 작업 환경을 개선하고 보호하는 데 거의 전적으로 목표를 두었다"고 결론지었다. 노동계의 위상은 그 어느 때보다 높았으며, 체계적으로 지도자들을 의회에 진출시켰다.
1915년 군수품법은 전선에 물자 공급이 정치적 쟁점이 되었던 1915년 포탄 위기에 뒤이어 제정되었다. 이 법은 파업과 직장 폐쇄를 금지하고 강제 중재로 대체했다. 전쟁 산업을 통제하는 시스템을 구축하고, 좋은 작업 관행을 시행하기 위한 특별 법원인 군수품 재판소를 설립했다. 이 법은 노동조합의 제한적인 관행을 전쟁 기간 동안 중단시켰다. 직업 간 노동 이동성을 통제하려고 시도했다. 법원은 군수품의 정의가 섬유 노동자와 부두 노동자를 포함할 정도로 광범위하다고 판결했다. 1915년 법은 1919년에 폐지되었지만, 제2차 세계 대전 중에는 유사한 법안이 발효되었다.

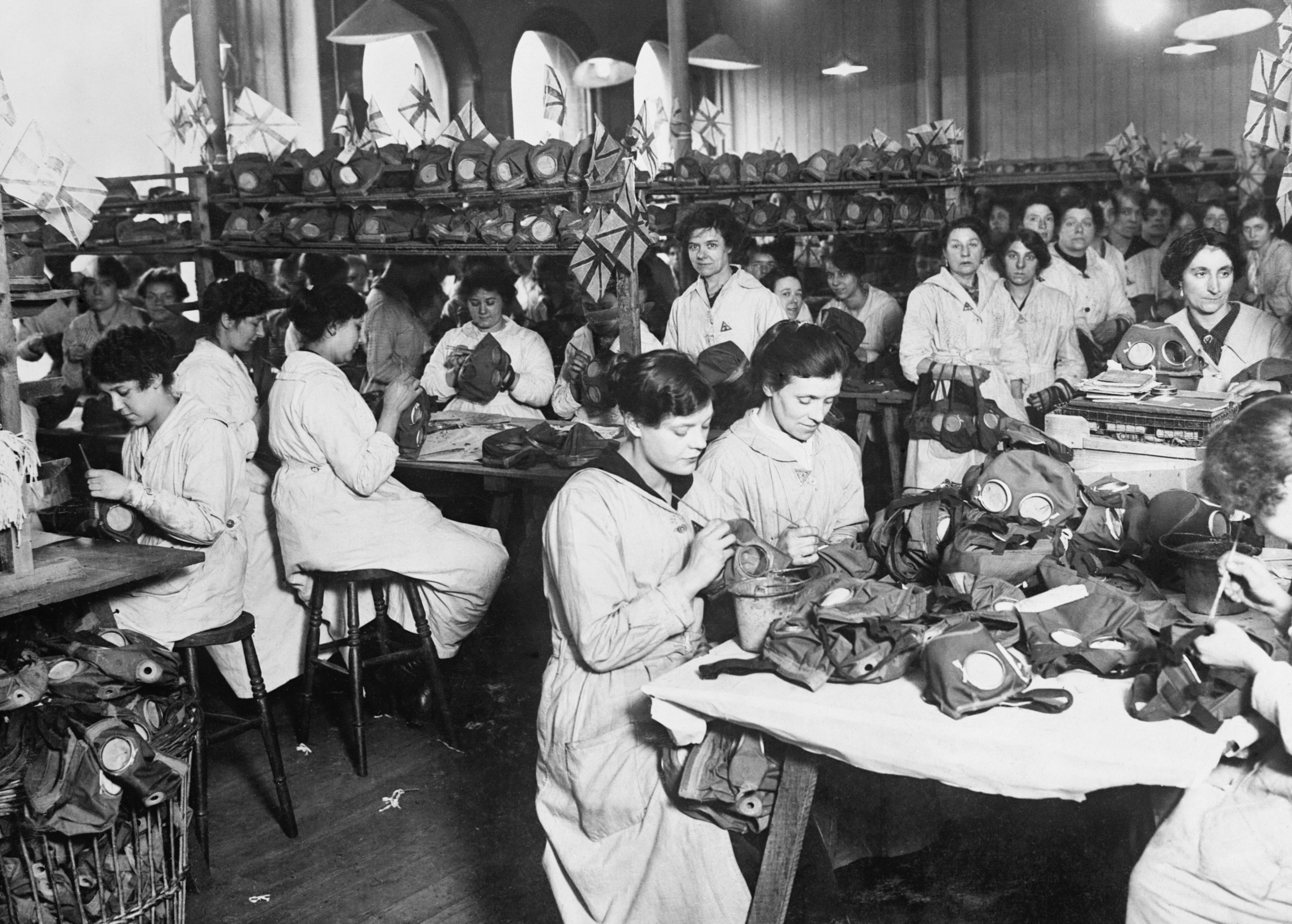
방독면 공장의 여성 노동자들

1917년 12월에야 인력에 관한 전쟁 내각 위원회가 설립되었으며, 영국 정부는 강제 노동 지시를 도입하는 것을 자제했다(다만 388명의 남성이 자발적인 국가 복무 계획의 일환으로 이동했다). 벨기에 난민들은 노동자가 되었지만, 그들은 종종 "일자리 도둑"으로 여겨졌다. 마찬가지로, 징병에서 면제되었던 아일랜드 노동자들의 사용은 또 다른 불만의 원인이었다. 외부 집단을 주요 노동력 풀로 끌어들이는 데 따른 노동력 희석의 영향에 대해 우려한 일부 지역의 노동자들은 파업에 나섰다.
주요 산업의 효율성은 전쟁 중 현저히 향상되었다. 예를 들어, 싱어 클라이드뱅크 재봉틀 공장은 5000개 이상의 정부 계약을 받았고, 3억 3백만 개의 포탄, 포탄 부품, 신관, 비행기 부품뿐만 아니라 수류탄, 소총 부품, 그리고 36만 1천 개의 편자를 만들었다. 전쟁 말기에는 14,000명의 노동력 중 약 70%가 여성이었다.

### 에너지
에너지는 영국의 전쟁 노력에 결정적인 요소였다. 대부분의 에너지 공급은 영국 내 탄광에서 나왔으며, 문제는 노동력 공급이었다. 그러나 배, 트럭 및 산업용 석유 흐름은 중요했다. 영국에는 유전이 없었기 때문에 모든 것이 수입되었다. 미국은 전 세계 석유의 3분의 2를 생산했다. 1917년 영국의 총 소비량은 8억 2천 7백만 배럴이었으며, 그 중 85%는 미국에서, 6%는 멕시코에서 공급되었다. 1917년의 큰 문제는 독일 U보트로부터 얼마나 많은 유조선이 살아남을 것인가였다. 호송선단과 신형 유조선 건조는 독일의 위협을 해결했고, 엄격한 정부 통제는 모든 필수적인 필요가 충족되도록 보장했다. 연합국 석유 회의는 미국 공급품을 영국, 프랑스, 이탈리아에 배분했다.
영국 왕립 해군을 위한 연료유는 최우선 과제였다. 1917년 영국 왕립 해군은 한 달에 12,500톤을 소비했지만, 페르시아에 있는 앵글로-페르시아 석유 회사의 유정을 사용하여 한 달에 30,000톤을 공급받았다.

## 사회 변화

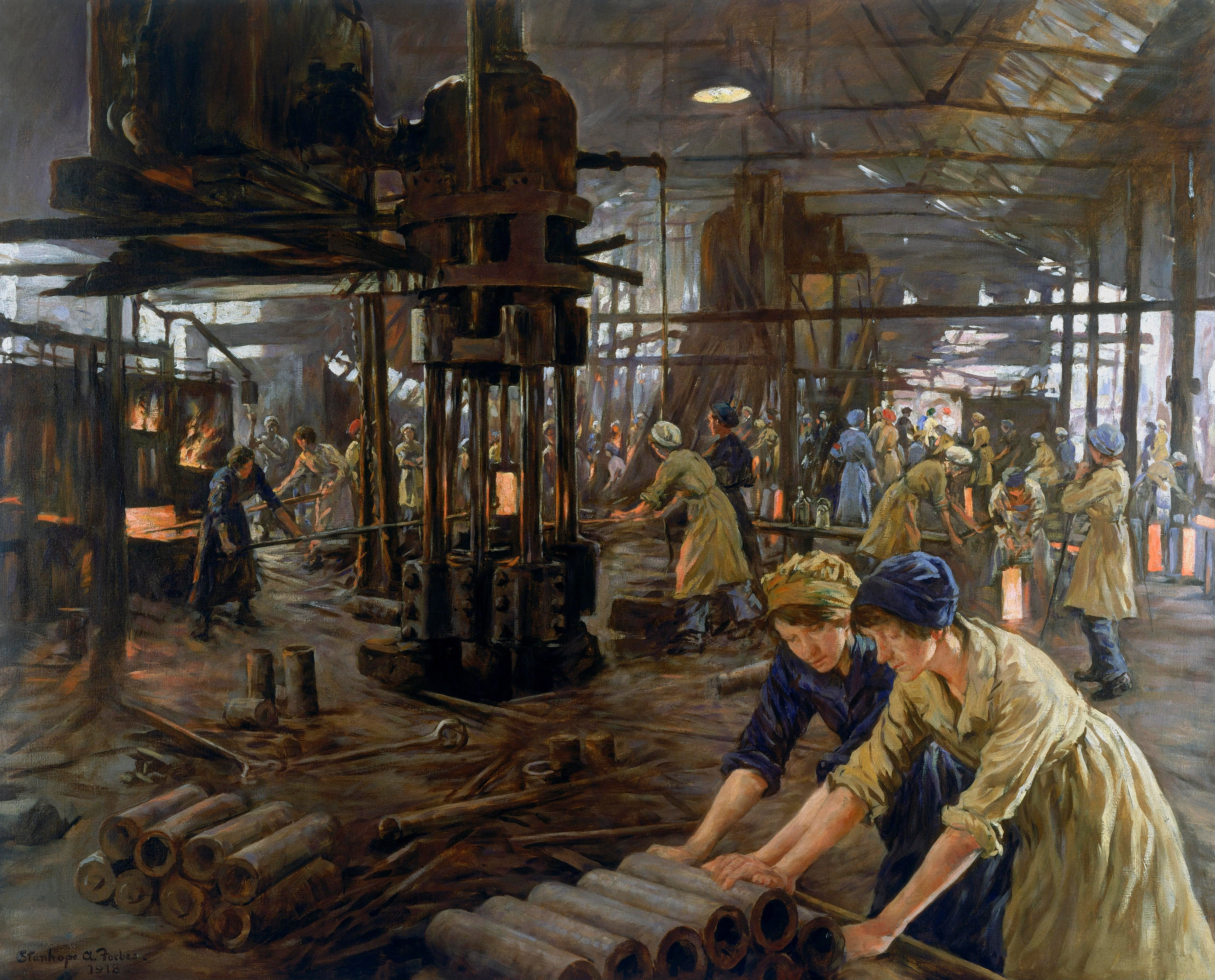
군수품 소녀들 (1918), 스탠호프 포브스의 유화

전쟁 기간 동안 국가적으로 건장한 남성의 심각한 부족("인력 부족")이 발생했으며, 여성들은 특히 무기 제조 분야에서 많은 전통적인 남성 역할을 맡아야 했다. 비록 이는 실업 상태의 남성들이 고용주들에게 우선적으로 고용되었기 때문에 전쟁 후기에만 의미가 있었지만, 여성들은 초기 노동조합의 반대에도 불구하고 군수품 공장("군수품 여성")에서 일자리를 찾았는데, 이는 직접적으로 전쟁 노력에 도움이 되었을 뿐만 아니라, 공무원 분야에서도 남성들의 일자리를 대체하여 그들이 전선으로 갈 수 있도록 해방시켰다. 공무원에 고용된 여성의 수는 1911년 33,000명에서 1921년에는 102,000명 이상으로 증가했다. 여성 고용의 전체 증가는 590만 명에서 730만 명으로 140만 명으로 추정되며, 여성 노동조합 회원 수는 1914년 357,000명에서 1918년에는 100만 명 이상으로 증가하여 160% 증가했다. 베케트는 이들 대부분이 원래보다 어린 나이에 일을 시작했거나, 기혼 여성이 다시 일터로 돌아온 노동 계층 여성들이었을 것이며, 군수 산업 여성의 23%만이 실제로 남성들의 일자리를 하고 있었다는 사실과 함께 볼 때, 전쟁이 일하는 여성의 장기적인 전망에 미친 전반적인 영향은 상당히 제한적일 것이라고 시사한다.

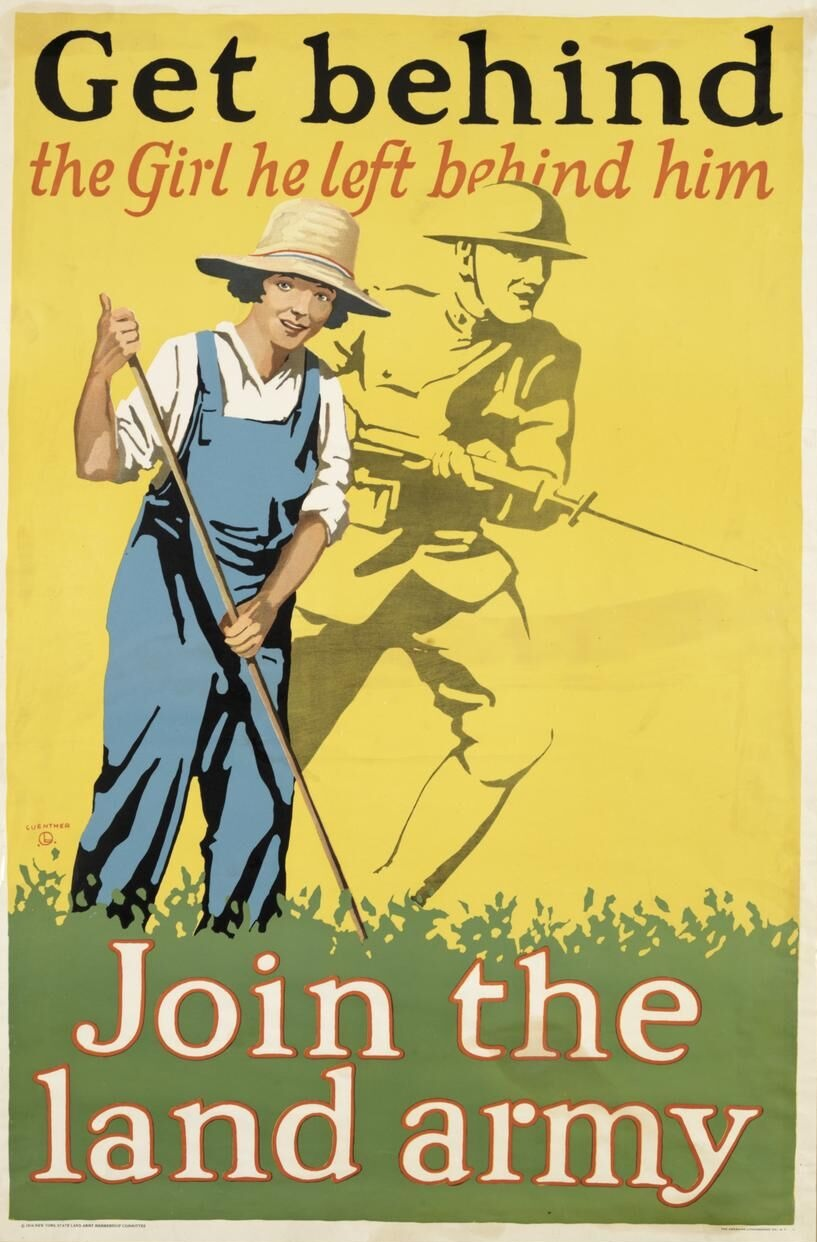
제1차 세계 대전 포스터

전쟁 초기에 정부가 여성들을 대상으로 삼았을 때, 그들은 예를 들어 벨기에 난민들을 돕는 것과 같이 기존 역할을 확장하는 데 초점을 맞추었지만, 남성들 사이의 징병률을 높이는 데에도 초점을 맞추었다. 그들은 소위 "하얀 깃털 명령"을 통해서와 남성들이 전선에 있는 동안 가정의 안락함을 약속함으로써 이를 달성했다. 1916년 2월, 단체들이 설립되었고 여성들이 농업을 돕는 캠페인이 시작되었으며, 1917년 3월에는 여성 토지군이 설립되었다. 목표 중 하나는 비전통적인 업무에 대한 애국적 참여의 본보기가 될 중산층 여성들을 유치하는 것이었다. 그러나 여성 토지군의 유니폼에는 남성 작업복과 바지가 포함되어 있어 그러한 남장 복장의 적절성에 대한 논쟁을 불러일으켰다. 정부는 새로운 역할들을 명시적으로 여성화하는 수사로 응답했다. 1918년, 상무원은 농업 고용에 종사하는 여성이 148,000명이라고 추정했지만, 거의 260,000명이라는 수치도 제안되었다.
전쟁은 또한 영국의 여성 참정권 운동을 분열시켰다. 주류를 대표하는 에멀린 팽크허스트와 그녀의 딸 크리스타벨 팽크허스트의 여성 사회 정치 연맹은 전쟁 기간 동안 캠페인 '휴전'을 선언했다. 반면, 에멀린의 다른 딸인 실비아가 운영하는 여성 참정권 연맹과 같은 더 급진적인 참정권 운동가들은 (때때로 폭력적인) 투쟁을 계속했다. 여성들은 또한 비전투 역할로 군대에 가입할 수 있었다. 전쟁이 끝날 무렵 8만 명의 여성들이 간호 및 요리 등의 보조 역할로 군대에 가입했다.
전쟁 후 수백만 명의 귀환 군인들은 여전히 투표권이 없었다. 이는 정치인들에게 또 다른 딜레마를 제기했다. 그들이 영국 민주주의 정치 체제를 보존하기 위해 막 싸운 남성들로부터 투표권을 보류하고 있는 것으로 보일 수 있었기 때문이다. 1918년 선거법 개정은 이 문제를 해결하려고 시도했으며, 21세 이상이고 주거주자인 모든 성인 남성에게 참정권을 부여했다. 또한 최소 재산 자격을 갖춘 30세 이상 여성에게도 투표권을 부여했다. 후자의 집단에게 참정권을 부여한 것은 여성 방위 산업 노동자들의 기여를 인정하는 것으로 받아들여졌지만, 당시 의원들의 실제 감정은 의문시된다. 같은 해 1918년 여성 의원 자격법은 21세 이상 여성에게 의원 출마를 허용했다.
1918년에 새로 출범한 연립 정부는 데이비드 로이드 조지가 1918년 11월 23일 울버햄프턴에서 행한 연설에서 "우리의 과제는 무엇인가? 영국을 영웅들이 살기에 적합한 나라로 만드는 것이다."라고 말한 바와 같이, "영웅들이 살기에 적합한 땅"을 만드는 과제를 스스로에게 부여했다. 더 일반적으로, 전쟁은 갈등 중에도, 그 이후에도 빅토리아 시대와 에드워드 시대의 영국을 지배했던 일부 사회적 장벽을 제거한 것으로 평가받는다.

## 지역별 상황

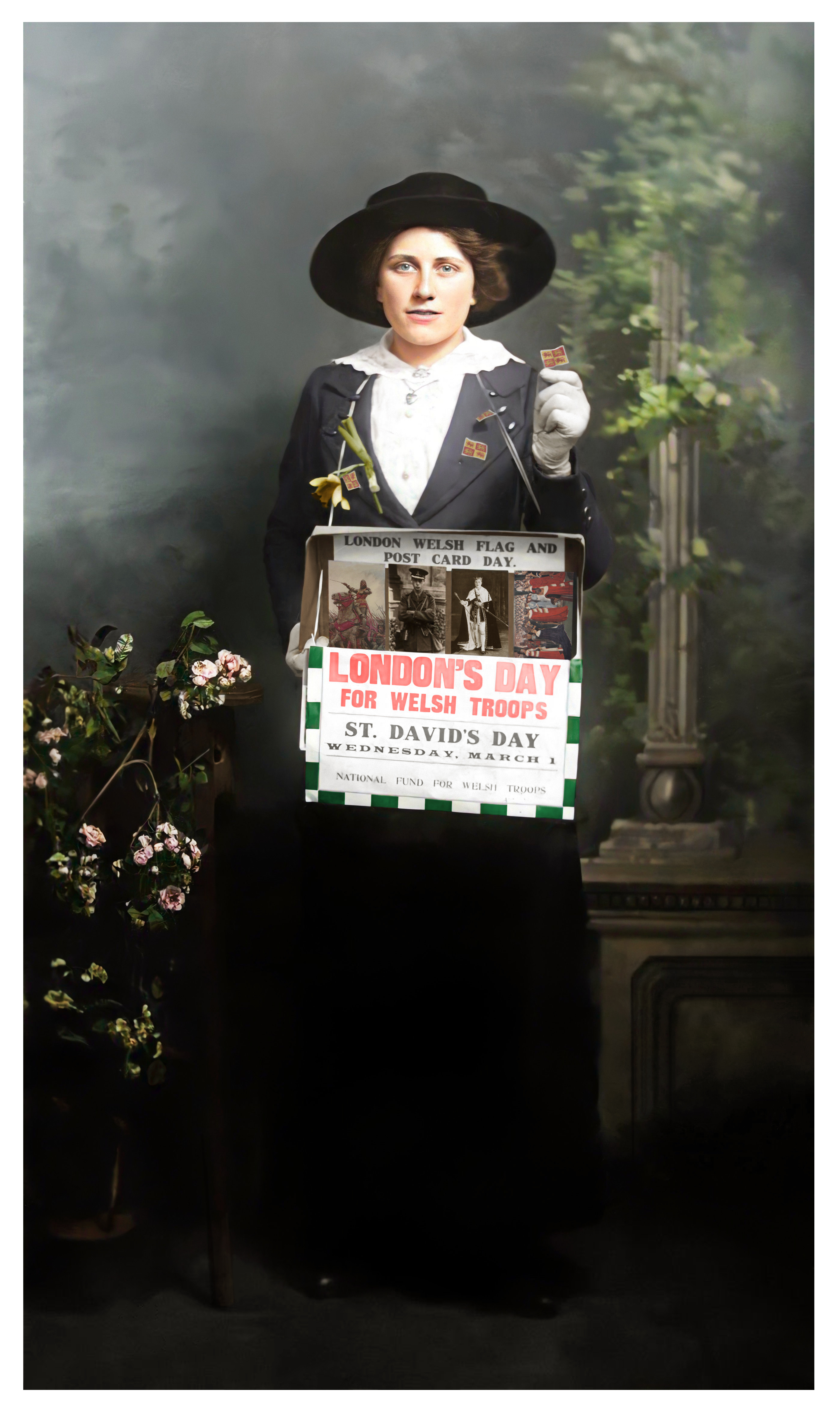
런던에서 1916년 성 데이비드 날에 웨일스 군인들을 위한 기금을 모으기 위해 핀과 엽서를 파는 웨일스 여성.

스티븐 배드시는 1914년 그레이트브리튼섬(아일랜드 제외)이 주요 강대국 중 가장 동질적이고 안정된 사회였다고 주장한다. 그는 인구가 거의 전적으로 글을 읽고 모어로 영어를 구사하는 사람들이었다고 말한다. 기독교는 거의 보편적이었고 종교 차별은 제한적이었다. 스코틀랜드와 웨일스의 독특한 문화적 정체성은 인정되었지만 당시의 언어에서는 종종 간과되었다. 그는 또한 다음과 같이 주장한다.
이러한 동질성은 두드러진 지역주의와 향토주의에 의해 약화되기보다는 강화되었으며, 그 중 스코틀랜드와 웨일스의 정체성은 가장 두드러진 것일 뿐이었고, 대부분의 사람들은 지역 기업, 종교, 노동조합 대표를 포함한 국가 지도자보다는 지역 지도자를 따랐습니다.

전쟁은 시골 지역에 깊은 영향을 미쳤다. U보트 봉쇄로 인해 정부는 식량 사슬뿐만 아니라 농업 노동력에 대한 전적인 통제를 취해야 했다. 곡물 생산은 최우선 과제였으며, 1917년 곡물 생산법은 가격을 보장하고 임금률을 규제하며 농민들에게 효율성 기준을 충족하도록 요구했다. 정부는 비생산적인 토지를 경작지로 전환하기 위해 적극적으로 캠페인을 벌였다. 여성 토지군(Women's Land Army)은 도시에서 2만 3천 명의 젊은 여성들을 데려와 젖소 우유를 짜고 과일을 따는 등 군대에 입대한 남성들을 대체했다. 트랙터와 기계의 더 광범위한 사용도 농업 노동자들을 대체했다. 그러나 1915년 말까지 육지에는 남성과 말 모두 부족했다. 카운티 전쟁 농업 집행 위원회는 남성의 계속적인 이동이 농장을 운영하는 데 필요한 정해진 수의 남성과 말이 필요하다는 농민들의 믿음 때문에 식량 생산을 약화시키고 있다고 보고했다.
케네스 O. 모건은 "압도적인 웨일스인 대중은 정치적, 산업적 분열을 버리고 열정적으로 전쟁에 참여했다"고 주장한다. 지식인과 목사들은 전쟁 정신을 적극적으로 고취했다. 처음에는 웨일스의 초기 모병률이 인구가 적은 잉글랜드의 도시 지역보다 다소 낮았다. 나중에 28만 명의 남성이 군대에 입대하면서(인구의 14%) 웨일스의 비례적인 노력은 잉글랜드와 스코틀랜드를 능가했다. 애드리안 그레고리는 웨일스의 탄광 노동자들이 공식적으로는 전쟁 노력을 지지했지만, 휴가 시간을 단축하라는 정부의 요청을 거부했다고 지적한다. 논의 끝에 광부들은 작업 시간을 연장하기로 동의했다.
스코틀랜드의 독특한 특성은 학자들로부터 상당한 주목을 받아왔다. 다니엘 코츠(Daniel Coetzee)는 스코틀랜드가 광범위한 열정으로 전쟁 노력을 지지했음을 보여준다. 특히 인력, 선박, 기계, 식량(특히 생선) 및 자금을 제공하며, 상당한 열정으로 분쟁에 참여했다. 1911년 480만 명의 인구를 가진 스코틀랜드는 69만 명의 남성을 전쟁에 보냈으며, 그 중 7만 4천 명이 전투 또는 질병으로 사망했고, 15만 명이 중상을 입었다. 빈곤과 실업이 만연한 스코틀랜드의 도시 중심지는 영국 정규군의 선호 모병지였으며, 여성 중심의 황마 산업으로 인해 남성 고용이 제한되었던 던디는 다른 어떤 영국 도시보다 예비역 및 현역 군인의 비율이 가장 높은 곳 중 하나였다. 가족의 생활 수준에 대한 우려는 남성들이 입대하는 것을 망설이게 만들었다. 정부가 전사하거나 장애를 입은 남성들의 생존자들에게 평생 주간 수당을 보장하자 자원 입대율이 상승했다. 1916년 1월부터 징병제가 도입된 후, 전국의 모든 지역이 영향을 받았다. 때때로 스코틀랜드군은 활동적인 전투원 중 큰 비중을 차지했으며, 루스 전투와 같이 3개의 완전한 스코틀랜드 사단과 다른 스코틀랜드 부대가 있었던 곳에서 상응하는 손실을 입었다. 따라서 스코틀랜드인이 영국 인구의 10%에 불과했지만, 그들은 국가 군대의 15%를 차지했으며 결국 사망자의 20%를 차지했다. 루이스해리스섬과 같이 인구가 희박한 일부 지역은 영국 내 다른 어떤 지역보다 가장 높은 비례적 손실을 입었다. 클라이드사이드 조선소와 서부 중부 스코틀랜드의 엔지니어링 공장은 대영 제국 내에서 가장 중요한 조선 및 무기 생산 중심지가 되었다. 저지대, 특히 글래스고에서는 급진적인 선동이 전쟁이 끝난 후에도 계속된 산업 및 정치적 불안으로 이어졌다.

## 사상자

프랭크 브랭윈이 그린 웨일스 군인 후원 모금 행사를 위한 포스터

전후 출판된 "통계: 1914-1920년 대영 제국의 군사 노력"(육군성, 1922년 3월) 보고서에 따르면, 제1차 세계 대전에서 전사, 부상으로 인한 사망, 포로 사망 또는 실종된 '군인'은 총 908,371명으로 기록되어 있다. (이는 영국 및 식민지 704,121명, 영국령 인도 64,449명, 캐나다 56,639명, 호주 59,330명, 뉴질랜드 16,711명, 남아프리카 7,121명으로 분류된다.) 별도로 기록된 영국 왕립 해군(1918년 3월 31일까지 영국 해군 항공 서비스 포함)의 전사 및 실종자는 32,287명이며, 상선 해병의 전사자는 14,661명이었다. 육군성 보고서에는 왕립 항공대와 신생 영국 왕립 공군의 수치는 제시되지 않았다.
두 번째 출판물인 "사상자 및 의학 통계"(1931), 즉 전쟁의 공식 의학사 최종권은 영국 제국군 사망 원인을 제시한다. 1914년부터 1918년까지 전투로 인한 총 손실은 876,084명이었으며, 여기에는 전사 418,361명, 부상으로 인한 사망 167,172명, 질병 또는 부상으로 인한 사망 113,173명, 실종 추정 사망 161,046명, 포로 사망 16,332명이 포함되었다.
영연방 전쟁 묘지 위원회는 888,246명의 제국 전쟁 사망자(자치령은 별도로 기재됨)를 나열한다. 이 수치에는 확인된 매장과 기념비에 이름이 새겨진 사람들이 포함되며, 제국 전체에서 추가로 187,644명의 미확인 매장자가 있다.
민간인 사망률은 전쟁 전 수준보다 292,000명 초과했으며, 여기에는 식량 부족으로 인한 109,000명 사망과 스페인 독감으로 인한 183,577명 사망이 포함된다. 1922년 육군성 보고서는 공습 및 해상 폭격으로 인한 영국 본토의 민간인 사망자 1,260명과 군인 사망자 310명을 상세히 기술했다. 해상 손실은 U보트 공격으로 인한 민간인 908명과 어부 63명 사망이었다.
1911년 인구 480만 명의 스코틀랜드는 69만 명의 남성을 전쟁에 보냈으며, 그 중 7만 4천 명이 전투 또는 질병으로 사망했고, 15만 명이 중상을 입었다. 때때로 스코틀랜드군은 활동적인 전투원 중 큰 비중을 차지했으며, 루스 전투와 같이 3개의 완전한 스코틀랜드 사단과 다른 스코틀랜드 부대가 있었던 곳에서 상응하는 손실을 입었다. 따라서 스코틀랜드인이 영국 인구의 10%에 불과했지만, 그들은 국가 군대의 15%를 차지했으며 결국 사망자의 20%를 차지했다. 루이스해리스섬과 같이 인구가 희박한 일부 지역은 영국 내 다른 어떤 지역보다 가장 높은 비례적 손실을 입었다. 클라이드사이드 조선소와 서부 중부 스코틀랜드의 엔지니어링 공장은 제국 내에서 가장 중요한 조선 및 무기 생산 중심지가 되었다. 저지대, 특히 글래스고에서는 열악한 노동 및 생활 환경이 전쟁이 끝난 후에도 계속된 산업 및 정치적 불안으로 이어졌다.

## 유산 및 기억

### 직후
참호전의 이미지는 20세기 인간의 고통과 인내의 상징이 되었다. 전후 세계에는 포탄 충격으로 인해 불구가 되거나 손상된 많은 참전용사들이 있었다. 1921년에는 1,187,450명의 남성이 전쟁 장애 연금을 받고 있었으며, 이 중 5분의 1은 심각한 사지 또는 시력 상실, 마비 또는 정신 이상을 겪었다.
이 전쟁은 영국이 세계 최대 해외 투자국에서 최대 채무국으로 전락하는 주요 경제적 재앙이었다. 이자 지급액이 국가 예산의 약 40%를 차지했다. 인플레이션은 1914년부터 1920년 최고점에 이르기까지 두 배 이상 증가했으며, 파운드 스털링의 가치는 61.2% 하락했다. 무상 독일 석탄 형태의 배상금은 지역 산업을 침체시켜 1926년 총파업을 촉발시켰다. 전쟁 중 영국의 해외 사적 투자는 매각되어 5억 5천만 파운드를 모금했다. 그러나 전쟁 중 2억 5천만 파운드의 새로운 투자도 이루어졌다. 따라서 순 재정 손실은 약 3억 파운드였다. 이는 전쟁 전 평균 투자율에 비해 2년 미만의 투자이며 1928년까지는 완전히 대체되었다. 물적 손실은 "미미"했다. 가장 큰 손실은 영국 상선대 40%가 독일 U보트에 의해 침몰한 것이었다. 이 대부분은 1918년에 대체되었고, 나머지는 전쟁 직후 모두 대체되었다. 군사 역사가 코렐리 바넷은 "객관적인 진실로 제1차 세계 대전은 영국에 치명적인 경제적 손실을 전혀 입히지 않았다"고 주장했지만, 전쟁은 단지 "영국을 심리적으로 불구로 만들었을 뿐"이라고 말했다(원문 강조).
덜 구체적인 변화로는 영국 자치령의 대영 제국 내에서의 높아지는 독자성이다. 호주와 뉴질랜드의 갈리폴리와 캐나다의 비미 능선과 같은 전투는 민족적 자긍심을 높이고 런던에 종속되기를 더욱 꺼리게 만들었다. 이러한 전투는 종종 이들 국가의 선전에서 전쟁 중 그들의 힘을 상징하는 것으로 호의적으로 묘사되었다. 전쟁은 억압된 토착 내셔널리즘을 분출시켰는데, 인구는 동유럽에 자결권이 도입된 선례를 이용하려 했다. 영국은 아일랜드 (1919–21), 인도 (1919), 이집트 (1919–23), 팔레스타인 (1920–21), 이라크 (1920)에서 비무장화가 진행되어야 할 시기에 불안에 직면하게 되었다. 그럼에도 불구하고, 영국의 유일한 영토 상실은 아일랜드에서 발생했다. 자치 통치 문제 해결 지연, 1916년 부활절 봉기, 그리고 아일랜드 징병 시도 실패가 분리주의 급진파에 대한 지지를 높였고, 간접적으로 1919년 아일랜드 독립 전쟁 발발로 이어졌다.
1919년에도 추가적인 변화가 찾아왔다. 베르사유 조약을 통해 런던은 추가로 1800000평방마일 (4,700,000 km2)과 1300만 명의 새로운 백성을 통치하게 되었다. 독일과 오스만 제국의 식민지들은 국제 연맹 위임통치령으로 연합국(호주, 뉴질랜드, 남아프리카 포함)에 재분배되었고, 영국은 팔레스타인과 트랜스요르단, 이라크, 카메룬과 토고의 일부, 탕가니카를 통제하게 되었다. 아이러니하게도 대영 제국은 전쟁이 시작되기 전보다 훨씬 약한 제국으로 영토적 정점에 도달했다.

### 장기 기억

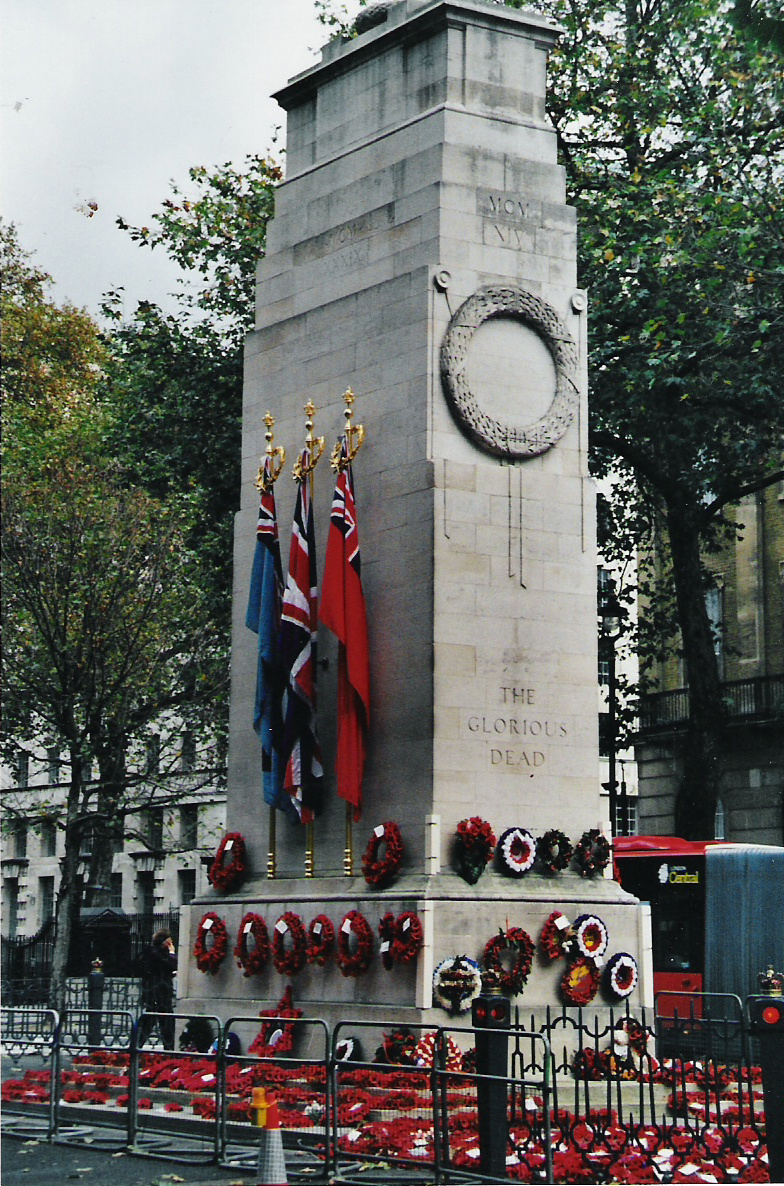
런던의 더 세노타프 – 2004년 영령 기념일을 맞아 장식되었으며, 제1차 세계 대전 이후 시작된 전몰자 연례 추모 행사이다.

서부 전선과 갈리폴리, 메소포타미아의 참상은 20세기의 집단 의식에 깊이 각인되었다. 대중문화 속에서 전쟁에 대한 이해는 주로 솜 전투의 첫째 날에 초점을 맞추었다. 역사가 A. J. P. 테일러는 "솜 전투는 미래 세대가 제1차 세계 대전을 바라보는 그림을 설정했다. 용감하고 무기력한 병사들, 서툴고 고집 센 장군들, 아무것도 이루지 못한 것."이라고 주장했다. 역사가 애드리안 그레고리도 전쟁의 문화적 유산에 대해 유사한 견해를 주장했다.
"대중문화의 판결은 거의 만장일치입니다. 제1차 세계 대전은 어리석고, 비극적이며, 무익했습니다. 전쟁의 어리석음은 1920년대 이래로 점점 더 강해지는 주제였습니다. 로버트 그레이브스부터 '오 왓 어 러브리 워'를 거쳐 '블랙애더 고즈 포스'에 이르기까지, 영국 고위 지휘부의 범죄적 바보짓은 신념의 조항이 되었습니다."
그러나 많은 역사가들은 이러한 갈등에 대한 견해가 옳다고 생각하지 않는다. 대신 동맹국이 주요 침략자였으며 독일이 영국과 유럽에 위협이었다고 주장한다.
2014년 유고브에서 실시한 여론조사에 따르면, 현대 영국 성인의 58%가 제1차 세계 대전 발발의 주요 원인이 동맹국에 있다고 믿었고, 3%는 삼국 협상(각 그룹의 주요 국가가 나열됨), 17%는 양측 모두, 3%는 모르겠다고 답했다. 52%는 장군들이 영국 병사들을 실망시켰다고 믿었고, 17%는 그들이 할 수 있는 한 최선을 다했다고 믿었으며, 30%는 모르거나 둘 다 믿지 않는다고 답했다. 40%는 영국의 제1차 세계 대전 참전이 영국적 관점에서 정의로운 전쟁이었다고 믿었고, 27%는 참가자들 사이에 차이가 없다고 믿었다. 34%는 영국의 제1차 세계 대전 참전이 자랑스러운 일이었다고 믿었고, 15%는 후회스러운 일이었다고 믿었다. 2013년 대중에 대한 태도를 연구한 British Future가 분쟁 기념에 대해 발표한 보고서에 따르면, 제1차 세계 대전에 대한 대중의 지식은 상당히 제한적이었다.

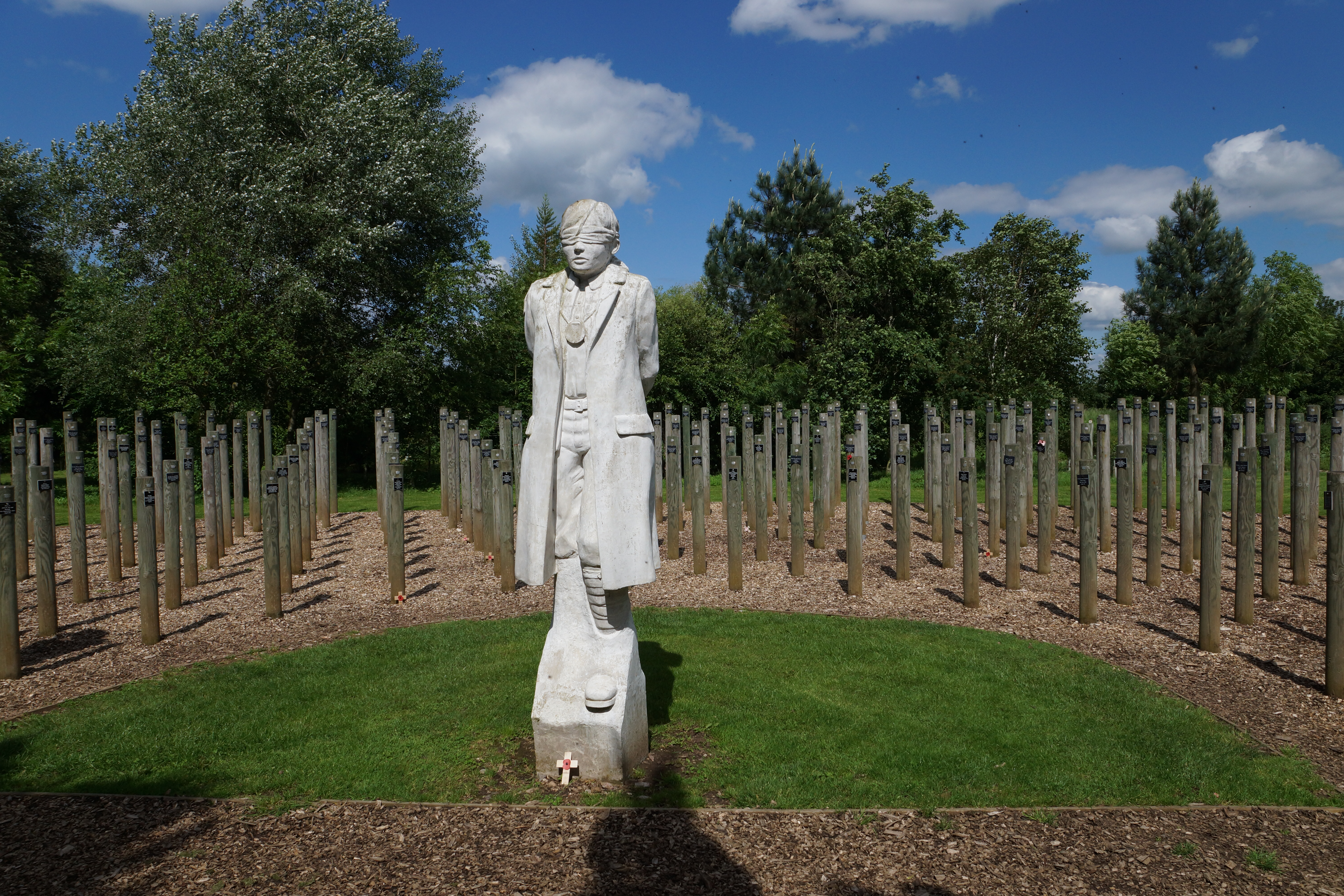
알리워스 근처 내셔널 메모리얼 아보레텀에 있는 새벽의 총살 기념비, 제1차 세계 대전 중 군법회의 후 탈영 및 기타 사형에 해당하는 범죄로 처형된 군인들을 추모한다.

남성의 절반 이상인 58%가 사라예보 사건이 제1차 세계 대전을 촉발했다는 것을 알고 있었지만, 여성은 3분의 1 미만인 39%만이 정답을 맞혔다. 다른 여론조사에서 보이는 추세와는 달리, 18~24세는 이 질문에서 비교적 좋은 성적을 거두었으며, 52%가 정답을 맞혔다. 그렇지만 이 연령대의 4%는 에이브러햄 링컨 암살 사건이 전쟁의 도화선이었다고 믿었다. 전쟁의 다른 핵심 인물들에 대해서도 비슷한 불확실성이 있었다. 전쟁 초기에 영국 총리가 누구였는지 묻는 질문에 10명 중 1명 미만이 H. H. 애스퀴스를 정확히 식별할 수 있었다. 놀랍게도, 18~24세의 7%는 마거릿 대처가 1918년 다우닝가 10번지에 거주했다고 믿었다. 반대로, 전쟁 중 독일의 지도부에 대해서는 더 확실성이 있었으며, 거의 3분의 1이 빌헬름 2세를 알아보았다. 브리티시 퓨처의 연구 그룹도 발견했듯이, 많은 사람들은 제1차 세계 대전과 제2차 세계 대전을 구별하는 데 어려움을 겪는다. 이에 대한 분명한 징후는 "어떤 영토의 침공이 영국의 전쟁 선포를 촉발했는가?"라는 질문에서 나타났다. 거의 5분의 1이 폴란드라고 답했으며, "모름" 다음으로 두 번째로 인기 있는 답이었지만, 13%만이 벨기에를 정확히 식별했다. 두 전쟁의 혼동이 주어진 답변 중 일부를 변명할 수 있지만, 지식 부족이 핵심 요소인 것으로 보인다. 이는 응답자들이 특정 국가가 전쟁 중 영국의 동맹국이었는지 적국이었는지, 아니면 중립이었는지 묻는 질문에 가장 잘 드러난다. 불가리아나 일본과 같은 국가들에 대해서는 사람들이 어려움을 겪을 것으로 예상할 수 있지만, 영국과 독일의 관계에 대한 특정 민간 전승이 있다. 그럼에도 불구하고, 81%만이 독일을 제1차 세계 대전 중 적국으로 식별했으며, 여성은 75%로, 18~24세는 69%로 떨어졌다. 전쟁이 국내 전선에 미친 결과는 대다수의 설문 응답자에게도 명확하지 않았다. 13%만이 1916년을 징병제가 도입된 해로 정확히 식별했으며, 10명 중 1명 미만인 7%만이 1918년에 여성이 처음으로 투표권을 얻었다는 것을 알고 있었다.

## 같이 보기
- 데이비드 로이드 조지
- 제1차 세계 대전의 외교사
- British home army in the First World War
- Imperial German plans for the invasion of the United Kingdom
- Opposition to World War I
- The Women's Peace Crusade
- British Land Units of the First World War

## 추가 자료

### 조사
- 브리태니커 백과사전 (12판, 1922)은 11판과 1911년 이후의 사건을 전쟁 및 모든 국가와 식민지에 대해 매우 철저하게 다루는 세 권의 새 권(30-31-32)으로 구성된다. 13판(1926)에도 포함되어 있다. 일부 온라인
- Beckett, Ian F. W. (2007). 《대전》 2판. 피어슨 롱맨. ISBN 978-1-4058-1252-8.
- Beckett, Ian F. W. (2006). 《국내 전선, 1914–1918: 영국은 어떻게 대전을 이겨냈나》. 큐: 국립 문서 보관소. ISBN 978-1-903365-81-6.
- Chandler, David (2003). 《영국 육군 옥스포드 역사》. 옥스포드 대학교 출판부. ISBN 978-0-19-280311-5.
- 제1차 세계 대전 케임브리지 역사 3권: 시민 사회 (2014) online 보관됨 2016-08-20 - 웨이백 머신
- Ferguson, Niall (1999). 《전쟁의 비극》. 펭귄 북스. ISBN 978-0-14-027523-0.
- Gilbert, Martin (1994). 《제1차 세계 대전 지도책》. 옥스포드 대학교 출판부. ISBN 978-0-19-521077-4.
- 해빅허스트, 알프레드 F. 현대 잉글랜드, 1901–1984 (2판, 1987)
- 매리어트, J. A. R. 현대 잉글랜드, 1885-1945 나의 시대의 역사 (4판, 1949) pp 347–456 온라인
- Massie, Robert (2004). 《강철의 성들: 영국, 독일, 그리고 바다에서의 대전 승리》. 런던: 조나단 케이프. ISBN 978-0-224-04092-1.
- 메들리콧, W. N. 현대 잉글랜드 1914–1964 (1967), 정치 및 외교 정책에 중점
- Mitchell, T. J. (1931). 《대전의 사상자 및 의료 통계》. 런던: 배터리 프레스 재인쇄 (1997). ISBN 978-0-89839-263-0.
- Palmer, Alan; Palmer, Veronica (1992). 《영국사 연대기》. 런던: 센추리 유한회사. ISBN 978-0-7126-5616-0.
- 실, G. R. 새로운 잉글랜드?: 평화와 전쟁, 1886-1918 (뉴 옥스포드 영국사, 옥스포드 대학교 출판부, 2005) pp 663–838.
- 서머벨, D.C. 조지 5세 국왕의 통치, (1936) pp 101–202; 광범위한 조사. 온라인
- Taylor, A. J. P. (2001). 《영국사 1914–1945 (옥스포드 영국사)》. 뉴욕: 옥스포드 대학교 출판부. ISBN 978-0-19-280140-1.
- 터너, 존, 편집. 영국과 제1차 세계 대전 (1988)
- 윌슨, 트레버. 수많은 전쟁의 얼굴: 영국과 대전 1914–1918 (1989) 발췌 및 텍스트 검색 864쪽; 국내 전선과 전장을 모두 다룬다.
- 윈터, 제이, 로베르, 장-루이, 편집. 전쟁 중 수도: 파리, 런던, 베를린 1914–1919 (2권. 1999, 2007), 30개 장 1200쪽; 학자들의 포괄적인 내용 1권 발췌; 2권 발췌 및 텍스트 검색
- 우드워드, 르웰린. 영국과 1914–1918년 전쟁 (1967) 610쪽; 군사 작전, 외교, 고위 정치에 대한 철저한 학술적 내용, 경제 장도 포함; 최근 역사들은 훨씬 더 많은 사회, 문화, 지적 역사를 다룬다.

### 정치
- 애덤스, R. J. Q. '"앤드류 보너 로와 애스퀴스 연합의 몰락: 1916년 12월 내각 위기," 캐나다 역사 저널 (1997) 32#2 pp 185–200 온라인
- Adams, R. J. Q. (1999). 《보너 로》. 스탠포드 대학교 출판부. ISBN 978-0-8047-3716-6. 인터넷 아카이브에서 이용 가능.
- Bourne, J. M. (2001). 《제1차 세계 대전 인명사전》. 라우틀리지. ISBN 978-0-415-14179-6.
- 길버트, 벤틀리 브링커호프. 데이비드 로이드 조지: 승리의 조직자 1912–1916 (1992)
- Denness, 조이 안드레아 (2012년 10월). 《국가적 위신에 영향을 미치는 문제: 1899–1945년 영국 민간인 억류 역사》 (PDF) (학위논문). 버밍엄 대학교. 2018년 5월 23일에 확인함.
- 그리그, 존. 로이드 조지: 평화에서 전쟁으로 1912–1916 (1985)
- 그리그, 존. 로이드 조지: 전쟁 지도자 1916–1918 (2002)
- Hennessey, Thomas (1998). 《아일랜드 분할, 제1차 세계 대전 및 분할, 아일랜드 의회 및 징병》. 라우틀리지. ISBN 978-0-415-17420-6.
- 맥이웬, 존 M. "영국 지배를 위한 투쟁: 로이드 조지 대 애스퀴스, 1916년 12월." 영국 연구 저널 18#1 (1978): 131–156.
- 맥길, 배리. "애스퀴스의 딜레마, 1914-1918." 현대사 저널 39.3 (1967): 283–303. JSTOR에서
- 마틴, 게드. "애스퀴스, 모리스 논쟁, 그리고 역사가들." 호주 정치 및 역사 저널 31.3 (1985): 435–444.
- Nicolson, Sir Harold (1952). 《조지 5세 국왕: 그의 삶과 통치》. 런던: 콘스터블 앤 코. ISBN 978-0-09-453181-9.
- Payani, Panikos (2013). 《영국의 포로들: 제1차 세계 대전 중 독일 민간인 및 전투원 억류자들》. 맨체스터: 맨체스터 대학교 출판부. ISBN 9780719078347.
- Payani, Panikos (2014). 《우리 가운데의 적: 제1차 세계 대전 중 영국 내 독일인들》. 런던: 블룸즈베리. ISBN 9781847881847.
- Pearsall, Mark (2017년 3월 24일). “1914–1919년 영국 내 적성 외국인들”. 리치먼드, 서리: 국립 문서 보관소. 2018년 5월 23일에 확인함.
- Pennell, Catriona (2012). 《통합된 왕국: 영국과 아일랜드에서 제1차 세계 대전 발발에 대한 대중의 반응》. 옥스포드 대학교 출판부. ISBN 978-0-19-959058-2.
- 푸, 마틴 D. "애스퀴스, 보너 로와 제1차 연립정부." Historical Journal 17#4 (1974): 813–836. JSTOR에서
- 리들리, 제인. 조지 5세: 지루할 틈이 없는 순간 (2022) 발췌
- 로빈스, 키스. 전쟁의 폐지: 영국 평화 운동, 1914–1919 (웨일스 대학교 출판부, 1976).
- Rose, Kenneth (1983). 《조지 5세 국왕》. 런던: 바이덴펠트 앤드 니컬슨. ISBN 978-0-297-78245-2.
- 스위프트, 데이비드. "전쟁 비상사태: 노동자 국가 위원회" 역사 워크숍 저널 81 (2016): 84–105.
- Swift, David (2016). 《계급과 국가를 위하여: 애국 좌파와 제1차 세계 대전》. 리버풀 대학교 출판부.
- 터너, 존. 영국 정치와 대전: 연합과 갈등 1915–1918 (1992)

### 제국
- 보몬트,  불완전한 국가: 대전 속 호주인들 (2014)
- Beaumont, Joan (1995). 《호주의 전쟁, 1914–1918》. 세인트 레너즈: 앨런 & 언윈. ISBN 978-1-86373-461-5.
- 포가티, 리처드 S., 데이비드 킬링레이. "제1차 세계 대전 말 영국과 프랑스 아프리카의 동원 해제." 현대사 저널 (2015) 50#1 pp: 100–123.
- McCreery, Christopher (2005). 《캐나다 훈장》. 토론토 대학교 출판부. ISBN 978-0-8020-3940-8. 구글 북스에서 이용 가능.
- Olson, James (1996). 《대영 제국 역사 사전》. 그린우드 출판 그룹. ISBN 978-0-313-29366-5.
- Morrow, John Howard (2005). 《대전: 제국 역사》. 라우틀리지. ISBN 978-0-415-20440-8.
- Pierce, John (1992년 봄). 《기억 구축: 비미 기념비》 (PDF). 《캐나다 군사 역사》 1. 5–14쪽. 2009년 3월 5일에 원본 문서 (PDF)에서 보존된 문서. 2009년 5월 17일에 확인함.
- The War Office (1922). 《1914–1920년 대영 제국 군사 노력 통계》. 해군 및 군사 프레스 재인쇄. ISBN 978-1-84734-682-7.

### 경제학
- 애덤스, R. J. Q. "물품 전달: 군수품부 재평가: 1915–1916." 영국학 분기별 저널 (1975) 7#3 pp: 232–244 JSTOR에서
- 애덤스, R. J. Q. 무기와 마법사: 로이드 조지와 군수품부. (1978)
- 애쉬워스, 윌리엄. 영국 경제사, 1870–1939 (1960) pp 265–304.온라인
- Baker, Charles Whiting (1921). 《세계 대전 중 영국과 미국 산업에 대한 정부 통제 및 운영》. 뉴욕: 옥스포드 대학교 출판부.
- 바넷, 마가렛. 제1차 세계 대전 중 영국의 식량 정책 (라우틀리지, 2014)
- Barnett, Correlli (2002). 《영국 권력의 붕괴》. 팬 북스. ISBN 978-0-330-49181-5.
- 버크, 캐슬린. 영국, 미국, 그리고 전쟁의 활력, 1914-1918 (1985) 온라인
- 치커링, 로저, 스티그 푀르스터, 편집. 대전, 총력전: 서부 전선에서의 전투와 동원, 1914–1918 (케임브리지 대학교 출판부, 2000)
- 데네, 필립. "제1차 세계 대전 중 봉쇄부와 자유 무역의 종말" 20세기 영국사 (2016) 27: 333–356. DOI: 10.1093/tcbh/hww027
- 고든, 크리스토퍼. "전쟁 비즈니스: 제1차 세계 대전의 경제 및 비즈니스 역사에 대한 최근 기여에 대한 고찰." Oeconomia. History, Methodology, Philosophy 6-4 (2016): 549–556. 온라인
- 대영 제국. 군수부. 군수부 역사 (8권. 1922), 온라인
- 그리브스, 키스. 인력 정치, 1914–18 (맨체스터 대학교 출판부, 1988).
- 핸콕, W.K. 와 M. M. 고잉. 영국 전쟁 경제 (1949) pp 3–40 온라인
- Hurwitz, Samuel J. (1949). 《영국의 국가 개입: 1914–1919년 경제 통제와 사회적 반응 연구》. 라우틀리지. ISBN 9781136931864.
- 로이드-존스, 로저, M. J. 루이스. 서부 전선 무장: 영국에서의 전쟁, 사업, 국가, 1900–1920 (라우틀리지, 2016).
- 맥베이, 프랭크 L. 영국의 재정사, 1914-1918 (1918) 온라인
- 위탐, 이디스 H. 잉글랜드와 웨일스의 농업 역사: 제8권: 1914–39 (케임브리지 대학교 출판부, 1978), pp 70–123

### 선전과 대중문화
- 벨, 스튜어트. "'그리스도의 병사들이여, 일어나라': 제1차 세계 대전 중 이스트 미들랜즈의 종교적 민족주의." 미들랜드 역사 39.2 (2014): 219–235.
- 필드, 클라이브. "영국에서 제1차 세계 대전 중 영적 가정을 불태우기: 종교적 소속." 전쟁 및 사회 33.4 (2014): 244–268.
- 퍼셀, 폴. 대전과 현대 기억 (1975), 매우 영향력 있는 문화적 해석 온라인
- 고에벨, 스테판, 화이트, 제리. "런던과 제1차 세계 대전". 런던 저널 41:3 (2016): 1–20, <URL: http://www.tandfonline.com/doi/full/10.1080/03058034.2016.1216758>
- 그린, 리앤. "전쟁 광고: 제1차 세계 대전 선전에서 벨기에를 묘사하기." 미디어, 전쟁 & 분쟁 7.3 (2014): 309–325.
- 헤이스트, 케이트. 국내의 불을 지펴라: 제1차 세계 대전의 선전 (레인, 앨런, 1977)
- 하인즈, 사무엘. 상상 속의 전쟁: 제1차 세계 대전과 영국 문화 (2011)
- 케네디, 케이트. "'비탄의 음악': 고전 음악과 제1차 세계 대전." 국제 문제 90.2 (2014): 379–395.
- 래스웰, 해럴드 D. 제1차 세계 대전 선전 기술. (1927) 온라인
- 론스데일, 사라. ""구운 갈매기와 다른 기이한 새 요리" 제1차 세계 대전 중 영국 신문의 특집 및 "라이프스타일" 저널리즘의 발전." 저널리즘 연구 (2014): 1–16.
- 밀먼, 브록. 제1차 세계 대전 영국 내 국내 불화 관리 (라우틀리지, 2014)
- 몽거, 데이비드. 제1차 세계 대전 영국의 애국심과 선전: 국민 전쟁 목표 위원회와 민간 사기 (2013)
- 오프리, 폴. "제1차 세계 대전의 시: 신화 해소." RUSI 저널 159.4 (2014): 102–105.
- Paddock, Troy R. E. (2004). 《병력 동원: 대전 중 선전, 여론, 신문》. 그린우드 출판 그룹. ISBN 978-0-275-97383-4.
- 윌킨슨, 앨런. 영국 성공회와 제1차 세계 대전 (루터워스 프레스, 2014)
- 윌리엄스, 바네사. "'하나로 용접된 덩어리': 제1차 세계 대전 중 런던 콘서트홀의 기억과 공동체." 음악학 연구 저널 3.1–3 (2014): 27–38.

#### 포스터
- 보운스, 데이비드, 로버트 플레밍. 제1차 세계 대전 포스터 (2014)
- 크리스토퍼, 존, 편집. 제1차 세계 대전 영국 포스터 (2016)
- 다라코트, 조셉, 벨린다 로프투스, 편집. 제1차 세계 대전 포스터 (1974)
- 리카드스, 모리스, 편집. 제1차 세계 대전 포스터 (1968)
- 슬로컴, 리처드, 편집. 제1차 세계 대전 포스터 (2014)
- 스탠리, 피터, 편집. 아빠, 전쟁에서 뭘 하셨나요? 선전 포스터의 시각적 역사 (1984)
- 화이트, 에드워드 J. 편집. 제1차 세계 대전 포스터: 100주년 기념 소장판 (2014)

### 연감
- 1915년 연감, 영국 및 대영 제국의 매우 상세한 정치사
- 1916년 연감
- 1917년 연감
- 1918년 연감
- 1919년 연감

### 여성, 가족 및 사회
- Braybon, Gail (1990). 《제1차 세계 대전의 여성 노동자들: 영국 경험》. 런던: 라우틀리지. ISBN 9780415042017.
- Condell, Diana; Liddiard, Jean (1987). 《승리를 위한 노동?: 1914–18년 제1차 세계 대전의 여성 이미지》. 라우틀리지. ISBN 978-0-7102-0974-0. 구글 북스에서 이용 가능.
- 그레이젤, 수잔 R. 전쟁 중 여성의 정체성: 제1차 세계 대전 중 영국과 프랑스에서의 젠더, 모성, 그리고 정치. UNC 출판부, 1999.
- Gregory, Adrian (2008). 《마지막 대전: 영국 사회와 제1차 세계 대전》. 케임브리지.
- Law, Cheryl (1997). 《참정권과 권력: 여성 운동, 1918–1928》. I.B. 타우리. ISBN 978-1-86064-201-2. 구글 북스에서 이용 가능.
- 마위크, 아서 (1965) 홍수: 영국 사회와 제1차 세계 대전 ISBN 0-393-00523-2
- 필, C.S. 부인 (도로시 콘스턴스) (1929) 우리가 그때 어떻게 살았나, 1914–1918: 전쟁 중 영국 사회 및 가정 생활 스케치, 런던: 보들리 헤드
- 쉴즈, 로즈메리, 린다 쉴즈. "데임 모드 매카시 (1859–1949): 제1차 세계 대전 프랑스 및 플랑드르 영국 원정군 간호총감." 의학 전기 저널 (2015): 0967772013480610.
- 실베이, 데이비드. 영국 노동 계급과 전쟁에 대한 열정, 1914–1916 (2005)

### 1차 자료
- 브라운, 맬컴, 편집. 임페리얼 전쟁 박물관의 제1차 세계 대전 책: 이전에 출판되지 않은 편지, 일기, 문서 및 회고록에 기록된 위대한 갈등 (1993)
- 구치, G. P. 유럽 외교의 최근 계시 (1940), pp 343–429는 주요 영국 참가자들의 출판된 회고록을 요약한다.
- 파이크, E. 로이스턴, 편집. 로이드 조지 시대의 인간 문서 (1972)

### 역사 기술 및 기억
- 본드, 브라이언, 편집. 제1차 세계 대전과 영국 군사사 (옥스포드 대학교 출판부, 1991) DOI:10.1093/acprof:oso/9780198222996.001.0001 온라인. 전문가들의 11개 주제별 에세이.
- Braybon, Gail (2005). 《증거, 역사 그리고 대전: 역사가들과 14–18의 영향》. 베르그한 북스. ISBN 978-1-57181-801-0.
- 엘튼, G. R. 영국 역사에 대한 현대 역사가 1485-1945: 1945-1969년 비판적 참고문헌 (1969), 모든 주요 주제에 대한 1000권의 역사서, 서평 및 주요 학술 논문에 대한 주석 안내서. 온라인
- 개프니, 안젤라. 여파: 웨일스에서의 대전 기억 (1998)
- 코르테, 바바라, 안마리 아인하우스. "단기 기억: 1914–39년 영국 단편 소설에 나타난 제1차 세계 대전," 문학 & 역사 (2009) 18#1 pp 54–67.
- 매카트니, 헬렌 B. "제1차 세계 대전 군인과 영국에서의 현대적 이미지," 국제 문제 (2014) 90#2 pp 299–315.
- 몰리, 조엘. "영국 가짜 전쟁 중 대전의 기억과 사기." 역사 저널 63.2 (2020): 437–467. 온라인
- 레이놀즈, 데이비드 J. "영국, 두 차례 세계 대전, 그리고 서사의 문제" 역사 저널, 60#1, 197–231. https://Doi.Org/10.1017/S0018246X16000509
- 월포드, 스콧. "실시간으로 제1차 세계 대전 가르치기" (2015). 온라인